# Schlacht bei Näfels (1799)
Ostrach – Feldkirch – Stockach I – Verona – Magnano – Cassano d’Adda – Bassignana – Paradies – Frauenfeld – Winterthur – Zürich I – Trebbia – Mantua – Novi – Döttingen – Vlieter – Bergen – Gotthard – Dietikon – Zürich II – Schänis – Muotatal – Näfels – Egmont – Castricum – Genola – Wiesloch – Genua – Rheinklingen – Büsingen – Engen – Stockach II –  Meßkirch – Biberach II – Montebello – Marengo – Höchstädt – Oberhausen – Brión – Hohenlinden – Walserfeld – Pozzolo – Kopenhagen – Algeciras I – Algeciras II
Die Schlacht bei Näfels am 1. Oktober 1799 (9. Vendémiaire Jahr VIII) war die blutigste Schlacht des Zweiten Koalitionskriegs. Mit dieser Niederlage endete die austro-russische Invasion der Helvetischen Republik, der letzte Feldzug, an dem der «unbesiegte Feldherr» Suworow beteiligt war. Zwar konnten seine Truppen damals kampflos den Flecken Glarus besetzen, während seine Nachhut unter Rosenberg in der Schlacht im Muotatal einen Angriff der Franzosen Massena und Mortier abwehrte, doch unterlag seine Vorhut unter Bagration bei Näfels deren Landsleuten Molitor und Gazan. Am 4. Oktober trat Suworow dann den verlustreichen Rückzug über den Panixerpass an. In seinem Bericht an Kaiser Paul I. erwähnte er die Niederlage mit keinem Wort. Stattdessen stellte er seinen Alpenzug als Serie glänzender Siege dar, obwohl er sogar einen Rückzug nach Italien erwogen hatte, was ein Eingeständnis völligen Scheiterns gewesen wäre.

## Vorgeschichte

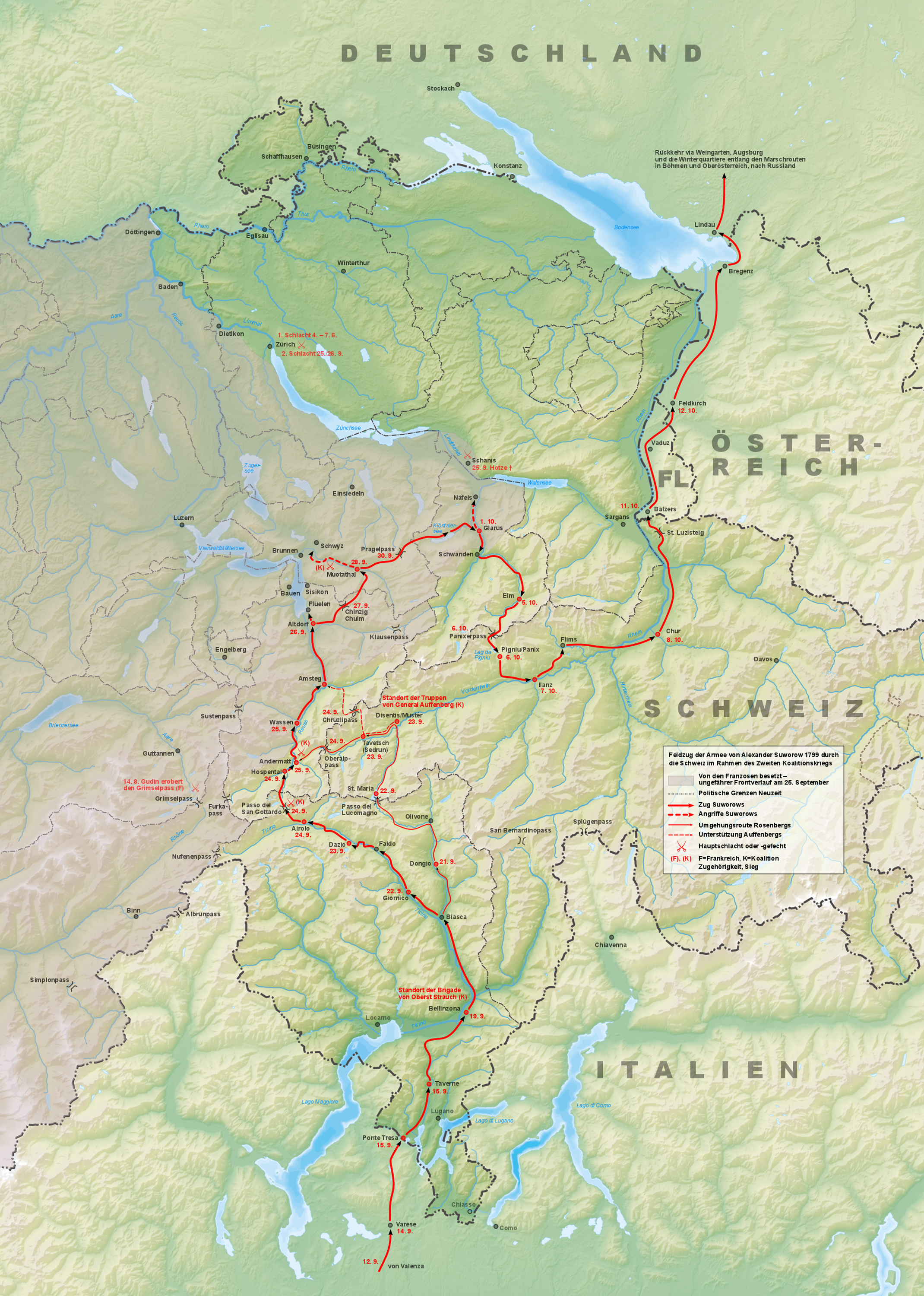
Suworows Feldzug in der Schweiz (Schlacht bei Näfels nicht eingezeichnet!)

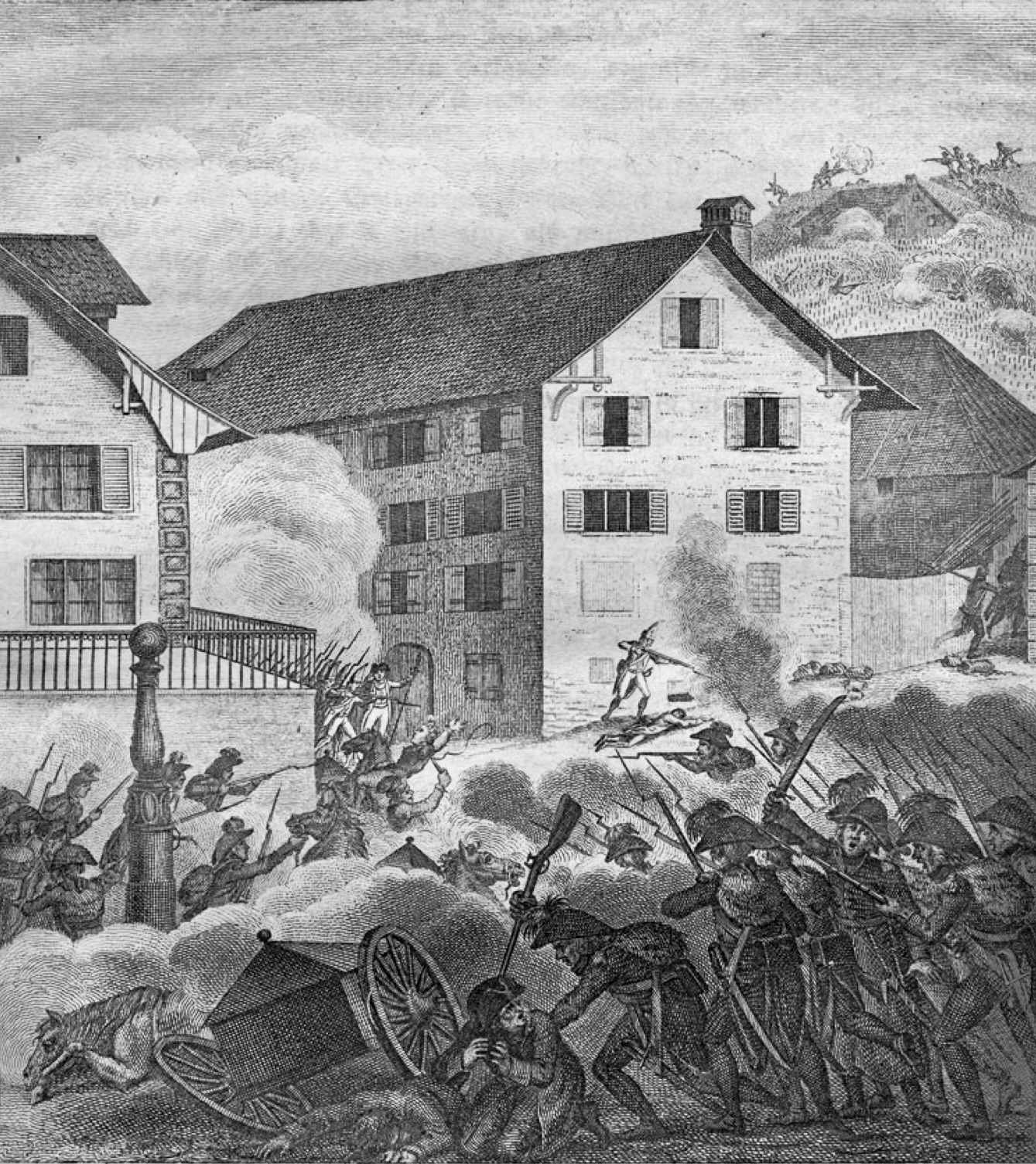
Strassenkämpfe in Zürich, 26. September 1799

Die Helvetische Revolution von 1798 führte zu einer radikalen Änderung der schweizerischen Verfassung und zur militärischen Besetzung des Landes durch Frankreich. Dies laut dem Glarner Pfarrer Markus Freuler, weil die alte Verfassung «einem grossen Theil der Schweiz nicht mehr beliebig, und dem Geist des Volks nicht mehr angemessen war» und weil nur eine äussere Macht im Stande war, «dieses wichtige Werk auszuführen». Damals verzichtete das Land Glarus, wo noch 1782 mit Anna Göldi eine Frau als Hexe hingerichtet worden war, auf seine Herrschaftsrechte in zahlreichen Vogteien, hielt aber an seiner alten Verfassung fest. Als seine Miliztruppen bei Wollerau besiegt wurden, entging es nur durch Annahme der neuen Verfassung einer militärischen Besetzung. Der Flecken Glarus wurde Hauptort des Grosskantons Linth, laut Freuler unter der «klugen Direktion» von Regierungsstatthalter Joachim Heer. Doch trotz den gemachten Versprechungen kam es nach dem Vorstoss der Österreicher nach Graubünden zur Einquartierung französischer Truppen. Im April 1799 führte die Beschlagnahmung der Glarner Artillerie zu einem Aufstand. Als im Mai die Österreicher die Franzosen als Besatzungsmacht ablösten, kehrte das Land Glarus für kurze Zeit zum Ancien Régime zurück, wobei es sogar der Anstifter des Justizmords an Anna Göldi zu Regierungsehren brachte. Im August marschierten dann erneut die Franzosen ein.
Während Bonapartes Ägyptenabenteuer weitete Grossbritannien seinen Kampf gegen das revolutionäre Frankreich durch Bündnisse mit Österreich, Russland und anderen monarchisch regierten Staaten zum Zweiten Koalitionskrieg aus. 1799 gewann eine austro-russischen Armee unter dem 68-jährigen Feldmarschall Alexander Suworow in Italien eine Reihe von Schlachten gegen Frankreich und dessen dortige Schwesterrepubliken. Als der «stets eigenwillige und reizbare Greis» aber zur Belastung für die Koalition wurde, sollte er auf Vorschlag des britischen Aussenministers Lord Grenville bei Zürich zu seinem Untergebenen Generalleutnant Alexander Korsakow und dem österreichischen Feldmarschallleutnant Friedrich Hotze stossen und mit diesen in Frankreich einfallen. Zuvor hatte Feldzeugmeister Erzherzog Karl von Österreich die Armée du Danube unter Divisionsgeneral André Massena auf die Linth-Limmat-Linie zurückgedrängt (Erste Schlacht bei Zürich), war dann aber durch Korsakow abgelöst worden.
Anders als eine verbreitete These besagt, hatten die Österreicher keinen Einfluss darauf, dass Suworow zur Überquerung der Alpen die am Urnersee blockierbare Route über den Gotthard wählte. Auf dem Pass leisteten ihm die Franzosen starken, in der Schöllenen – entgegen der Legende – nur schwachen Widerstand. Insgesamt aber sollen 9000 Mann unter Divisionsgeneral Claude-Jacques Lecourbe den 21'000 Russen und Österreichern Verluste im Verhältnis von 1 zu 3 (2000 Mann zu 6000) zugefügt haben. Zum Zeitpunkt der Zweiten Schlacht bei Zürich und der Schlacht bei Schänis (25./26. September) erreichte Suworow erst Wassen. Um aus der Sackgasse bei Altdorf zu kommen, versuchte er, über den Chinzig Chulm Schwyz zu erreichen. Im Muotatal erfuhr er von den Niederlagen Korsakows gegen Massena und Hotzes gegen Divisionsgeneral Jean-de-Dieu Soult. Den Weitermarsch nach Norden verwehrten ihm die Truppen Massenas, den Rückzug nach Süden jene Lecourbes. Einen Ausweg bot die Route über den Pragelpass und das Klöntal ins Linthtal. Aus Letzterem hatte der kurz zuvor zum Brigadegeneral ernannte 29-jährige Gabriel Molitor seit dem 25. September gleich zwei österreichische Heerführer vertrieben: Generalmajor Franz Jelačić Richtung Sargans und Feldmarschallleutnant Friedrich Linken Richtung Surselva. Nachdem er Massena und Soult um Verstärkung ersucht hatte, hielt er am 30. September den österreichischen Generalmajor Franz Auffenberg im Klöntal auf. Gemäss Bodart verfügte Molitor über 3000 Mann, Jelačić über 4000, Linken über 3000 und Auffenberg über 2000; die gesamten Verluste Molitors hätten ca. 500 Mann, jene der Österreicher 1500 betragen.
Der Brigade Auffenberg folgte die Vorhut Suworows unter Generalmajor Bagration. Zeitgleich mit der Schlacht bei Näfels schlug die 7000 Mann starke russische Nachhut unter General der Infanterie Rosenberg im Muotatal einen Angriff von 9000 Franzosen ab, den Massena und Brigadegeneral Mortier von Schwyz aus vortrugen. Dieser soll die Franzosen 1000 Gefallene und Verwundete sowie 1000 Gefangene, die Russen ca. 500 Mann gekostet haben.

## Verlauf (sieben Versionen)
Die Schlacht bei Näfels wird in den existierenden Berichten aus unterschiedlichen Perspektiven geschildert. Russische Quellen heroisieren die Niederlage Suworows und lasten sie den Österreichern an. In der Schweiz betrachteten Anhänger des Ancien Régime den Feldmarschall als Befreier, Anhänger der Helvetischen Republik hingegen als «Attila unsers Jahrhunderts», wie ihn Heinrich Zschokke nannte. Letzteres wohl vor allem wegen Suworows Massakern an Gefangenen und Zivilpersonen bei der Eroberung der Ukraine (Otschakiw 1788, Ismajil 1790) und Polens (Praga 1794).
Nach Einheimischen
Unter den wachsamen Augen der Austro-Russen schrieb die Glarner-Zeitung am 3. Oktober: «Der 1te Weinmonat war ein fürchterlicher Tag, die Kaiserlichen [Österreicher] bekamen Hülfe rußischer Völker, unter dem Kommando des berühmten Helden Suwarow, aus Italien über den Gotthard, vereiniget greifften sie die Franken bei Anfang des [Klöntaler-]Sees an, und schlugen sie nicht nur da, sondern auch an allen Orten, hinter und bey Riederen, Durschen, Nettstall ec. ec. Den ganzen Tag von Morgen bis Abend hörte man nichts anders als Canoniren und Schießen, die Franken retirirten bis Näfels und Mollis, wie auch über den Ennetberg und Frohnalp des hohen Gebirgs Schilt.» Den Feldmarschall beschrieb die Zeitung so: «Suwarow, ein rußischer Obergeneral, klein von Postur, alt, von Eisgrauen Haaren, gemein [gewöhnlich] in der Unterhaltung und Kleidung wie ein Soldat, aber groß am Geist, gros an Heldenthaten, in diesem Jahre zeigt er die Größe seines militairischen Geistes in Italien, und in der Schweiz wird es sich bald entwicklen [!]. Die K. K. und rußischen Truppen haben ihre Stellungen bey Riederen, Nettstall und Glarus; die Franken hingegen bey Näfels und Mollis.»

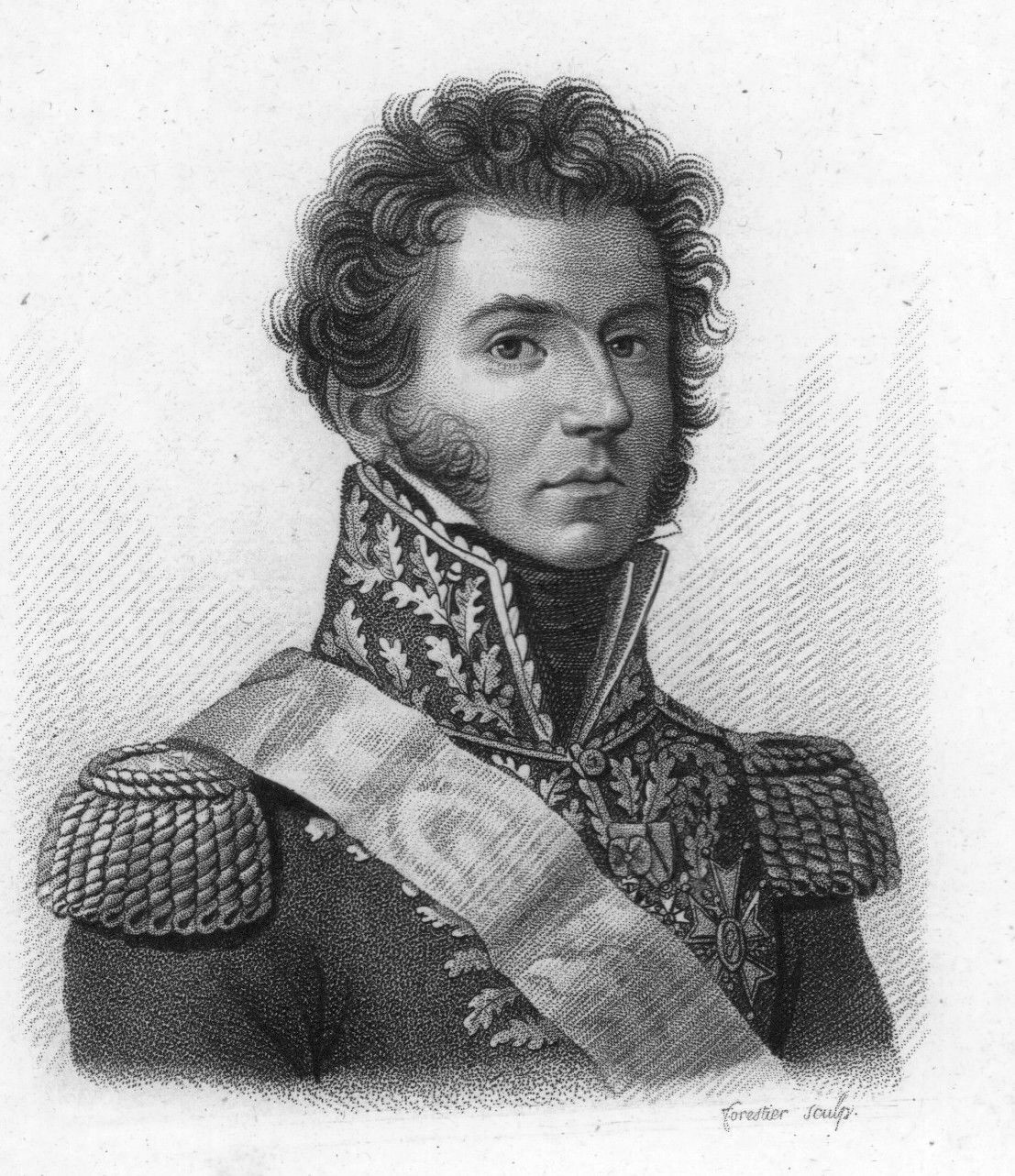
Brigadegeneral Gabriel Molitor

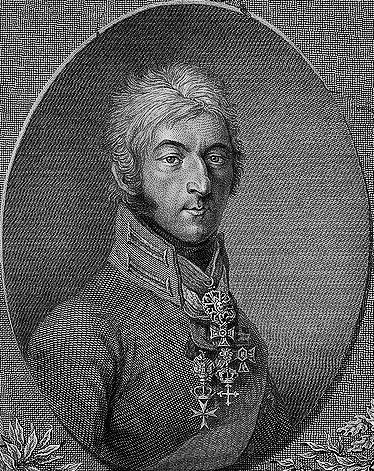
Generalmajor Pjotr Bagration

Das von Johann Konrad Escher und Paul Usteri herausgegebene Neue helvetische Tagblatt fasste diese Meldung zusammen und fügte bei: «Heut früh [1. Oktober] mußten endlich die Franken weichen, die Russen und Kaiserlichen rükten um 9 Uhr Vormittags hier [in Glarus] ein; die Franken machten ihnen aber jeden Fußbreit streitig, und da die Russen keine Munition mehr hatten, sondern blos mit dem Bajonett agiren mußten, dabei auch keine Kanonen mit sich führten, die Franken aber 8, so verloren sie sehr viel Leute.»
Nach wiederhergestellter Pressefreiheit publizierte der zitierte Freuler eine Chronik des Kleinkriegs, den altgesinnte Einheimische den Franzosen geliefert hatten. Dabei waren 90 namentlich genannte Glarner getötet und 56 verwundet worden, die meisten davon 1798 bei Wollerau. Daneben erwähnte der Pfarrer einen einzigen Zwischenfall mit Frauen und Kindern, bei dem eine verirrte Kanonenkugel in Ennetbühls je zwei Personen getötet bzw. verwundet hatte. Über die ungleich wichtigere Schlacht bei Näfels berichtete Freuler nur kurz, wobei er erst noch die Besiegten zu Siegern machte: «Die Rußen, mit 1800. Mann kaiserl. Truppen, greiften die am See gelegnen Franken an, jagten sie bis auf Riederen, allwo sich die Franken wiedersetzten, und dem weiter Vorrucken des Feindes Einhalt thun wollten, allein die Rußen fielen einmal über das andere mit gefalltem Bajonet auf sie los, mußten auch von da weichen, treibten sie im Sturmmarsch über die Durschen nach Nettstall, über die untere Bruck, welche die Franken zur Deckung ihrer Retirade in Brand stekten; dem aber ohngeachtet setzten die Rußen durch den Linthfluß und verfolgten den Feind den ganzen Tag hindurch auf beyden Seiten des Flußes bis Näfels und Mollis unter abwechselndem Glück. Viermal mußten sie durch den heftigen Widerstand der Franken bis gegen Nettstall weichen, aber allemal liefen sie mit Sturm auf dieselben los, nöthigten sie zum Rückzug bis Näfels, Oberurnen und Mollis, so daß die Rußen das Schlachtfeld behaupteten.» Ihr Vordringen habe auch ungefähr tausend Franzosen im Sernftal und oberen Linthtal abzuschneiden gedroht, die darauf über Glarus, die Ennetbühlser Brücke und die Ennetberge geflüchtet seien, wobei sie ihre Munitionswagen ins Wasser geworfen hätten.
Ein Unbekannter schrieb seinem Neffen im Jura: «Am 30. September erfuhren wir, dass Suworow mit einer starken Kolonne der russischen Italienarmee durch die Bergschlucht Klöntal kam […] Wir glaubten, die Franzosen würden diese engen und beinahe unbegehbaren Schluchten gut verteidigen, aber wir täuschten uns. Am Morgen des 1. Oktobers hörten wir schiessen, und bald sahen wir sie hinter Riedern gegen Netstal zurückweichen. Die Franzosen brannten die Brücke von Riedern nieder, was die Stadt [Glarus] ein wenig schützte. Der Kampf fand auf der andern Seite des Löntsch statt. Ich ging mit meinem Bruder auf den Galgenbühl [Sonnenhügel]. Alle andern Kämpfe waren nur Kinderspiele im Vergleich zu diesem hier. Die Russen liefen ins Feuer, ohne die Gefahr zu kennen. Die Franzosen hatten diesmal Geschütz, und die Russen hatten fast gar keines. Sie verfolgten die Franzosen bis unterhalb von Näfels. Dieses Dorf wurde zweimal erobert und zurückerobert. Um ihren Rückzug zu decken, brannten die Franzosen auch die schöne gedeckte Brücke von Netstal nieder, sie konnten sich jedoch in Näfels halten. Die Russen aber hatten über 2500 Verwundete.»
Das helvetische Direktorium wurde über die Schlacht bei Näfels aus dem benachbarten Distriktshauptort Schänis informiert. Der Zürcher Johannes Theiler, Regierungskommissär des Kantons Linth, berichtete am 2. Oktober, dass die Franzosen am Vortag «nach einem hartnäckigen Treffen bei dem Klönthaler See, wobei die Feinde bei 2000 Mann verloren, dennoch bis auf Ober-Urnen zurückgeschlagen wurden, mit Verlurst von c. 800 Mann Blessirten und Todten». Am Abend spät aber, nachdem die Franzosen eine Halbbrigade Verstärkung erhalten hätten, sei der Feind wieder «bis über Netstall hinaus» zurückgeschlagen worden. Die Franzosen seien «nicht nur im Besitz des Kerenzerbergs bis Walenstadt», sondern hätten auch «durch das ganze Sarganserland hinauf diesseits des Rheins festen Fuß gefasst». Jetzt seien die Truppen «wegen der schlechten Witterung in Unthätigkeit». Ebenfalls aus Schänis berichtete Kantonsrichter Xaver Gmür am 4. Oktober dem Rapperswiler Christoph Fuchs, der zuvor amtierender Regierungsstatthalter des Kantons Linth gewesen war, ohne die tapfere Haltung der 2. helvetischen Halbbrigade hätten die Franzosen sich zurückziehen müssen und wohl auch Weesen verloren. Das Verhältnis der russischen Verluste zu den französischen betrug Gmür zufolge acht zu eins.
Schustermeister Levi Feldtmann aus Schwanden schrieb ein Gedicht in Knittelversen mit dem Titel Der Einzug der russischen Armee in unser Land. Der nach Zürich geflohene Fabrikant Johann Heinrich Blumer besass in Glarus das Haus in der Wiese (Wiesli 5), wo Suworow die letzte Nacht vor seinem Rückzug verbrachte und auch Molitor mehrmals Quartier nahm. Von seinem Verwalter Paulus Wichser erfuhr Blumer, beim Angriff der Russen sei es «wegen großem Hunger» um Siegen oder Sterben gegangen, doch hätten die Franzosen vorteilhafte Stellungen gehabt. Laut der Familienchronik von Schreinermeister Balthasar Joseph Tschudi aus Ennenda, der das Russenlager in Netstal besichtigte, lagen dort «fast in allen Kellern und Schöpfen» Verwundete.
Insgesamt erwecken die Berichte den Eindruck, die im Tal verbliebenen Einheimischen hätten die Schlacht als ohnmächtige Zuschauer verfolgt. Das Wetter war offensichtlich so nass, dass nicht viele Häuser abbrannten, nicht aber nass genug, um die Franzosen am Schiessen zu hindern.
Nach Erzherzog Karl
Erzherzog Karl schrieb in seiner Geschichte des Feldzuges von 1799 in Deutschland und in der Schweiz: «Seitenkolonnen erstiegen bei der Nacht das Gebirge, und zeigten sich den 1. October im Rücken der Franzosen. Molitor musste weichen: aber von Österreichern und Russen mit Unordnung angefallen, verlor er die Fassung nicht; stellte sich noch einmal, und wies die Kühnsten unter den Nachsetzenden ab. Dann ging er bei Nets-Thal über die Linth; steckte die Brücke in Brand; vertheidigte sie bis zu ihrem Einsturz, und fasste endlich Posten bei Näffels und Mollis. Die Verbündeten wollten sich des letztern Orts, und mit ihm der Strasse nach Wesen bemächtigen. Mühsam erbauten sie einen Steg über die Linth; setzten 1 Bataillon darüber, und verjagten die Franzosen aus Mollis: konnten sich aber dort nicht halten, da Divisionsgeneral Honoré Gazan den Rest seiner Truppen von der untern Linth zu Molitors Unterstützung herbeiführte.»
Nach Jomini

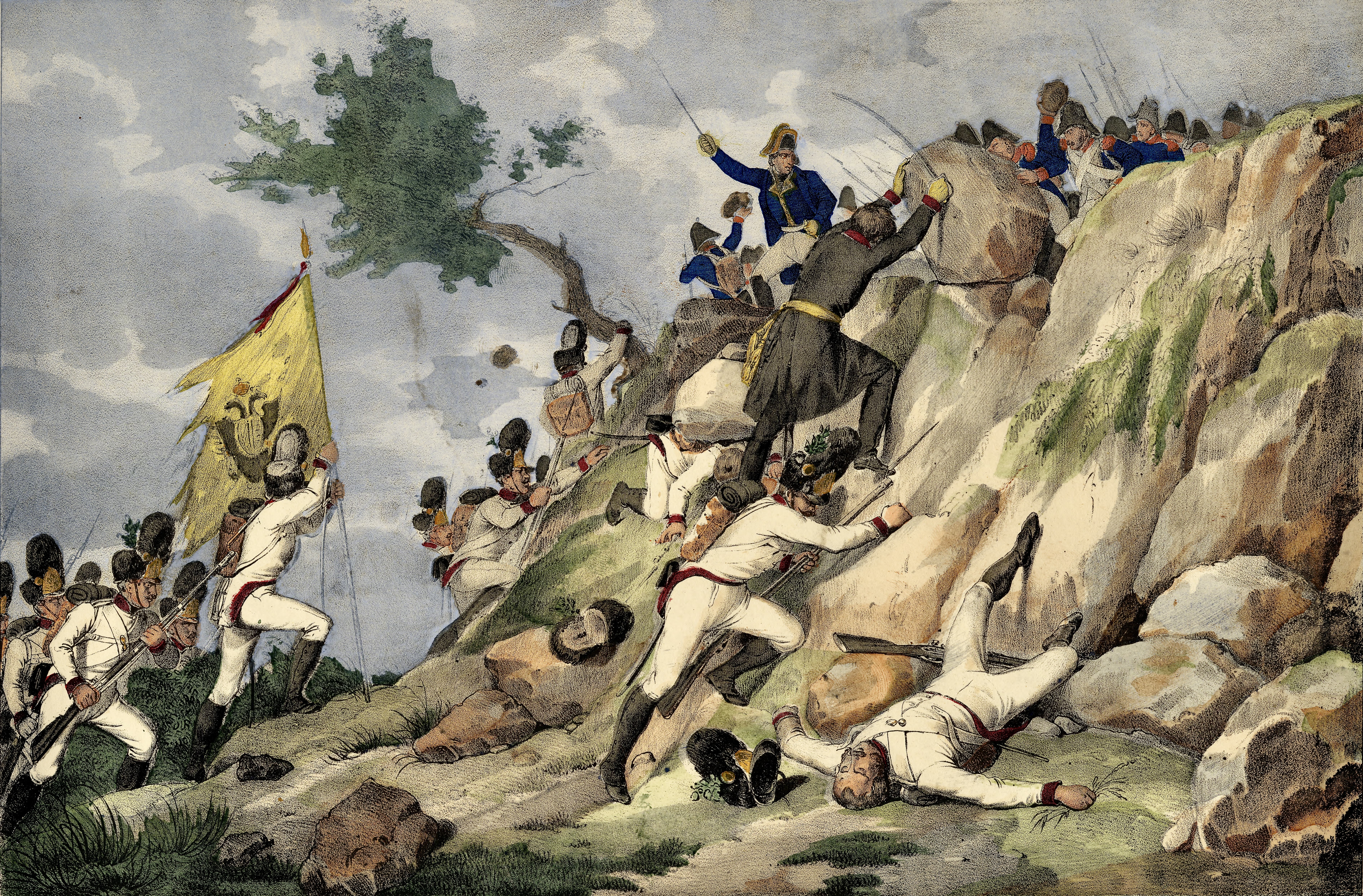
Österreichische Grenadiere und Franzosen am Klöntalersee

Unter dem Titel «Schöne Verteidigung Molitors im Klöntal und in Näfels» liest man beim Waadtländer Militärtheoretiker Antoine-Henri Jomini, welcher der Helvetischen Republik, Frankreich und zuletzt als Obergeneral Russland diente: «Die erste Division [Suworows], die sich der Brigade Auffenberg angeschlossen hatte, beendete die Säuberung des Klöntals und warf die Franzosen auf die Linth zurück. Ruhig inmitten der Gefahr, die ihn bedrängte, und im Bewusstsein der Wichtigkeit wie der Gefährlichkeit seiner Stellung, leistete Molitor den geschicktesten Widerstand, gab nur Fuss um Fuss Boden preis, brannte die Brücke von Netstal nieder und zog sich hinter jene von Näfels zurück.» Jomini fuhr fort: «Die Vorhut [Suworows] folgte den Franzosen nach Näfels, wo Fürst Bagration diese am 1. Oktober angriff. Vielleicht nie zuvor hatten sie mehr Standhaftigkeit und Tapferkeit an den Tag gelegt: Der Unterstützung durch Gazan sicher, vergass Molitor zehn Tage voller Müdigkeit, Entbehrungen und verbissener Kämpfe […] Die Stellung wurde erobert und zurückerobert. Die zahlenmäßig unterlegenen Republikaner kämpften erbittert, um der Division Gazan Zeit zu verschaffen, aus Schänis einzutreffen; in diesem Kampf bedeckte sich die 2. helvetische Halbbrigade, elektrisiert durch die Erinnerungen, die der Name Näfels in ihr weckte, an der Seite der Franzosen mit Ruhm. Nachdem Gazan endlich aus Weesen aufgebrochen war, zwang er die Russen, sich nach Glarus zurückzuziehen.»
Nach Molitor

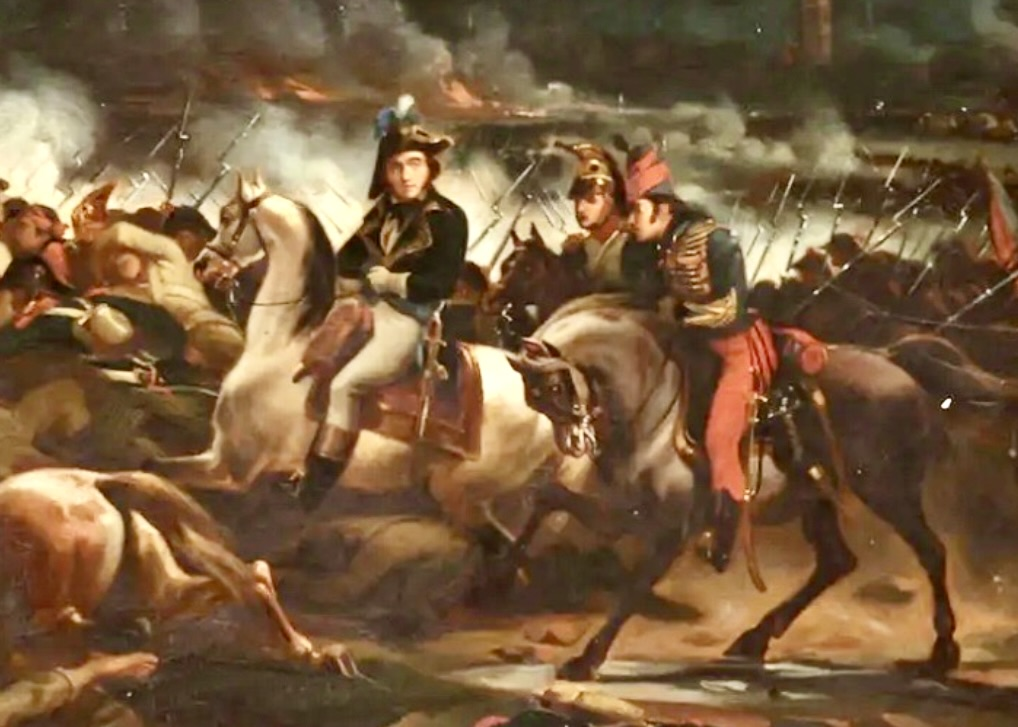
Warten auf Verstärkung: Molitor mit Dragoner und Husar (Detail)

Den ausführlichsten Bericht über die Schlacht verfasste unmittelbar danach Molitor, obwohl er vom 25. bis zum 29. September nicht ins Bett gekommen war. Als Sieger brauchte er nicht viel schönzufärben. Nach seinen Angaben beherrschte er am Morgen des 1. Oktobers noch das östliche Ende des Klöntalersees. Zwar hatte er den grössten Teil der Truppen zurückgerufen, die Jelačić und Linken folgen sollten, doch verfügte er erst über drei Bataillone und sechs Kompanien. Weil er bemerkte, «dass die Russen eine starke Kolonne über die Berge schickten, um meine rechte Flanke zu umfassen und uns den Rückzug ins Tal von Glarus abzuschneiden», sei er gezwungen gewesen, sich an die Linth zurückzuziehen, «um den Durchgang von Näfels zu decken und dadurch die Vereinigung von Suworow mit Jelačić, über die Ufer des Walensees, oder mit Korsakow zu verhindern, der sich noch an der Thur befinden musste».
Bei der Brücke von Näfels hatte Molitor ein Reservebataillon belassen und in Engi und Kerenzen je ein halbes Bataillon zur Beobachtung des Rückzugs von Linken und Jelačić. Seine übrigen Einheiten verwendete er wie folgt: «[…] auf der gedeckten Brücke von Netstal, die zur augenblicklichen Sprengung vorbereitet worden war, setzten anderthalb Bataillone mit vier Geschützen ans rechte Ufer über […] Zweieinhalb andere Bataillone mit drei Geschützen stellten sich in gestaffelter Ordnung am linken Ufer hinter Netstal auf.»

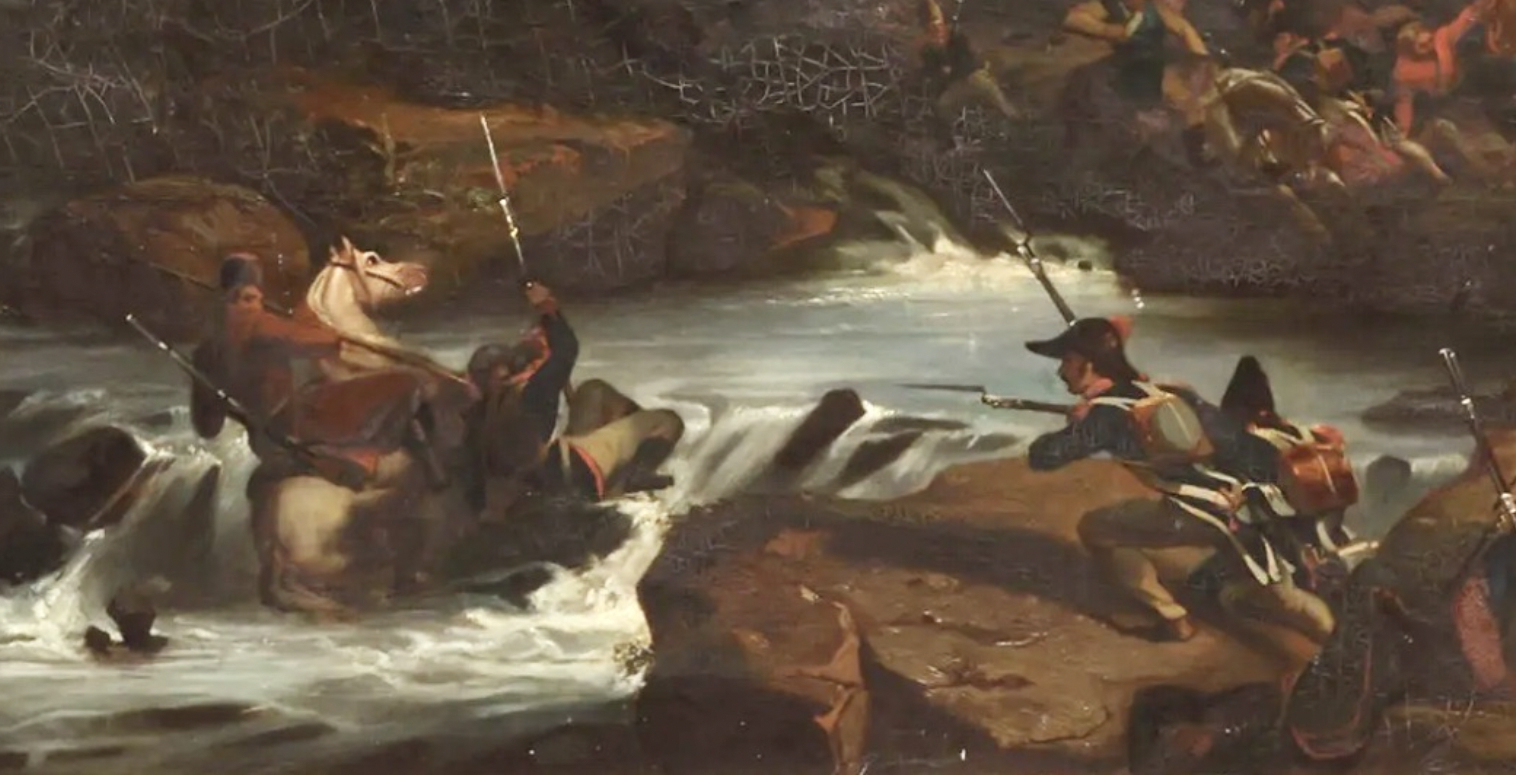
Berittener Kosak und französischer Grenadier in der Linth (Detail)

Weiter schrieb Molitor: «An der Linth angelangt, bot sich dem Feind die Brücke von Netstal als Köder dar; er stürzte in Masse dorthin, und sogleich explodierte die Brücke mit allem, was sie überqueren wollte: Diese rechtzeitig ausgeführte Anordnung stürzte die Russen in grosse Unordnung, die bald noch durch das Feuer der anderthalb Bataillone und der Artillerie erhöht wurde, die […] vom rechten Ufer aus die Flanke des Feindes bestrichen und seine Aufstellung verzögerten. Schliesslich aber formierten sich seine Massen und stürzten sich voller Wut auf unsere Truppen am linken Ufer: Doch diese […] hielten mit furchtloser Kaltblütigkeit stand. Die Angriffe des Feindes vervielfachten sich; auf eine über den Haufen geworfene seiner Kolonnen folgten mehrere andere, die sich, durch die Anwesenheit ihres Generals Suworow erregt, mit blinder Kühnheit in unsere Bajonette stürzten.»
Sechsmal sei es den Russen gelungen, die Franzosen nach Näfels zurückzuwerfen, und sechsmal hätten diese sie mit dem Bajonett wieder nach Netstal getrieben, «immer unterstützt von unserem wohlgenährten Feuer vom rechten Ufer, das der Feind nur schwer zu erwidern vermochte». Diese Zusammenarbeit der Einheiten auf beiden Seiten der Linth habe es ihm ermöglicht, sich in dem engen Tal zu behaupten, wo der Feind nicht alle seine Kräfte gleichzeitig habe einsetzen können.

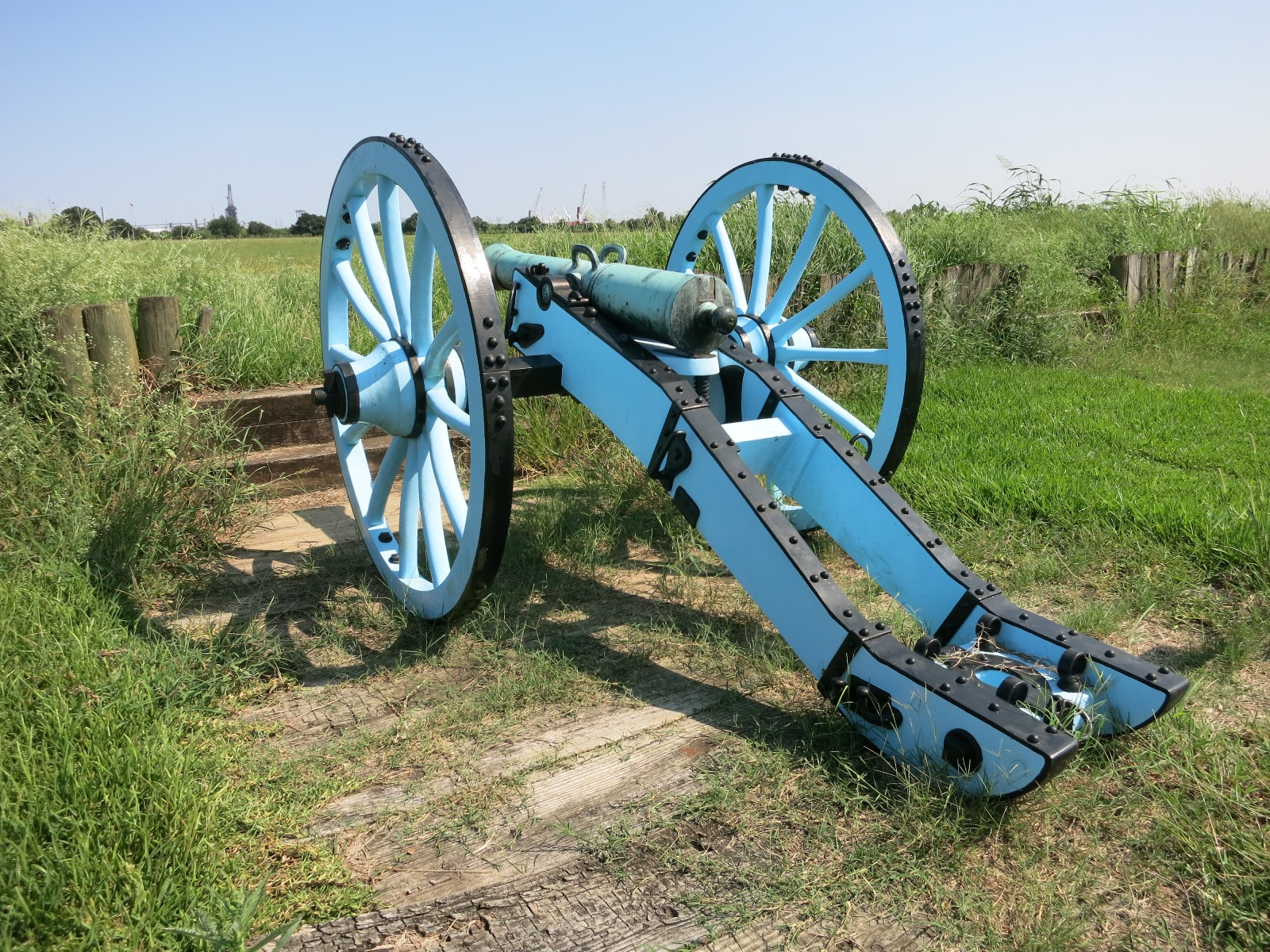
Französischer Vierpfünder System Gribeauval in vorbereiteter Stellung

Der General hob fünf Episoden der Schlacht hervor:
- Leutnant Bélier von Molitors 84. Halbbrigade tötete beim dritten Vorstoss der Russen den Anführer der angreifenden Kolonne auf der geländerlosen Näfelser Brücke mit dem Degen.
- Erst spät, weil die Franzosen im Mai die Ziegelbrücke bei Niederurnen zerstört hatten,[53] traf erste Hilfe von Gazan ein: An der Spitze von 40 Chasseurs à cheval des 10. Regiments rettete Molitors Adjutant Jean-Daniel Fridolsheim die französischen Kanoniere vor der Überwältigung.[54]
- Während keine der von Grossbritannien besoldeten Einheiten aus dem Kanton Linth[55] an der Schlacht teilnahm, zeichneten sich wie in den vorangegangenen Kämpfen gegen Österreicher bzw. Russen[56] Schweizer an der Seite der Franzosen aus:[57] Als die Brücke von Näfels bereits verloren war, trafen aus Weesen 300 Mann der 2. helvetischen Halbbrigade[58] ein. Befehligt wurden sie vom 1812 als Chef eines Schweizerregiments an der Beresina gefallenen Adjudant-major Karl Zingg von Aarburg[59] bzw. (nach dessen schwerer Verwundung) von Bataillonskommandant Beat Felber von Luzern.[60] Von Molitor an die Schlacht bei Näfels im Jahre 1388 erinnert, eroberten sie die Brücke zurück. In der Folge wurde gemäss Molitor auch ein russisches Bataillon zurückgeworfen, das die Linth auf einem Bocksteg überquert und Mollis besetzt hatte.[61]
- Ein Grenadierbataillon,[62] an dessen Spitze Gazan persönlich eintraf, wurde von Molitor als Reserve bei einem letzten Angriff eingesetzt, den drei Kolonnen mit dem Bajonett vortrugen und zwei Vierpfünder mit Kartätschenfeuer unterstützten.
- Den letzten Gegenangriff der Russen bei Netstal wehrte Oberst Pierre-Charles Lochet ab, der um neun Uhr abends mit 400 Mann seiner 94. Halbbrigade auf dem Schlachtfeld erschien.

Während die Kämpfe am 2. und 3. Oktober ruhten, erhielt Molitor Informationen aus dem vom Feind besetzten Glarus, wozu er bemerkte: «Die Einwohner blieben uns treu, und wir ernteten die Früchte der guten Disziplin unserer Truppen.» Für diese gute Disziplin war Molitor der Dank des helvetischen Direktoriums zuteilgeworden, während man sich über Exzesse einiger Soldaten der Division Soult beklagte. Dem Moniteur zufolge blieben die Einheimischen diesmal ruhig, man habe keinen von ihnen unter den Waffen gesehen, mehrere hätten sogar den Franzosen als Führer in den Bergen gedient. Netstal habe für seine helvetische Gesinnung gebüsst, indem es von den Russen völlig ausgeplündert worden sei.
Nach Clausewitz
Die Berichte des Erzherzogs, Jominis und Molitors wurden vom Militärwissenschaftler Generalmajor Carl von Clausewitz, der ausser seiner Heimat Preussen auch Russland gedient hatte, wie folgt zusammengefasst: «Den 1. Oktober griffen die Verbündeten den General Molitor von Neuem an und nöthigten ihn sich zuerst hinter die Brücke von Netsthal zurückzuziehen und dann auf beiden Seiten der Linth nach Näfels und Mollis. Dieser Rückzug geschah aber unter dem hartnäckigsten Widerstande, und obgleich die Russen unaufhörlich mit dem Bajonet auf die Franzosen eindrangen und sich, wie Molitor in seinem Bericht selbst sagt, häufig zwischen seinen Leuten befanden, so verlor er doch keines seiner Geschütze und wußte sich bis gegen Abend bei Näfels und Mollis gegen den ihm folgenden Bagration zu behaupten, worauf Gazan mit einem Paar Bataillonen zur Unterstützung herbeieilte und Bagration nöthigte die schon eroberten Dörfer Näfels und Mollis wieder aufzugeben.»
Nach Suworow
Erstaunlicherweise wissen wir nicht, welche Rolle Suworow persönlich in der Schlacht bei Näfels spielte. Der exzentrische Greis pflegte um 8 oder 9 Uhr morgens zu Mittag zu essen und während des Tages zu schlafen. Sein Quartier verliess er niemals, ausser am Tag einer Schlacht, wo er sich entweder die ganze Zeit am gleichen Ort aufhielt oder sich wie ein Verrückter in den heissesten Kampf stürzte. Dass er den schwärzesten Tag seiner Karriere unter einem Kastanienbaum bei Riedern verbracht habe, findet sich nur in dem semifiktionalen Werk von Gachot.
Wohl am 2. Oktober verfasste er ein pessimistisches Bild seiner Lage, worin es heisst, auf die Österreicher sei nicht mehr zu rechnen: «Wir haben jetzt nur die Pflicht, uns mit Korssakoff zu vereinigen, und ihn wo möglich zu retten. Dieser steht […] in Schaffhausen und ist vielleicht noch weiter zurückgegangen. Seine Ausrüstungsgegenstände und Munition sind zu Verlust gegangen. Unser Vorrath an Patronen ist zu Ende – Artillerie haben wir so viel wie gar keine. Wir besitzen weder Lebensmittel noch Fuhrwerke. Der Widerstand oder vielmehr die Verfolgung des Feindes dauert fort.» Entsprechend ist in dem Papier sogar die Rede davon, von Chur aus oder sofort nach Italien zurückzukehren.

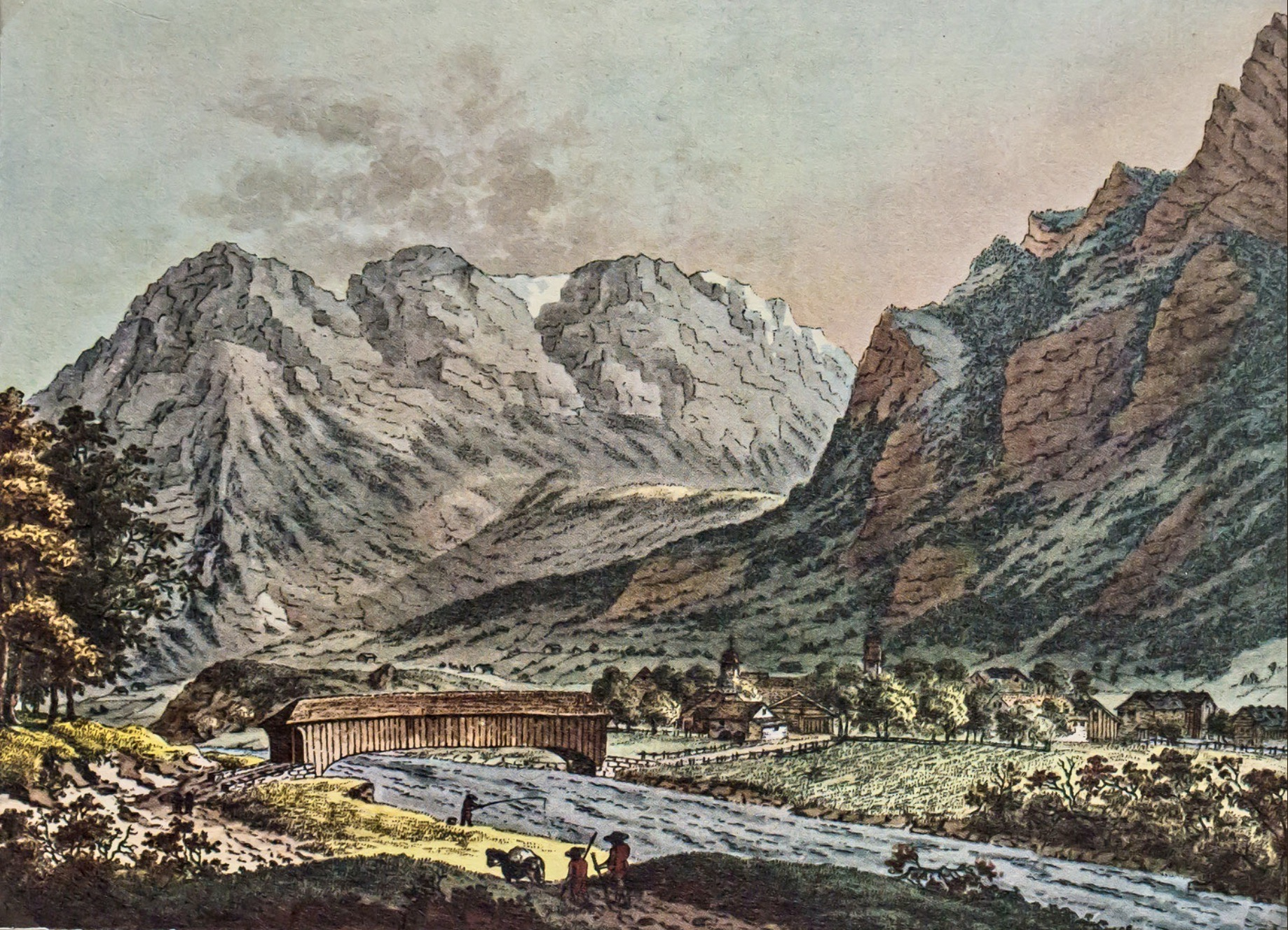
Gedeckte Holzbrücke bei Netstal vor der Zerstörung

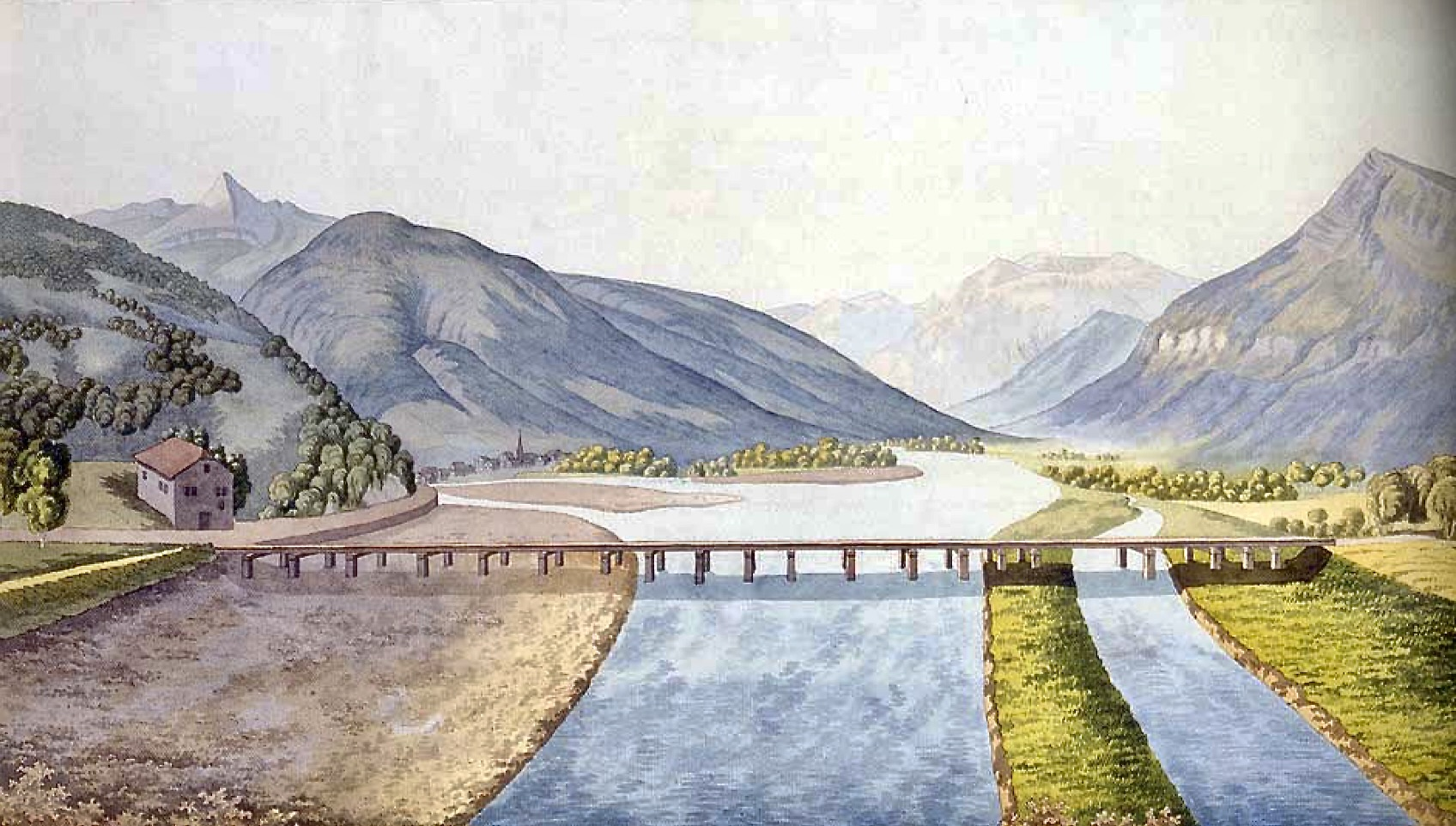
Geländerlose Holzbrücke zwischen Näfels und Mollis

Am 7. Oktober berichtete Suworow Erzherzog Karl aus Panix, er habe im Muotatal von Korsakows Niederlage erfahren. Molitor habe die Engnisse am Klöntalersee besetzt: «[…] wir vertrieben jedoch den Feind aus gedachten Defileen und drängten ihn bis Mollis und Näffels, wo wir am 1 Oktbr. einrückten.» Unterdessen habe Rosenberg die Franzosen aus dem Muotatal gedrängt. «In diesen hartnäckigen Gefechten haben wir jedoch alle unsere Munition verbraucht und wurden dadurch gezwungen, neue Gefechte zu vermeiden. Dies veranlaßte mich sogar die Vereinigung mit dem General Jellachich über Mollis und Wallenstadt aufzugeben, da dieselbe nur mittelst neuer Gefechte durchzuführen möglich war […]» Richtung Zürichsee vorzustossen, hatte Suworow offenbar, anders als Brigadegeneral François Louis Dedon glaubte, gar nicht mehr erwogen.
In gleichlautenden Briefen meldete Suworow am 9. Oktober den Königen von Neapel und Sardinien, die Franzosen hätten Rosenberg zur selben Zeit angegriffen, «als derselbe [gemeint: Suworow selber] unter General Derfelden’s Kommando den General Molitor in der Nähe von Glaris schlug. […] Auf diese Weise öffnete ich mir den direkten Weg nach Zürich, wo ich Korsakoff’s Korps vermuthete; da ich aber erfuhr, daß dasselbe durch überlegene feindliche Kräfte gezwungen worden war, seine Stellung zu verändern, dirigirte ich mich auf Graubündten […]» Das Schreiben schliesst mit den Worten: «Hierdurch habe ich mich nun meinem Haupt-Ziele schon sehr genähert, und die Möglichkeit gewonnen: mit vereinigten Kräften gegen den Feind zu operiren, so daß ich hoffe in kurzer Zeit Ew. Majestät von der völligen Ausführung des mir vorgeschriebenen Planes benachrichtigen zu können.»
Die Briefe zeigen, wie Suworow es mit der Wahrheit hielt. Dem Erzherzog gegenüber bezeichnete er die Niederlage Korsakows als blossen Stellungswechsel. Im Schreiben an die Könige verschob er das Datum, an dem die Nachricht von der Schlacht bei Zürich eintraf, um drei Tage nach hinten. Vor allem aber machte er den gescheiterten Vorstoss nach Näfels und die kampflose Besetzung von Glarus zu Siegen, worin ihm spätere Autoren folgten.
In der Schilderung des 1. Oktobers, die ein am 14. entstandener Bericht Suworows an Paul I. enthält, fehlen die entscheidenden Stunden. Es heisst darin nur: «[…] des Morgens früh schon wurde der Feind durch Gewehr-Feuer von den vorgeschickten Patrouillen beunruhigt, und erwiederte dasselbe auf der Stelle durch eine kräftige Gewehr-Salve. Hierauf rückte die Avant-Garde, nachdem sie sich mit der ersten Abtheilung der Truppen des Generals Schweikowsky vereinigt hatte, zum Gefecht wieder vor. Der Feind wurde trotz seines Widerstandes und obgleich er das impraktikabele Terrain und die ihm dadurch erwachsende Verstärkung gut benutzte, doch zurückgedrängt […] Das Gefecht dauerte bis Abends 10 Uhr, wo der General-Major Fürst Bagration mit Einbruch der Nacht, Vorposten aussetzte und das Lager aufschlug.» Dass Suworow nur den Anfang und das Ende des Tages beschrieb, spricht für die Vermutung, er habe diesen im Bett verbracht. Die Gefährlichkeit des Feindes scheint er indessen erkannt zu haben.
Der Tag der Schlacht fiel ausgerechnet mit dem 45. Geburtstag Pauls I. zusammen. In einer anderen Version des Berichts schrieb Suworow, dass am «feierlichen Tag der allererfreulichsten Geburt Ew. kaiserl. Majestät […] Massena geschlagen wurde, und auf der andern Seite der Feind beim See Seruta [Seerüti] eine beinahe 24 Stunden durch dauernde Niederlage [!] erlitt», beweise aufs neue die Ergebenheit und Treue der Untertanen gegen ihren allergnädigsten Monarchen.
Nach Miliutin
Die beste russische Darstellung der Schlacht findet sich in einem Werk, das Dmitri Miliutin 1852 in kaiserlichem Auftrag verfasste und das Hartmann später kritisch kommentierte. Über weite Strecken handelt es sich bei Miliutins Bericht um eine Bearbeitung desjenigen von Molitor, garniert mit (angeblichen) Heldentaten des Chefs eines Musketierregiments, Generalmajor Nikolai Kamenski.
Die Kämpfe am Klöntalersee beschreibt der spätere russische Kriegsminister Miliutin viel dramatischer als der französische General: «In der Hitze des Kampfes glitten viele auf den Felsen aus und stürzten rücklings in die Tiefe. Die enge Straße zwischen dem Fuße der Höhen und dem Ufer des See’s war mit russischen und französischen Leichen bedeckt.» Das 2013 veröffentlichte Tagebuch des Grenadierhauptmanns Nikolaj Grjazew hingegen, dessen Entstehungsgeschichte «bis heute unklar» ist, erwähnt einzig Haufen toter Russen. Umgekehrt ist nur dort von einem Bajonettangriff auf eine abziehende Kolonne die Rede, bei dem sich das «nichtswürdige Blut der Franzosen» in Bächen über das Tal ergossen habe.

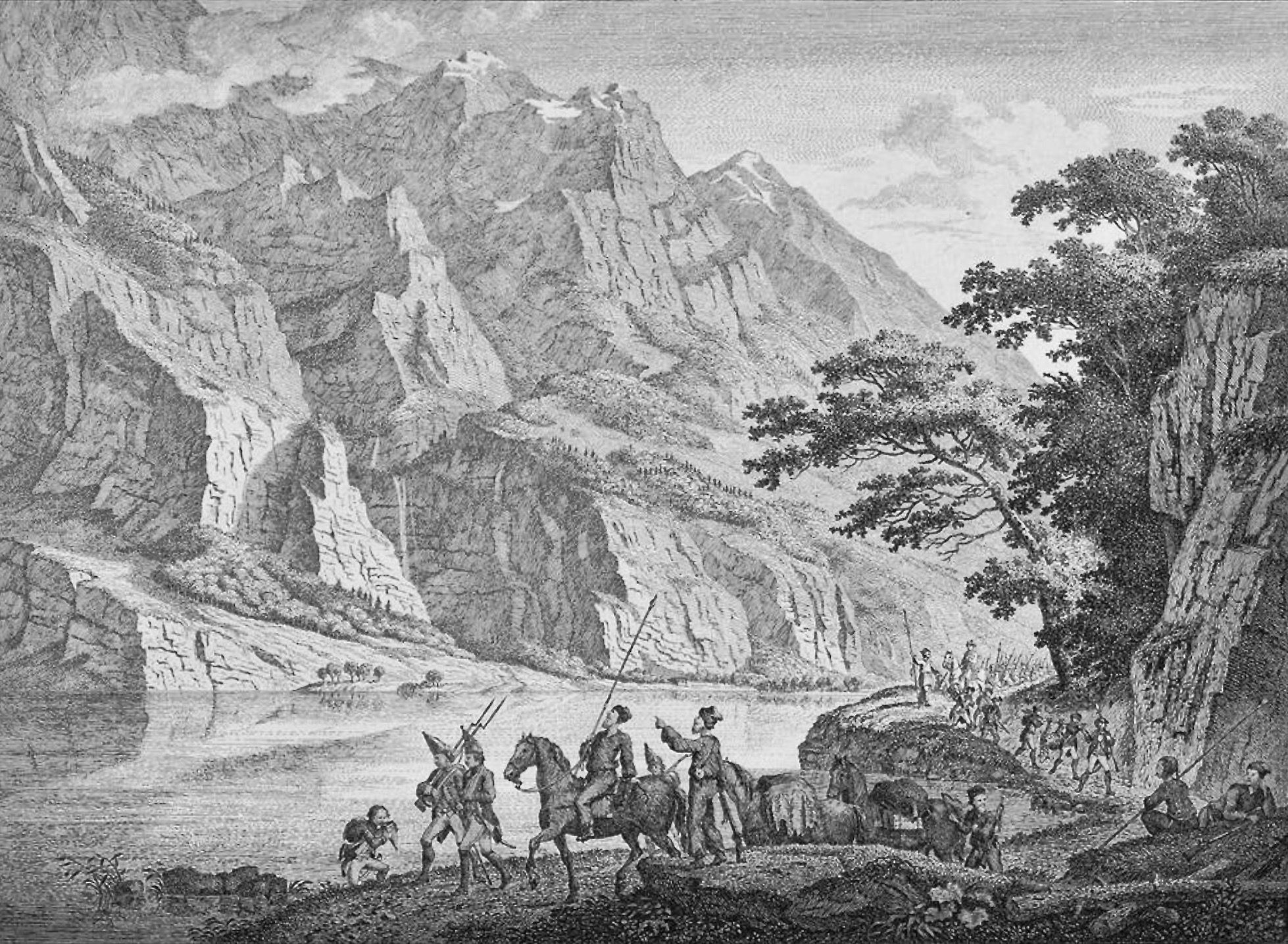
Verniedlichende Darstellung russischer Grenadiere und Kosaken am Klöntalersee

Mit dem zitierten Bericht eines Schweizer Augenzeugen deckt sich folgende von Miliutin geschilderte Episode: «Zwischen Glarus und Schwanden hatte eine kleine französische Abtheilung Stellung genommen, um die österreichische Kolonne Lincken’s zu beobachten. Um den Rückzug dieser Abtheilung zu sichern, brannte Molitor die Brücke bei Riedern nieder und nahm rückwärts des Dorfes Netstall Stellung. Hier hielt sich derselbe mit der größten Hartnäckigkeit so lange, bis sich die Truppen aus Glarus mit ihm vereinigt hatten.» Die Brücke von Netstal liess Miliutin wie Molitor in die Luft fliegen. Die Franzosen hätten dann südlich von Näfels eine vorteilhafte Stellung bezogen, «mit der rechten Flanke an’s Gebirge, mit der linken sich an die Linth anlehnend». Eine dichte Tirailleurkette habe sich «hinter Zäunen, in Kanälen und Gräben» verteilt. Die Kanonen hätten die Strasse bestrichen. Das Tagebuch von Grjazew lässt den Feind beim Kampf um Näfels – wohl den Tatsachen entsprechend – die Reste der dortigen Letzi als Brustwehr benützen. Miliutin zufolge durchschwammen vor dem Bau des von Molitor erwähnten Bockstegs Kosaken die Linth, wie dies französische Kampfschwimmer beim Brückenschlag Soults bei Bilten am 25. September getan hatten. Demgegenüber versucht auf dem Gemälde der Schlacht aus Molitors Besitz ein Kosak zu Pferd ans andere Ufer zu gelangen.
Das Eintreffen der Vorhut Gazans gab dem Feind gemäss Miliutin ein zahlenmässiges Übergewicht. Weiter schrieb er: «Die französischen Truppen, welche sich auf dem rechten Ufer der Linth befanden, wurden gleichfalls durch eine helvetische Halbbrigade verstärkt, drängten das Bataillon Kamenski’s wieder aus dem Dorfe Mollis hinaus, gingen auf der Brücke über den Fluss und griffen die russischen Truppen, welche Näfels besetzt hatten, in der Flanke an.» Die sechs Gegenangriffe Molitors liess Miliutin schon in Näfels und nicht erst in Netstal enden. Im Tagebuch von Grjazew rühmt sich dieser, zusammen mit Kamenski – «einem Helden, der im Kriegsgeschehen bisher noch kaum in Erscheinung getreten war» (Bemerkung von anderer Hand?) – die Russen durch einen nächtlichen Feuerüberfall gerettet zu haben.

## Rückzug

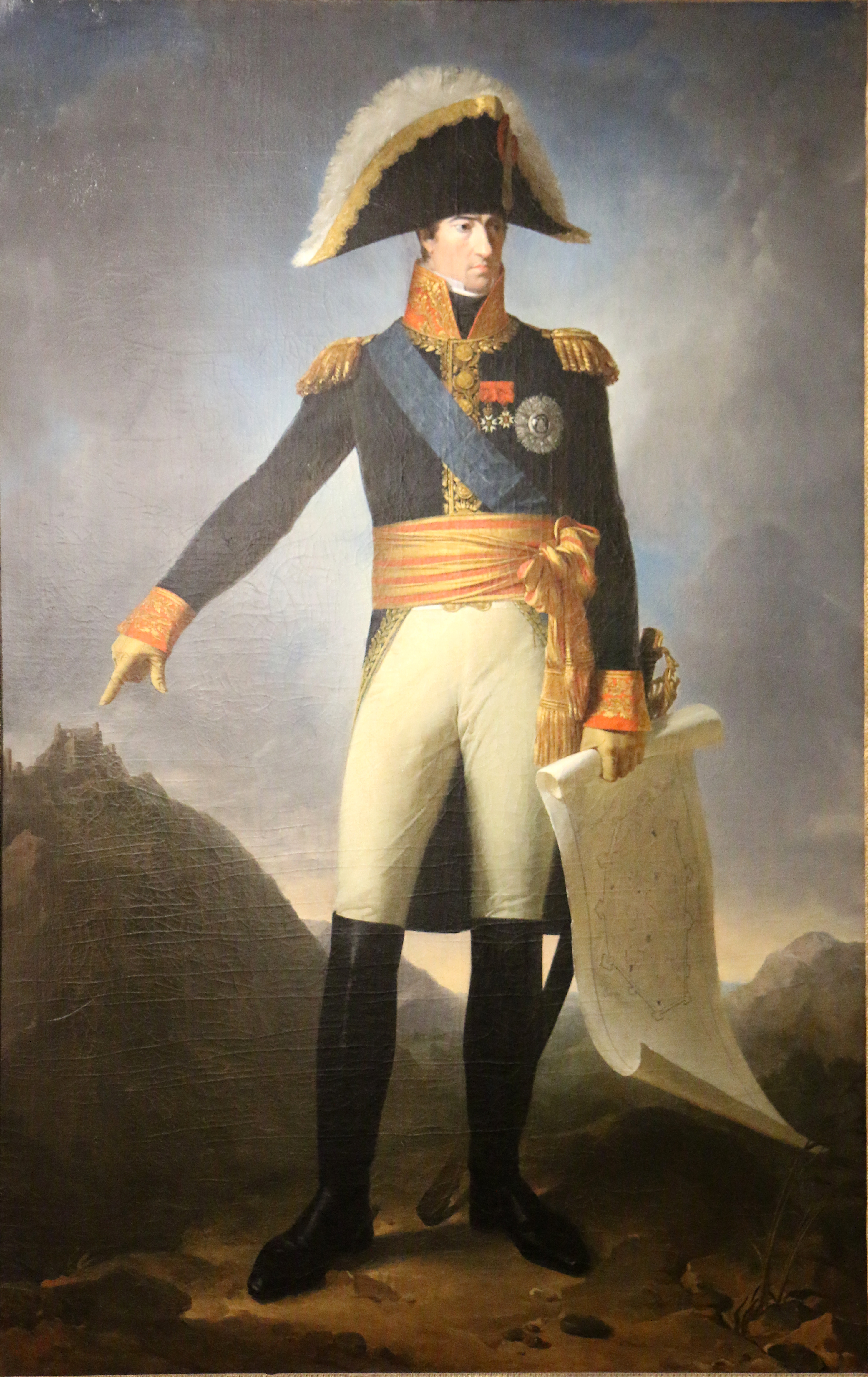
Gazan als Lieutenant-général

Um nicht von Rosenberg abgeschnitten zu werden, bezog Suworow nach der Schlacht bei Näfels ein Lager südlich von Netstal. Sein Hauptquartier befand sich in Glarus, vom 1. bis 4. Oktober im Suworowhäuschen (Landstrasse 97), in der letzten Nacht im erwähnten Haus in der Wiese. Soult traf vorsichtshalber Dispositionen für einen allfälligen Rückzug Richtung Zürichsee, doch unternahmen die Russen keinen weiteren Durchbruchsversuch. 
Nachdem Suworow Molitor noch am 29. September aufgefordert hatte zu kapitulieren, um nicht eingekesselt zu werden, drohte dieses Schicksal nun ihm selbst: Während Massena sich an der Thur anschickte, mit den Resten von Korsakows Korps, einem bayerischen Kontingent und der Emigrantenarmee Condé abzurechnen, sollten unter dem Befehl von Soult, den er in seiner Nähe behielt, die Brigade Molitor und die Division Gazan von Norden her, Brigadegeneral Louis-Henri Loison von Süden her und Brigadegeneral Mortier mit zwei Halbbrigaden vom Klöntal her den Feldmarschall in Glarus angreifen. Loison erreichte mit einem Bataillon der Division Lecourbe schon am 1. Oktober vom Klausenpass her Luchsingen.
Am Tag nach der Schlacht bei Näfels hielten die Russen einen Kriegsrat ab, bei dem acht von zehn Generälen für den Rückzug in die Surselva eintraten. Vor allem tat dies, gemäss seinem Adjutanten Oberst Komarowski, der 20-jährige Grossfürst Konstantin, der als Volontär an Suworows Feldzug teilnahm. Der russische Oberst Paul Tiesenhausen erinnerte sich: «In diesem Thale stehend konnten wir deutlich sehen, wie von beiden Seiten die französischen Colonnen auf den Kamm der Gebirge eilten, vor uns Glarus [bzw. den Eingang des Sernftals] zu erreichen. Dieser Gefahr zu entgehen, mußte ein weiterer Angriff auf Waasen [Weesen] unterbleiben und wir mußten eilen, vor dem Feinde den Ort [Schwanden?] zu erreichen, weil wir sonst Gefahr liefen, von ihm umringt, jeden Ausweg aus diesem Kessel uns abgeschnitten zu sehen und vielleicht durch die gar zu große Uebermacht in einem verzweifelten Kampfe von unserer Seite vernichtet zu werden. Es war wohl der kritischste Moment für uns in diesem Feldzuge, den ein Jeder bis in’s Innerste fühlte. Hier war es auch, wo der alte ehrwürdige Feldmarschall die ganze Gefahr, die uns drohte, fühlend, in seine grauen Haare griff und zu seiner Umgebung ausrief: ‹man sage nie von einem Manne vor seinem Tode, er sei immer glücklich gewesen› […]»

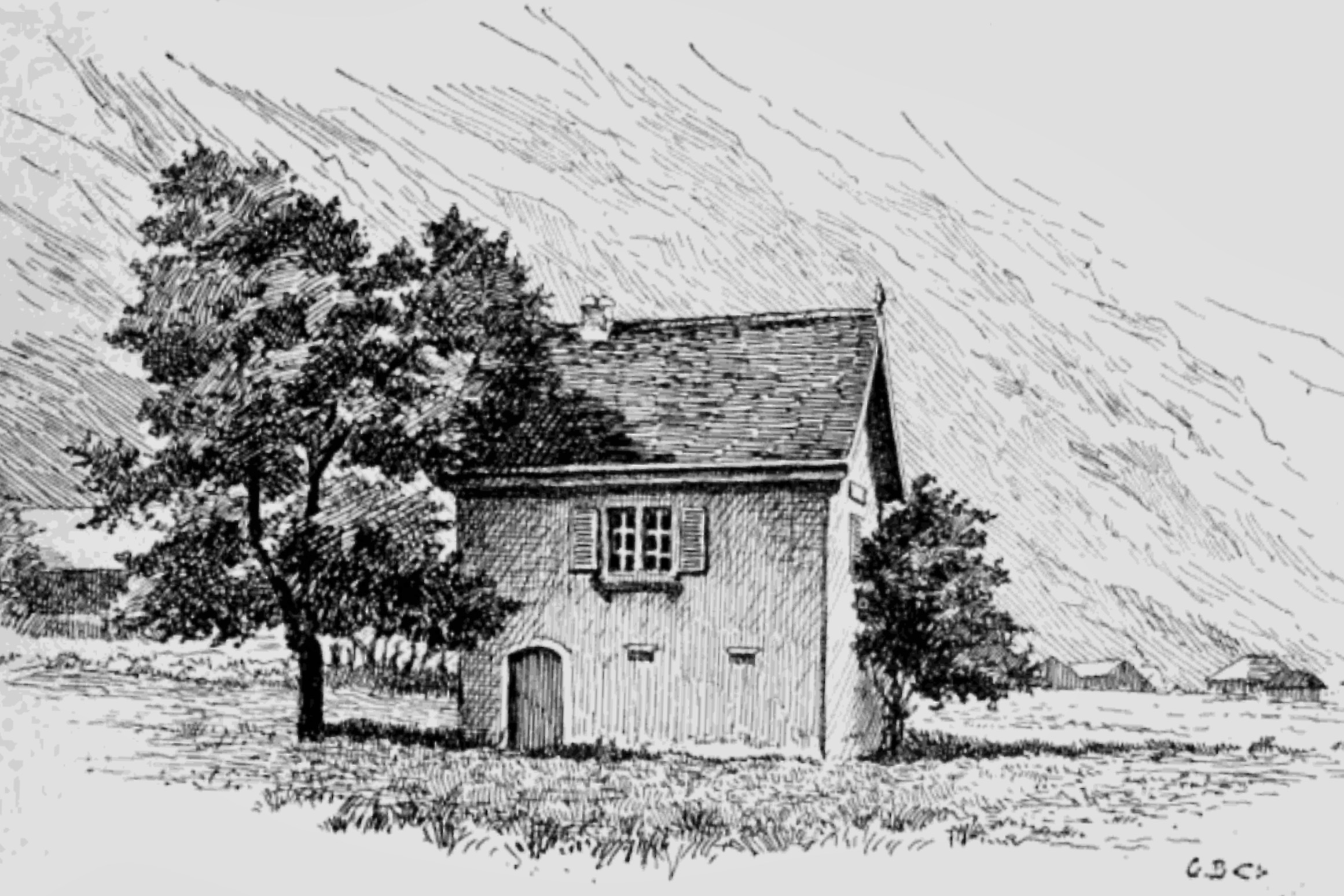
Suworowhäuschen bei Glarus (Zustand 1904)

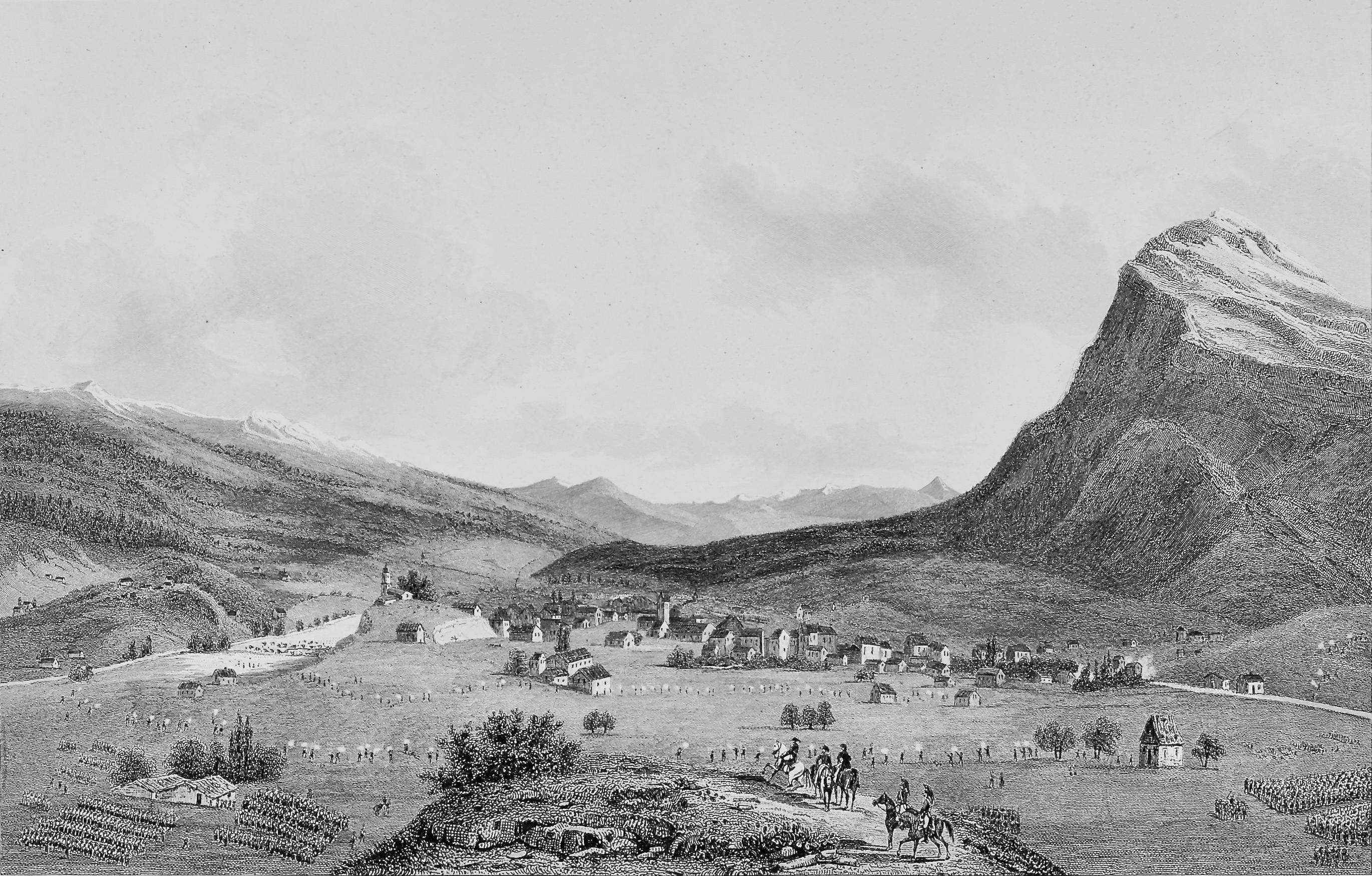
Rückzug der Russen aus Glarus: Tirailleurketten, im Vordergrund die nachrückenden Franzosen

Laut dem Tagebuch von Grjazew vermutete man, Suworow habe schon im Muotatal beschlossen, «diese elende Schweiz» auf dem kürzesten Weg zu verlassen. Die Eigendynamik der Schlacht habe dann «gegen seinen und unseren Willen» zum Vorstoss nach Näfels geführt. Und die unerwarteten Angriffe der Franzosen auf Rosenberg im Muotatal hätten eine Verspätung des Rückzugs um zwei Tage zur Folge gehabt.
Clausewitz schrieb es Suworows «Hass gegen die Östreicher» zu, dass er «wie ein eigensinniger Tartaren-Khan mit seiner Horde, plötzlich ablenkte und nach Hause ritt».
Der vorzeitige Wintereinbruch machte die Überschreitung des 2407 m hohen Panixerpasses zur Hölle. Auffenberg, der ihn als erster passieren musste, hatte davon abgeraten, sich auf diesem Weg zurückzuziehen, denn die Soldaten seien nicht nur «gänzlich ohne Munition, Geld, Brot», sondern auch «zum grössten Teil ohne Schuhe».
Massena meldete dem Direktorium in Paris: «Da General Suworow über meinen Plan und über die Bewegungen der Generäle Loison und Mortier unterrichtet und von den blutigen Kämpfen erschöpft war, die er von Bellinzona bis Glarus ohne Unterlass hatte liefern müssen, ihm das Land weder Verpflegung liefern noch irgendwelche Hilfe leisten konnte und er bereits den größten Teil seines Gepäcks, seiner Maultiere und seiner Munition hatte zurücklassen, einen Teil seiner Artillerie in die Seen hatte werfen müssen, wollte er von dem einzigen Ausweg profitieren, der ihm noch blieb, […] über Schwanden ins Tal von Engi und nach Graubünden abzuziehen, wobei er diejenigen seiner Verwundeten, die noch die geringste Kraft besassen, mit Schlägen vor sich hertreiben liess und uns in Muotathal, Glarus und allen Dörfern der Umgebung mehr als zweitausend von ihnen hinterliess, die nicht mehr gehfähig waren.»

## Kampf zweier Welten

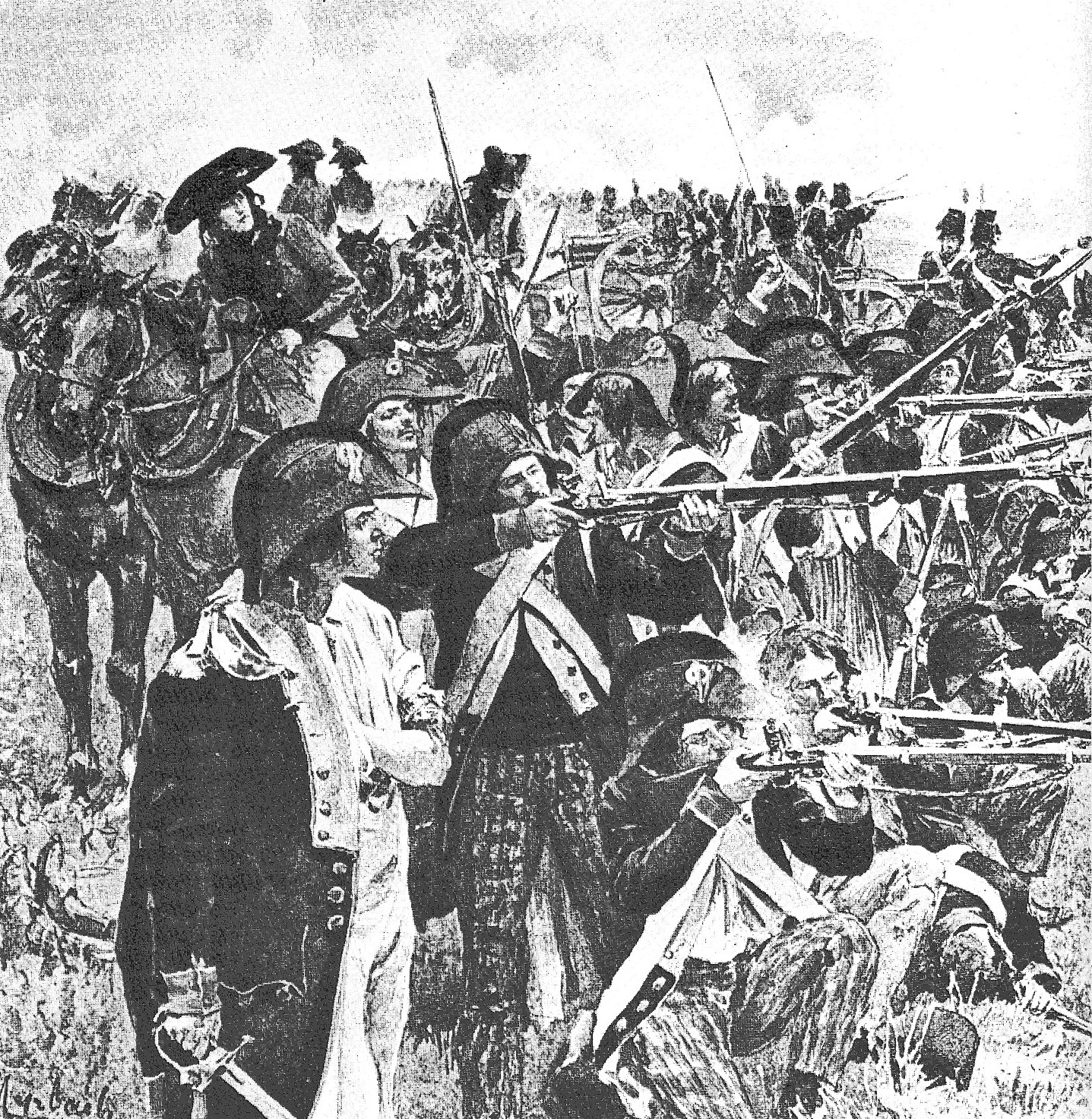
Trümpfe der Republikaner: Freiwilligkeit und Gleichheit

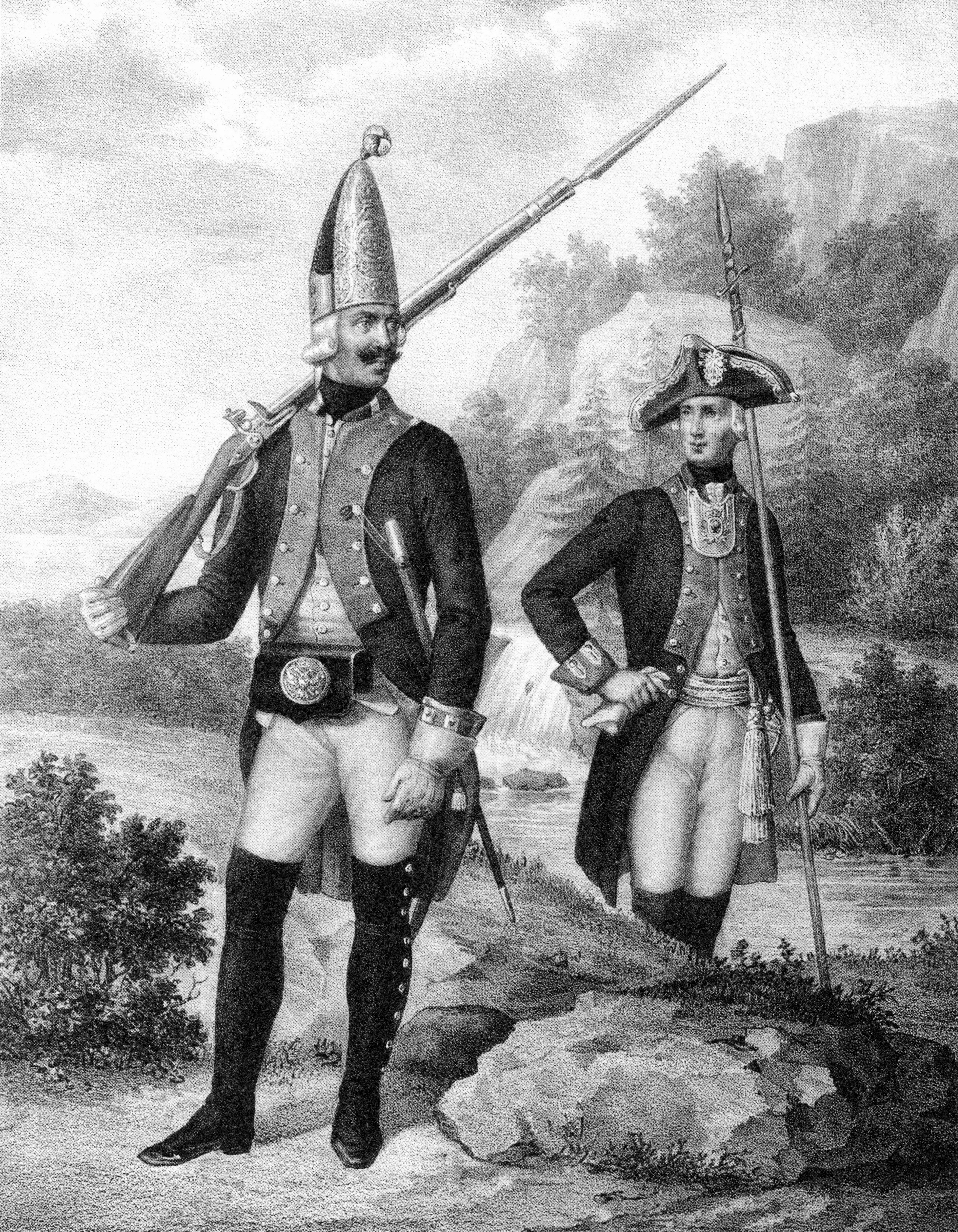
«Steife Puppenwesen»: russischer Grenadier-Unteroffizier und Offizier

In den französischen Revolutionsheeren redete man sich mit Bürger an. Die Soldaten waren Freiwillige, niemand konnte ohne Kriegserfahrung Offizier werden. In der gerade erst nach preussischem Vorbild reorganisierten russischen Armee hingegen standen sich extrem ungleiche Kasten gegenüber.
In einem Gutachten für die Franzosen schrieb Tadeusz Kościuszko über die Russen: «Es sind Maschinen, die sich nur auf Befehl ihrer Offiziere bewegen.» Grundsatz sei es, immer als erste anzugreifen. Wenn man die Soldaten auf den Feind vorrücken lasse, werde ihnen reichlich Branntwein ausgeteilt, um sie zum Kampf anzufeuern; «dann greifen sie mit Mut und einer Art Raserei an und lassen sich eher töten als zurückzuweichen. Man bringt sie nur ins Wanken, indem man viele ihrer Offiziere tötet. Dann ergreift sie die Angst, einzeln niedergemacht zu werden, und lässt sie ihr Heil in der Flucht suchen.» Auch die Offiziere seien mehrheitlich tapfer, aber «sehr wenige haben Bildung oder auch nur geringfügige militärische Kenntnisse; es gibt unter ihnen viele Niederträchtige, Gecken und Stutzer, im Allgemeinen sind sie alle grausam und barbarisch.» Polens Nationalheld (der 1817 in Solothurn starb) schloss: «Kurz gesagt, sind die überlegenen Kenntnisse der französischen Generäle, die unvergleichliche Tapferkeit des republikanischen Soldaten die besten Garanten des Sieges.»
Wilhelm Meyer beschrieb die beiden Heere in der Zweiten Schlacht bei Zürich. Danach war die Mehrzahl der Soldaten bei den Franzosen blutjung, bei den Russen 25 bis 40 Jahre alt. Die meisten französischen Generale standen «im kräftigsten, zum Theil erst im angehenden Mannesalter» und besassen «schnelle Orientierung, richtiges Augenmaß, Geschicklichkeit in Verwendung der verschiedenen Waffenarten». Die Franzosen waren gemäss Meyer stets fröhlich. Sie seien «gleichsam scherzend und spielend» ausgebildet worden. «Die zerstreute Fechtart» – das Tiraillieren – «war dem muntern, regsamen, gewandten Franzosen zur zweiten Natur geworden.» Sie hätten die steilsten Talränder und Berge erklommen und seien dem längs der Strassen operierenden Feind «mit ungemeiner Leichtigkeit» in die Flanken gefallen. Die Russen dagegen wurden laut Meyer «zum steifen Puppenwesen gewaltsam dressiert». Unter Suworow hätten sie vor allem den Bajonettangriff geübt. Im Tiraillieren sei ihre Linieninfanterie nicht ausgebildet gewesen. Ein «unmäßiger Troß» habe Suworows Armee schwerfällig gemacht.
Der britische Oberstleutnant William Stewart, der an der Zweiten Schlacht bei Zürich teilgenommen hatte, schrieb über die russischen Offiziere: «So unverbesserlichen Dummköpfen bin ich im Kampf noch nie begegnet, vom General bis zum Fähnrich.» Laut Stewart erlitten die Russen Verluste «ausserhalb jeder Proportion, die ich mir hätte vorstellen können, wäre ich nicht selbst davon Zeuge gewesen», denn sie seien zwar «mutige Soldaten, unbekümmert um ihr Leben, bereit zu irgendetwas geführt zu werden, aber völlig unkundig im Gebrauch ihrer Muskete als Feuerwaffe». In Suworows Armee seien Auffenbergs Österreicher die einzigen gewesen, die ihren Teil der gemeinsamen Aufgabe erfüllt hätten. Auch der spätere russische General Trinchieri di Venanzone, der den Alpenzug als Leutnant mitgemacht hatte, berichtete, «dass die russische Infanterie über allen Ausdruck tapfer war und sich im Bajonettangriff in der Ebene auszeichnete, aber damals keinen Gewehrschuss abzugeben verstand».
Die Vorderladergewehre mit glattem Lauf und Steinschloss verschossen Patronen, die in einer Papierhülse das Schiesspulver und die Kugel enthielten. Die französische Muskete Modell 1777 (Kaliber 18 mm) war präziser als die russische. Bei den Russen gab es laut Meyer Unfälle, weil sie ungemein schnell luden, auch war ihr Pulver «von überaus schlechter Beschaffenheit». Sie hatten fast doppelt so lange Bajonette wie die Franzosen. Dazu trugen ihre Offiziere noch das hellebardenähnliche Sponton, welches in Frankreich längst abgeschafft war, ihre Unteroffiziere das dem Sponton ähnliche Kurzgewehr. Ein Zürcher schrieb: «Ich hab es oft gesehen, daß der Wache habende Offizier dem Soldaten unter dem Gewehr Ohrfeigen und Maulschellen gab, den Sponton so auf die Brust schlug, daß der Mann niederfiel, und doch blieben die Soldaten leidend, wie Strohmänner. So weit geht die Unterwerfung, und daher kommt auch der Leute Grausamkeit, wo sie den Meister spielen.» Die Kosaken stachen zuweilen mit ihren Lanzen Verwundete tot, «Helden aber vor dem Feinde waren sie nicht».
Suworow verfügte nur über 25 piemontesische Anderthalbpfünder und kleinkalibrige österreichische Kanonen. Diese erzielten nicht dieselbe Wirkung wie Molitors Feldgeschütze System Gribeauval, besonders wenn diese mit Kartätschen geladen waren.
Zu erkennen war der französische Infanterist am dunkelblauen, der russische am dunkelgrünen Rock. Beide trugen noch keine Tschakos, die gegen Säbelhiebe schützen sollten, sondern schwarze aufgeklappte Filzhüte. Diese waren bei den französischen Grenadieren mit roten Rosshaarbüschen versehen. (Bärenfellmützen sah man gemäss Meyer nur bei Paraden.) Die Kopfbedeckung der russischen Grenadiere bildeten hohe, spitze Blechmützen.
Im Unterschied zu den Roten Schweizern, welche die Mediationsregierung Napoleon zur Verfügung stellte, trugen die Soldaten der Demi-brigades auxiliaires helvétiques au solde de la République Française wie die französischen Infanteristen blaue Röcke. Sie kamen aus allen Landesteilen. Aus dem Kanton Linth dienten aber laut den veröffentlichten Listen nur drei Offiziere in der 2. Halbbrigade: Bataillonschef Friedrich Spälti von Mollis, Hauptmann Heinrich Spälti von Netstal und Leutnant Samuel Zybach von Niederurnen. In den übrigen helvetischen Halbbrigaden waren es 21, in den stehenden Truppen der Helvetischen Republik deren acht.
Von Suworows Überfall auf den Gotthardpass, den weniger als tausend Franzosen verteidigten, berichtet Grjazew in seinem Tagebuch: «Was die feindlichen Gefangenen betrifft, so hatten wir in dieser Schlacht keine: Bajonett und Gewehrkolben entledigten uns der überflüssigen Mühe, sie mit uns zu führen, zumal keine Österreicher hier bei uns waren, und ausser ihnen keiner von uns diese niedrige Pflicht auf sich nahm.»
Was das Verhalten gegenüber der Bevölkerung betrifft, so schrieb Johann Georg Müller: «Die Bauren um Zürich wurden so drangsalirt, daß allenthalben die äusserste Erbitterung gegen die Russen herrscht.» Im Vergleich seien die Franzosen «zahm und edel». Nachdem er die Zweite Schlacht bei Zürich miterlebt hatte, gab der altgesinnte David Hess zu, dass er sich die Franzosen zurückgewünscht habe. Denn: «Die Russen begingen überall abscheuliche Grausamkeiten. Sie schenkten fast keinen Gefangenen das Leben.» Und: «Von allen Völkern Europas sind die Russen die wildesten und dümmsten. Ihre Priester unterhalten sie in dieser Thierheit.»
Andererseits berichtete Regierungskommissär Theiler dem helvetischen Direktorium nach Suworows Rückzug, «dass die Mannszucht der Russen und ihre Behandlungsart besonders gegen den Flecken Glarus unerwartet gut und großmüthig ware, sodass hauptsächlich nur die Bauern an ihrem Vieh auf den Alpen und an ihrem Futter in den Thälern einen unersetzlichen Schaden litten». Dass sich auch die Franzosen bei Einquartierungen in der Stadt anders als auf dem Land verhielten, zeigen zwei Karikaturen des zitierten Hess.

## Hoher Blutzoll
Bei den am Anfang des Artikels genannten Zahlen über Truppenstärke und Verluste handelt es sich um eine plausibel erscheinende Schätzung.
Laut Suworows österreichischem Stabschef Oberstleutnant Franz Weyrother wurden bei Näfels gegen 7000 Mann von 2000 Franzosen «unthätig gehalten». Molitor schrieb vom Sieg von 3000 Franzosen über 15'000 Russen. Koch reduzierte die Zahl der Russen auf 6000. Von dort könnte sie der präsumtive Bearbeiter des Tagebuchs von Grjazew übernommen haben. Reding liess Bagration anfangs sogar nur über 2400 Österreicher sowie 1760 russische Grenadiere und Jäger verfügen, dann aber «wahrscheinlich» noch Verstärkung von der Division Schweikowski erhalten.
Gemäss Clausewitz standen Suworow am 1. Oktober 10'000 Mann zur Verfügung, die er aber nur zum Teil einsetzte. Die Gesamtstärke seiner Armee war nach Hennequin vom 1. September bis Anfang Oktober von 706 Offizieren und 20'579 Soldaten auf 575 Offiziere und 15'479 Soldaten geschrumpft. Gegenübergestanden hätten ihm vor seinem Rückzug aus Glarus (4. Oktober) rund zehn Bataillone oder 6000–7000 Mann der Division Gazan. Diese hätten von drei weiteren in Schänis stationierten Bataillonen derselben Heereseinheit unterstützt werden können. Die übrigen Soult unterstellten Generäle seien zu weit entfernt gewesen: Mortier im Muotatal, Brunet und Drouet in Einsiedeln, Laval in Lichtensteig.
Das Gemälde aus Molitors Besitz zeigt einen mörderischen Kampf, bei dem sich die Gegner ineinander verzahnen. Die eigenen Verluste bezifferte der französische General auf 140 Gefallene und 400 Verwundete, worunter alle drei Bataillonschefs seiner 84. Halbbrigade und viele Offiziere, die Verluste der Russen auf 400 Gefallene, 1700 Verwundete und 200 Gefangene. Bodart zufolge büssten beide Parteien zusammen durch Tod oder Verwundung 3300 Mann ein. Zum Vergleich: Für die Schlachten bei Zürich nennt derselbe Autor blutige Verluste von 3500 bzw. 10'000 Mann, für Schänis und Muotatal von 2000 bzw. 1500 Mann. Ross zufolge erlitten bei Näfels 36 % der eingesetzten Soldaten tödliche oder nicht tödliche Verletzungen, gegenüber etwas weniger als 7 % im Durchschnitt aller Schlachten zwischen 1792 und 1802. Die Kämpfe, in denen Glarner vom Mai bis August 1799 die Österreicher unterstützt hatten, wie auch das Gefecht bei Wollerau im Jahr zuvor, waren vor diesem Hintergrund unbedeutende Scharmützel.
Die 2. helvetische Halbbrigade büsste auf der Brücke von Näfels gemäss Molitor acht Offiziere und 40 Soldaten ein, insgesamt gemäss ihrem Chef Johannes Tobler von Ermatingen 75 von 300 Mann, ohne den gefallenen Hauptmann Hans Pfander von Belp und acht verwundete Offiziere. Gemäss dem Feldtagebuch der 3. Division verloren die Schweizer auf der Brücke von Näfels mehr als 20 Offiziere und 100 Soldaten, gemäss Maag und Feldmann insgesamt 20 Offiziere und 97 Soldaten.
Selbst die beiden Befehlshaber blieben nicht verschont: Bagration erlitt schon im Klöntal eine «Kartätschen-Kontusion» am Schenkel. Und bei Molitor öffnete sich während der Schlacht eine Wunde, die von einem Durchschuss des Schenkels im Jahr 1795 herrührte.
Regierungskommissär Theiler zufolge brachten die Russen etwa 1200 französische Gefangene aus dem Muotatal nach Glarus und liessen dort 2600 Verwundete, Gefangene und Tote zurück. Von den leicht verwundeten Russen sollen 800–900 über den Panixerpass mitgezogen, 400–500 in Gefangenschaft geraten sein.
In Chur angelangt, verfügte Suworow nach Hennequin über kaum noch 14'000 Mann (wovon 10'000 Infanteristen). Während der 16 Tage in der Schweiz hatte er etwa 6000 Mann verloren, über ein Drittel von ihnen bei Näfels.

## Urteile
Massena schrieb am 31. Oktober an Molitor: «[…] man wird nicht vergessen, dass Sie mit ihrer einzigen Brigade mehrere Tage lang den Austro-Russen widerstanden haben, dass Sie sie geschlagen haben, dass Sie ihnen Gefangene abgenommen haben, dass Sie mit Hartnäckigkeit und kaltem Blut für die Armee wichtige Stellungen verteidigt haben und dass Sie auf diese Weise die Niederlage Suwarows vorbereitet haben. Empfangen Sie deshalb heute die Bekundung der lebhaften Befriedigung der Regierung über Ihre Taten, die sie nicht übersehen konnte und die sie richtig einzuschätzen gewusst hat.»
Clausewitz urteilte:

«Es hatte sich also Molitor mit seinen 4 oder 5 Bataillonen den 25. und 26. gegen Jellachich, den 28. und 29. gegen Linken, den 30. gegen Auffenberg und den 1. Oktober gegen Bagration geschlagen, und gegen Alle mit einem bewundrungswürdigen Erfolg, so daß man diese Vervielfältigung einer einzelnen Brigade, diesen beharrlichen Widerstand gegen einen immer neuen Feind als einen der schönsten Akte des Feldzugs betrachten muß.»

Suworow versäumte es gemäss Jomini, sich mit der Division Linken zu vereinigen, bevor diese nach Graubünden abgezogen war, und die Reste des Korps von Hotzes Nachfolger Feldmarschallleutnant Franz Petrasch an sich zu ziehen. Um dies zu erreichen – so Jomini –, hätte er schon am 27. September durch eine starke Vorhut die Brigade Molitor aus Glarus werfen und am 28. mit dem Gros der Armee bei Mollis und Weesen den Durchgang ins Toggenburg und nach Sargans erzwingen müssen.

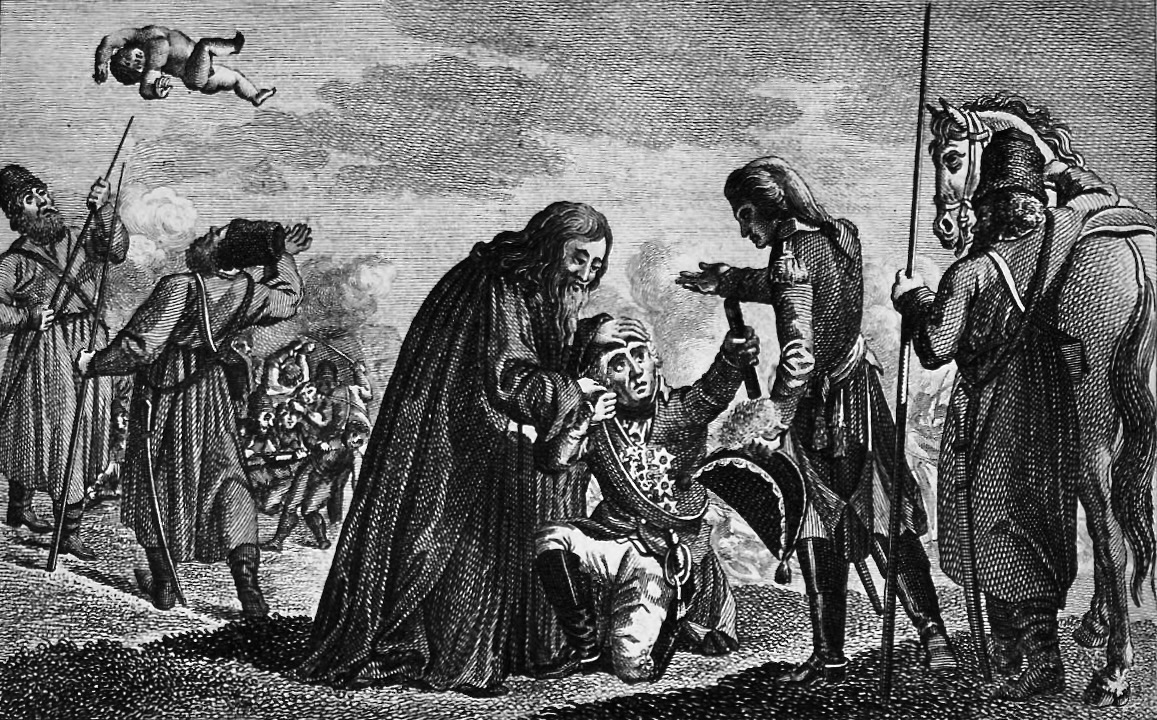
Deutsche Karikatur: Gräuelszene mit Kosaken, Suworow als Büsser

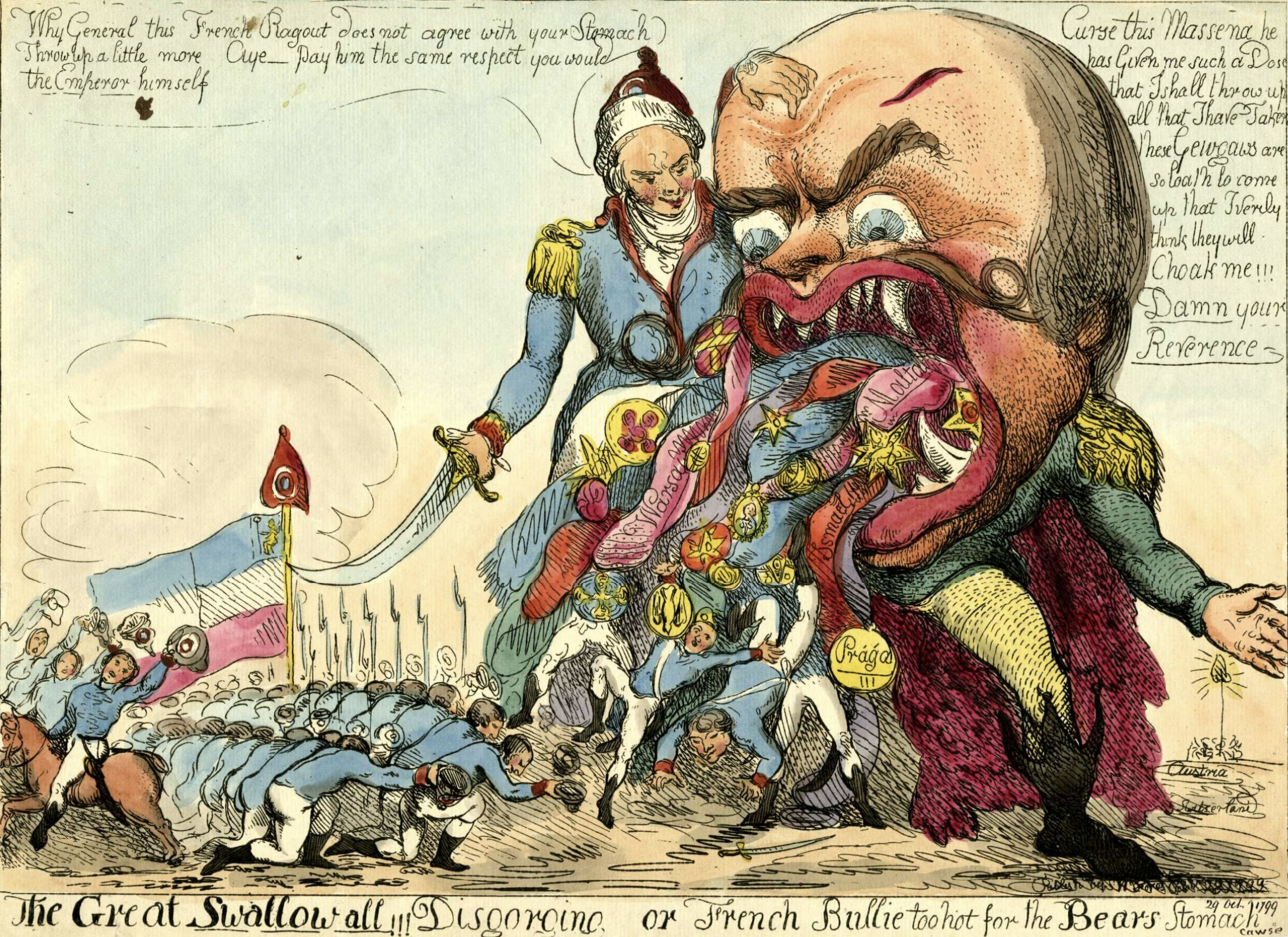
Karikatur eines oppositionellen Briten: Massena bezwingt Menschenfresser Suworow.

Das Urteil seiner britischen Geldgeber über Suworow lautete vernichtend: William Wickham, Unterstaatssekretär und Gesandter in der Schweiz, sah die Russen am 11. Oktober in Feldkirch, «every soldier loaded with the plunder of the poor inhabitants of Uri, Schweitz, and Glarus by whom they had been received as friends and deliverers». Jedermann bezeichne die französische Art, dem Land Kontributionen aufzuerlegen, als Gnade im Vergleich zum Plündern, das Suworow dulde. Am 17. Oktober schrieb Wickham an Aussenminister Grenville, Suworows Gewohnheit, früh zu Mittag zu essen und danach lange zu schlafen, sei unvereinbar mit der Führung militärischer Operationen, und tatsächlich habe der Russe als Chef der Italienarmee nie einen Posten besucht oder eine Position erkundet. Nachdem der britische Gesandte in Wien, Lord Minto, in Prag Suworows Bekanntschaft gemacht hatte, berichtete er Wickham am 4. Dezember: «Statt eines grossen Generals und grossen Mannes finde ich einen ignoranten, intriganten Scharlatan, der übrigens völlig verrückt ist […]» Seiner Frau schrieb Minto am 3. Januar 1800 sogar, Suworow sei der ärgste Tollhäusler, der je frei herumgelaufen sei. Den ganzen Erfolg in Italien verdanke er den österreichischen Offizieren seines Stabes.
Gemäss einem Neffen des russischen Generalleutnants Vioménil, der zuerst als Chef der Italienarmee vorgesehen gewesen war, spielte Suworow den Verrückten, weil er auf jede Weise originell sein wollte. Um von den Soldaten angebetet zu werden, habe er ihnen alles nachgesehen, so dass es nie eine Armee mit weniger Disziplin und mehr Exzessen gegeben habe.

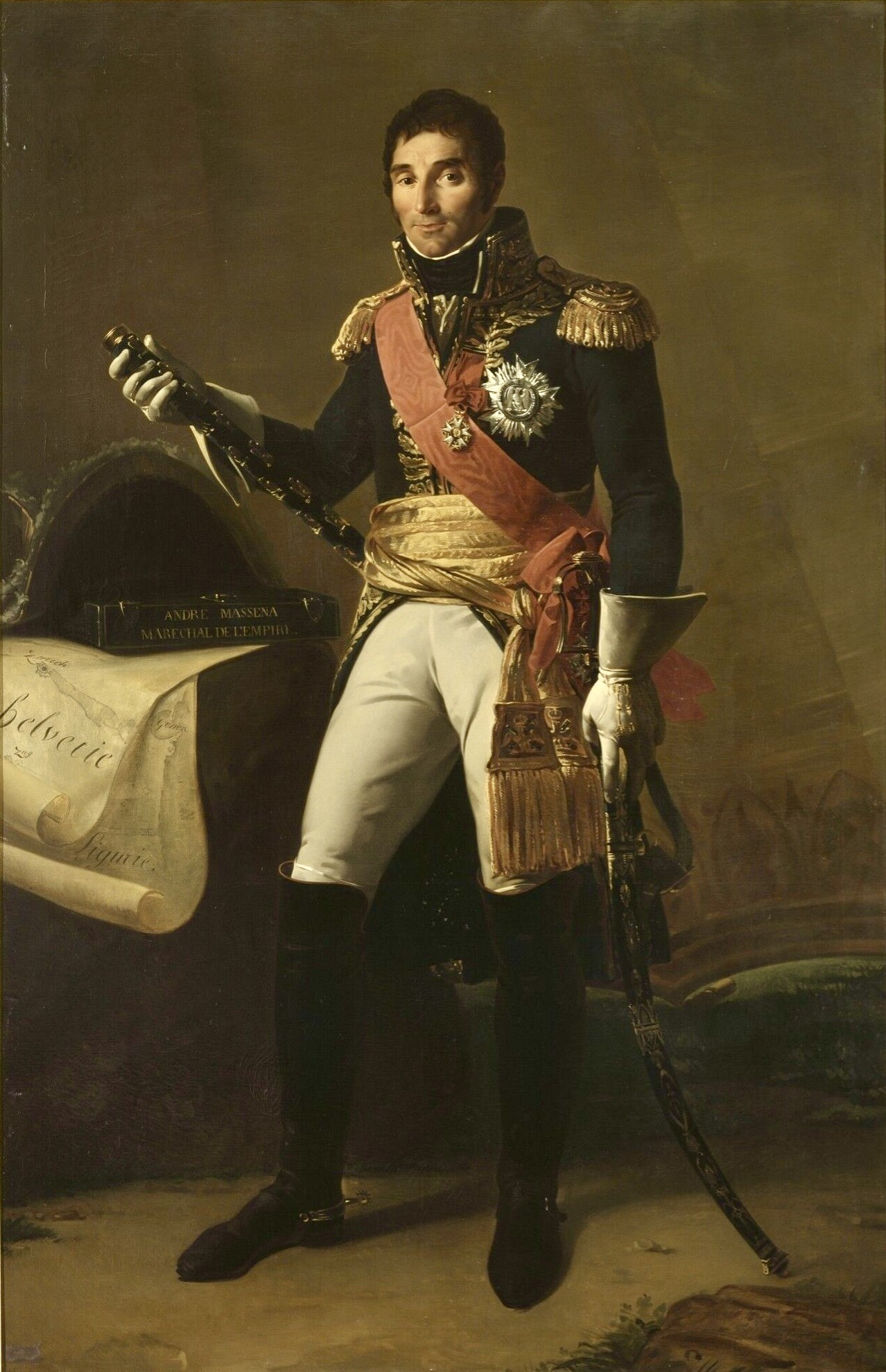
Massena als Maréchal d’Empire

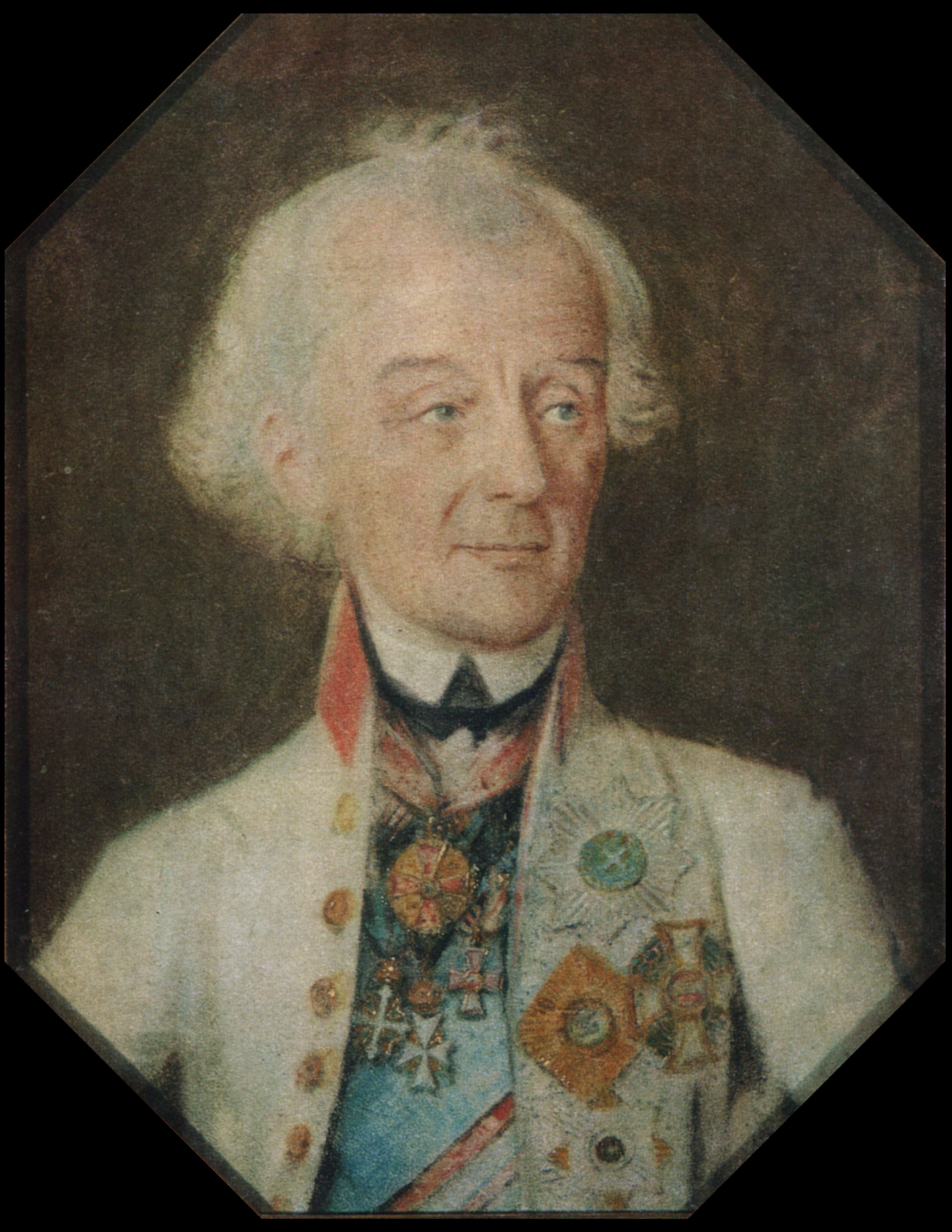
Suworow als Generalissimus

Weyrother urteilte, Suworow hätte nicht auf das Eintreffen Rosenbergs mit seinen Saumtieren warten müssen, da man «von Glarus unerwartet gut und besser mit Fleisch, Erdäpfeln und Brot versehen ward, als man verdiente». Vielmehr möge «diese unverhofft gute Bewirtung die unschuldige Ursache des in jedem Betracht so nachteiligen als schändlichen Verweilens gewesen sein». «Allgemeine Zagheit, gestützt auf grossfürstliche Feigheit», habe den Feldmarschall überstimmt, «der bis dahin noch allein die Gründe erkannte, welche den offensiven Marsch nach Walenstadt forderten». Das «übrigens ganz falsche» Argument des Munitionsmangels hätte Suworow nicht vorbringen dürfen, «da er sonst den Vorteil des blanken Gewehrs so sehr zu rühmen weiss». Den (vom Mitglied des helvetischen Direktoriums Frédéric-César de La Harpe erzogenen) Grossfürsten und dessen Entourage nannte Weyrother Menschen, «deren Gehirn so leer von militärischer Kenntnis war als das Kinn von Haaren, ob sie gleich der Federhut zum General machte».
Auffenberg schrieb im Zusammenhang mit der Schlacht: «Hiermit endigte FM. Suworow seine siegreiche Laufbahn, war zu keinem noch so vorteilhaften Angriff mehr zu bewegen […] und zog sich sodann, nach Zurücklassung aller Blessierten, seines ganzen Geschützes und Munition, über den Panix-Berg nach Graubünden zurück, bei welchem Rückzug einige 100 Mann erfroren, und fast seine ganze Cavallerie zu Grunde gerichtet worden.»
Die Suworow-Literatur bezeichnet die Niederlage bei Näfels nicht einmal als Schlacht. So Duffy, der mit dem Titel «The Breakout from the Klöntal and the Check at Näfels» den falschen Eindruck erweckt, das Kräftemessen sei unentschieden ausgegangen.
Oberstdivisionär a. D. Fred Heer schrieb ohne Wenn und Aber: «Dass der russische Feldzug in der Schweiz zum Fiasko wurde, kann nicht Suworow angelastet werden.» Alexander Statiev hingegen urteilte: «Suworow rechnete nicht mit Problemen in den Alpen, da er überzeugt war, dass er die kleinen französischen Garnisonen, die auf seinem Weg stationiert waren, leicht hinwegfegen würde. Doch aufgrund der Unerfahrenheit im Gebirgskrieg hatte Suworows Korps mit enormen strategischen, taktischen und logistischen Herausforderungen zu kämpfen, verlor die Hälfte seiner Truppenstärke und konnte seine Ziele nicht erreichen.» Fazit des russisch-kanadischen Militärwissenschaftlers: «Obwohl alle früheren Gefechte im Schweizer Feldzug mit russischen Siegen endeten, war das Scheitern des Ausbruchs aus den Alpen bei Näfels eine strategische Niederlage, die alle diese Siege zunichtemachte, weil es der letzte Sargnagel für den strategischen Plan war, der die Zusammenarbeit der alliierten Streitkräfte in der Schweiz voraussetzte.»
Was die Auswertung des Sieges betrifft, war Clausewitz der Meinung, Bonaparte hätte an Massenas Stelle alle verfügbaren Truppen bei Näfels zusammengezogen und mit ihnen Suworow im Churer Rheintal eine finale Niederlage beigebracht. Sein Gesamturteil:

«Nie ist durch die strategischen Fehler des Gegners einer Armee der Sieg leichter gemacht worden als hier der französischen, und wenn Massena gegen Suwarow keinen eben so glänzenden Erfolg erhalten hat wie gegen Korsakof, so liegt das hauptsächlich in der wenigen Klarheit seiner Conceptionen.»

Oberstleutnant Stewart fand, bei etwas mehr Aktivität und Aufklärungsarbeit hätten die Franzosen im Glarnerland Suworows ganze Armee gefangen nehmen und den Grossfürsten, den Feldmarschall sowie zahlreiche Moskauer Granden im Pariser Temple ausstellen können. Der britische Gesandte Wickham schrieb, dass auch ohne Zutun der Feindes beim Rückzug über den Panixerpass «die ganze Armee ihren Untergang gefunden hätte, wenn der Schnee einen Tag früher gefallen wäre».

## Not im Glarnerland
Der 21-jährige Maurice-François Dupin, Enkel des Marschalls von Sachsen und Vater der Schriftstellerin George Sand, leistete Molitor als Chasseur à cheval Kurierdienste. Über das Glarnerland schrieb er seiner Mutter: «Man hört das Getöse der Wildbäche, die von den Felsen stürzen, das Pfeifen des Windes in den Wäldern. Aber keine Hirtengesänge mehr, kein Muhen der Herden. Die Holzhäuser waren überstürzt verlassen worden. Alles war vor unserem Anblick geflohen. Die Bewohner hatten sich mit ihrem Vieh ins Innere der Berge zurückgezogen. Kein lebendes Wesen in den Dörfern. Dieser Kanton bot das Bild der traurigsten Wüste.»
Nach Suworows Rückzug befahl der interimistische Regierungsstatthalter Johann Peter Zwicky, dass jede Gemeinde der Distrikte Glarus und Schwanden «die in ihren Huben liegende todtne Pferde, und andere auf dem offnen Feld und den Straßen gebliebene Thiere unverzüglich weg thun und verlochen lassen solle». Da Abdecker ein unehrlicher Beruf war, erklärte er in einem weiteren Erlass, dass dies für die «so nöthige Beyhülf zur Wegschaffung dieser sonst alles verpestenden Thieren» nicht gelte.
Die erste Volkszählung der Schweiz im Jahre 1798 hatte für die genannten Distrikte 22'809 Einwohnerinnen und Einwohner ergeben. Vor diesem Hintergrund ist folgender Zeitungsbericht aus Glarus vom Oktober 1799 zu lesen: «Seit 14 Tagen sind 60.000 Mann durch Land passirt, wo weder Korn noch Wein wächst, alle Lebensmittel sind aufgezehrt, und das Heu ist auch zu Ende, so daß man beinah alles Milchvieh wird verkaufen oder schlachten müssen.»
Netstal schrieb dem helvetischen Direktorium: «Beim Einzug plünderten die Russen nicht wenig; auch ein Haus wurde abgebrannt und über 1200 Pferde hatten wir 4 Tag zu unterhalten. Dabei kamen wir von beiden Mächten um das meiste Heu und auch wegen schlechter Witterung brauchten die Truppen im Lager auch noch viel mehr, als an Heu, Holz, Erdäpfel, an Zeunung und Ställen höchstens beschädigt sind [sic]; auch viele fränkische Soldaten haben sich Excesse erlaubt.» General Molitor verfügte, dass Mollis und Näfels Netstals Anteil an den Lieferungen von Heu, Holz usw. zu übernehmen hätten. Das Verhalten der Gemeinde Netstal den französischen Truppen gegenüber sei «bieder und republikanisch» gewesen. Sie habe schon sehr viel geliefert und mehr als die andern gelitten, obschon ihre «Glücksumstände» nicht die besten seien.
Auf Initiative des neuen erst 24-jährigen Regierungsstatthalters Niklaus Heer, Bruder des verstorbenen Joachim Heer, riefen in Glarus und Ennenda die Pfarrer dazu auf, Geld, Lebensmittel, Hausrat, Kleider und anderes Lebensnotwendige für «die kleine ohne dieß dürftige Gemeinde Riederen» zu spenden – eine «Liebessteuer», die an Geld und Naturalien einen ziemlich bedeutenden Betrag einbrachte.
In einem «Zuruf der leidenden Menschheit im Kanton Linth an erbarmende Schweizer» im Wochenblatt für den Kanton Linth heisst es über das Glarnerland: «[…] diese Thäler, sonst so reich an Quellen des Wohlstandes, durch Industrie und Handlung weit und breit, auch sie liegen jetzt darnieder […] und die Gebirge derselben heben gleichsam die Hände zu Euch empor um Hülfe […]»

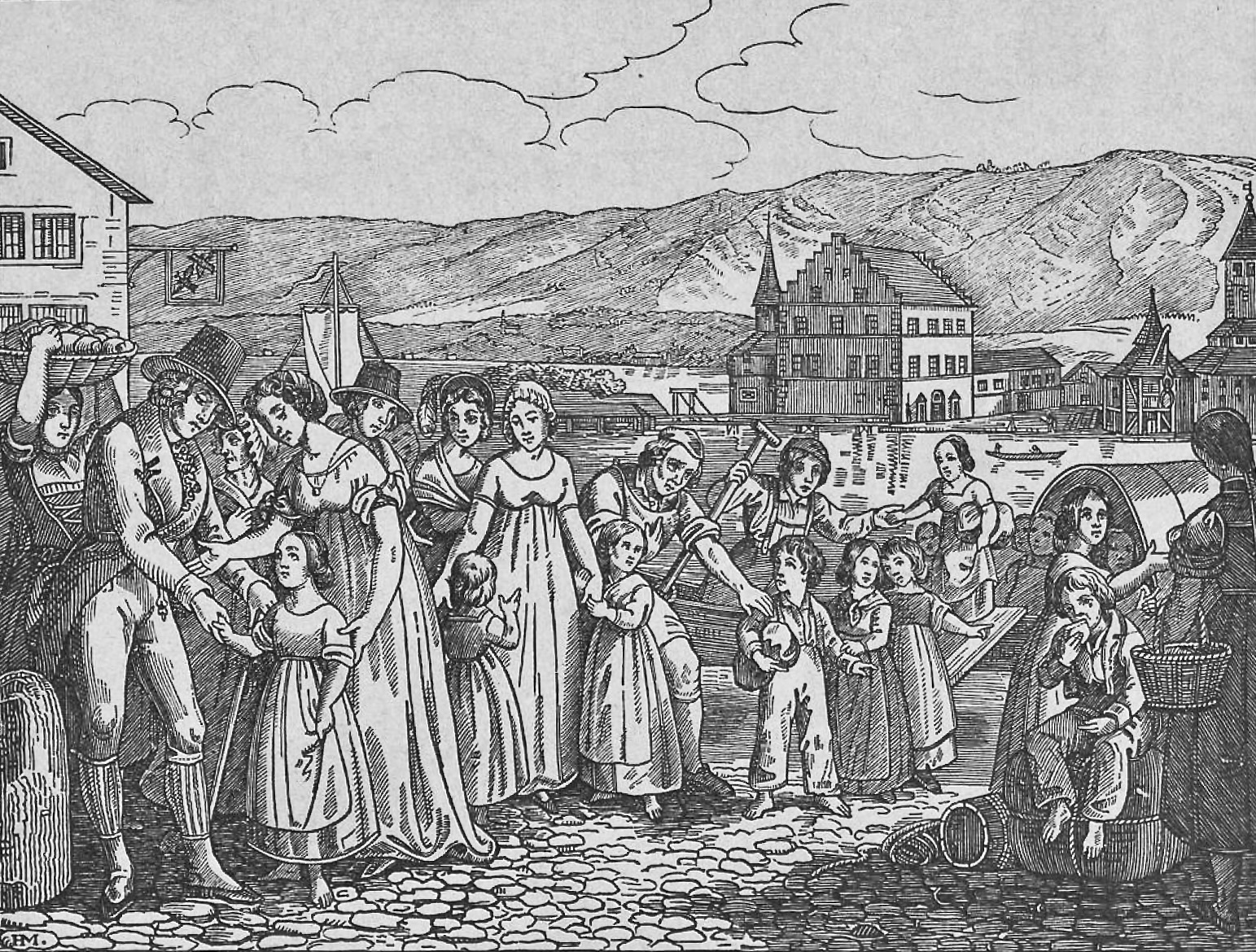
Idealisiert dargestellte Glarner Kinder in Zürich

Anfang 1800 wurden auf Initiative des Innenministers der Helvetischen Republik, Albrecht Rengger, Tausende von Kindern aus den Kantonen Waldstätten, Linth und Säntis, die als Folge des Krieges von ihren Familien nicht mehr ernährt werden konnten, bei Pflegeeltern in anderen Landesteilen platziert, 1250 von ihnen aus dem Glarnerland. Nachstehende Schilderung zeigt, in welchem Elend die untersten Schichten der Berggebiete sonst schon gelebt haben müssen: «Beyweitem der größere Theil der verpflanzten Pfleglinge war im Betteln und Nichtsthun auferzogen, roh, ohne Kenntniß, unkundig im Lesen und Schreiben, unreinlich, der Arbeitsamkeit feind, oft diebisch, noch öfter lügenhaft, schadenfroh und mit andern Lastern behaftet.»
Den Zustand des Landes nach den kriegerischen Ereignissen des Sommers und Herbstes 1799 beschrieb der spätere Bundesrat Joachim Heer, Enkel des gleichnamigen Regierungsstatthalters, wie folgt: «Der Staat – sowohl die helvetische Republik als der Kanton – ohne alle Geldmittel, die Gemeinden durch grausame Requisitionen erschöpft; die Wohlhabenden durch eine unglaubliche Einquartierungslast ausgesogen; der Bauer von Viehstand und Futtervorräthen entblösst; die ärmere Klasse ohne Lebensmittel und in Folge der vollständigen Stockung der Industrie, ohne Verdienst […]»

## Varia
- In einer Abschiedsrede an den General Suwarow schrieb Zschokke: «Als du in Altdorf ankamst, sagtest du sehr bescheiden: Du wolltest der Heiland, Erlöser und Seligmacher der Schweiz werden […] Heiland warst du, denn du hast viele Tausend Schweizer von ihrer Thorheit geheilt, die da hofften, du und die Kaiserlichen würden uns Freiheit und Ordnung und Glük und Frieden bringen. Erlöser warst du, denn deine tapfern Soldaten haben uns von unserem Heu und Vieh, und Kleidern und Geld erlöst.» Froh und selig gemacht habe er sie schliesslich, «als du wieder mit Sak und Pak davon zogst».[175]

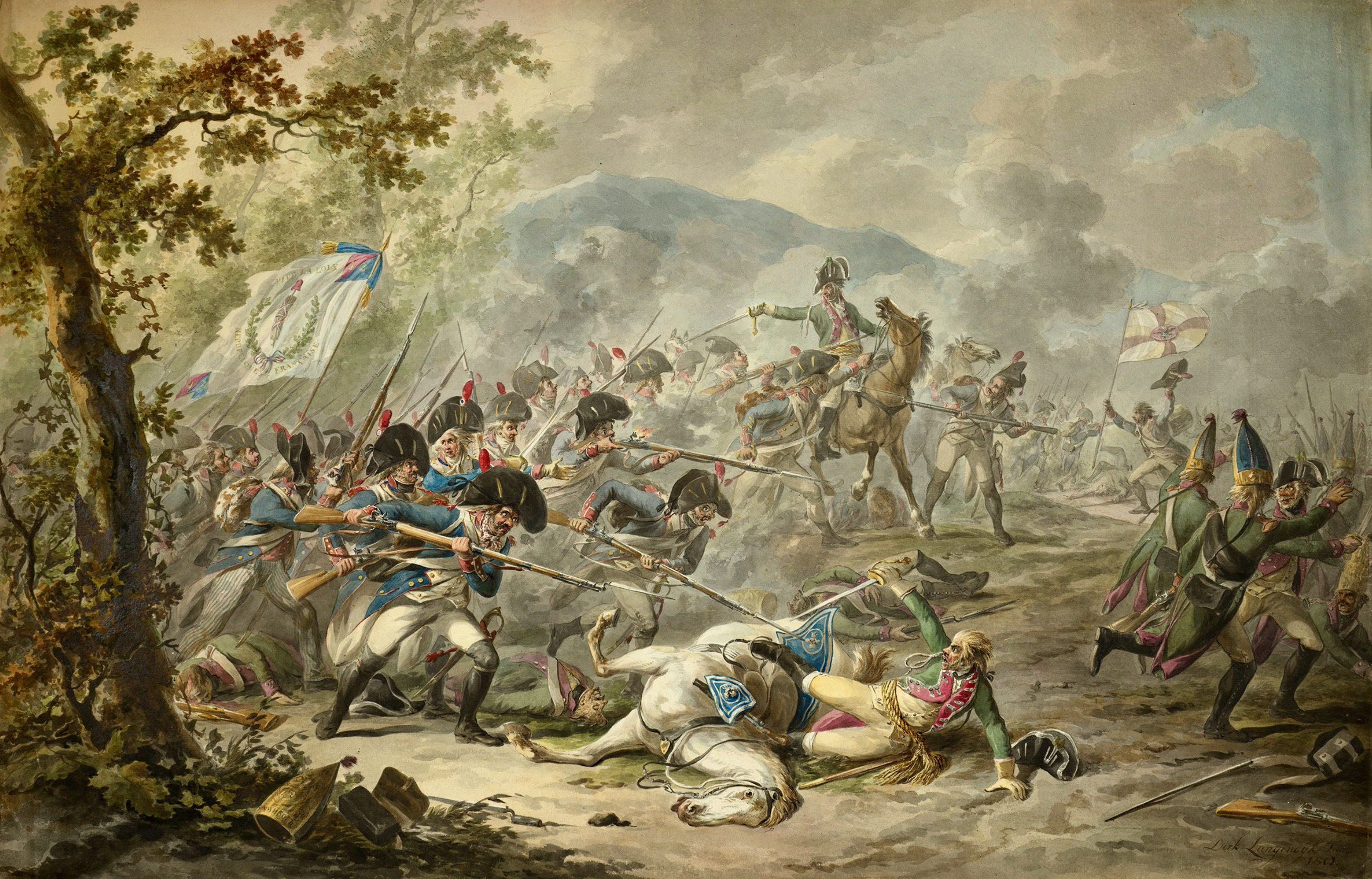
Französische und russische Grenadiere bei der Gefangennahme von General Fersen

- Auch die anglo-russische Invasion der Batavischen Republik (Niederlande) scheiterte. Am 19. September 1799 geriet der russische Generalleutnant Johann Hermann von Fersen bei Bergen in die Gefangenschaft der Franzosen, und am 6. Oktober erlitten die Koalierten bei Castricum eine weitere Niederlage.[176]
- Paul I. ernannte Suworow am 28. Oktober zum Generalissimus. Die antifranzösische Koalition aber kündigte er auf. Auf der Rückreise nach Russland erkrankte Suworow und fiel wegen Verletzung von Vorschriften in Ungnade. Vier Wochen nach seiner Rückkehr starb er am 18. Mai 1800 – «unbeachtet vom offiziellen Petersburg».[177]
- Am 9. November 1799 ergriff der aus Ägypten heimkehrende Bonaparte die Macht in Frankreich und erklärte die Revolution für beendet (Staatsstreich des 18. Brumaire VIII). 1803 löste er als Médiateur de la Confédération suisse die Helvetische Republik auf. Dies und der Zusammenbruch seines Kaiserreichs 1814/15 erleichterte es den Verlierern von Näfels, die Erinnerung an diese entscheidende Schlacht zu unterdrücken.
- Weil er bei Näfels acht Russen getötet hatte, wurde der 27-jährige Wachtmeister Bartélemy Barbal aus Anthée (Wallonien), der als einer von wenigen Ausländern in den helvetischen Halbbrigaden diente, am 3. Januar 1800 vom Direktorium der Helvetischen Republik zum Unterleutnant befördert.[178]
- Nachdem Paul I. sich durch eine Politik der bewaffneten Neutralität faktisch auf die Seite Frankreichs geschlagen hatte, wurde er am 23. März 1801 ermordet. Seinem Sohn und Nachfolger Alexander I. (auch er ein Schüler La Harpes) verdanken die Schweiz und die aus früheren Untertanengebieten entstandenen neuen Kantone, dass sie den Sturz Napoleons überlebten.[179]
- Molitor, der wie Zschokke Verständnis für die Gegner der Helvetik bekundet hatte,[180] war 1823 an der Niederschlagung der Spanischen Revolution beteiligt, wofür er den Marschallstab erhielt.
- Wissenschaftliche Schlachtfeldarchäologie[181] fand bisher nicht statt. Hingegen grub der Besitzer eines privaten Suworow-Museums (früher in Linthal, jetzt in Altdorf) jahrelang ohne Bewilligung Geschosse, Waffen- und Ausrüstungsteile aus. In der Zwischenzeit wurden die bekannten Fundstellen erfasst und unter Schutz gestellt.[182]

## Benützte Literatur
Über die Schlacht bei Näfels existiert keine Monografie. Hartmanns Kritik des russischen Suworow-Kults wird von Reding, Duffy und Fred Heer nicht berücksichtigt, sondern nur in einer Fussnote bzw. in den Literaturverzeichnissen erwähnt. Den Rapport des opérations de la brigade du général Molitor kannte nicht einmal Hartmann. Gewarnt werden muss vor der Benützung des semifiktionalen Werks von Gachot, obwohl sich darin neben falschen auch glaubwürdige Informationen finden.
- Materialsammlung zu den Vorgängen im Glarnerland während des Jahres 1799. Diverse Abschriften, mehrere Ausgaben des Wochenblattes für den Kanton Linth, der Glarner-Zeitung und des Schweizer-Boten sowie andere gedruckte Schriften. Landesarchiv des Kantons Glarus, PA 2.A 1:4.
- Bulletin officiel du Directoire Helvétique et des autorités du Canton du Léman. Lausanne, 1799, 20. Sept., S. 130 f.; 11. Okt., S. 264; 13. Okt., S. 283; 16. Okt., S. 299; 17. Okt., S. 307 f. (Digitalisat).
- Johann Konrad Escher, Paul Usteri (Hrsg.): Neues helvetisches Tagblatt. Bern, 1799, 7. Okt., S. 56; 8. Okt., S. 68; 14. Okt., S. 96; 17. Okt., S. 116; 30. Okt., S. 203 f. (e-periodica.ch).
- Alphons Pfyffer (Hrsg.): Der Freyheitsfreund oder das alte helvetische Tagblatt. Luzern, 1799, 7. Okt., S. 35; 8. Okt., S. 38 f. (Digitalisat).
- Gazette nationale ou le Moniteur universel. Paris, 1799, 27. Sept., S. 13; 15. Okt., S. 86; 21. Okt., S. 109; 23. Okt., S. 117 (retronews.fr).
- Ludwig Ferdinand Huber (Red.): Allgemeine Zeitung. Stuttgart, 26. Okt. 1799, S. 1328 (Digitalisat).
- AmtsBerichte des Fürsten Suworow über seinen Feldzug in der Schweiz. In: Ludwig Ferdinand Huber (Red.): Allgemeine Zeitung. Stuttgart, 17.–26. Dez. 1799, S. 1553 f., 1562, 1566, 1570, 1574, 1584 f., 1593 f. (Digitalisat).
- Rapport fait par le général Massena, commandant en chef l’armée du Danube, au directoire exécutif de la république française, sur les opérations de cette armée, du 3 au 18 vendemiaire an 8. In: Gazette nationale ou le Moniteur universel. Paris, 30. Okt.–6. Nov. 1799 (retronews.fr).
- État des officiers […] dans les VI demi-brigades auxiliaires de la République Française. État des officiers composant la première Légion Helvétique. X. Meyer & Compagnie, Lucerne [1799] (Digitalisat).
- Helvetischer Revolutionsalmanach für das Jahr 1800. Orell, Füßli und Compagnie, Zürich (Digitalisat), S. LV.
- Leonard Meister, Wilhelm Hofmeister: Helvetischer Staats-Almanach auf das Jahr 1800. Gruner und Geßner, Nationalbuchdrucker, Bern, S. 103–114 (Digitalisat).
- (Johann Friedrich Ernst Albrecht:) Kakodämon (Suworow) der Schrekliche, Pansalvins (Potjomkins) und Mirandas (Katharinas II.) Donnerkeil, Revisor des Codex der Menschen-Rechte. (Hennings), Pyropolis (Erfurt) 1800 (digitale-sammlungen.de).
- Marcus Freuler: Kurze Geschichte des veränderten Schicksals und kriegrischer Auftritten, welche den alten Kanton Glarus vom Jahr 1798 bis 1801 [!] betraffen. Buchdruckerei Glarus 1800, S. 29–31 (Digitalisat).
- Heinrich Zschokke: Abschiedsrede an den General Suwarow. In: Der aufrichtige und wohlerfahrene Schweizer-Bote. Luzern, 12. Febr. 1800, S. 77 f. (digitale-sammlungen.de).
- François Louis Dedon-Duclos: Relation détaillée du passage de la Limat, effectué le 3 vendémiaire an 8 […] Cet ouvrage contient une notice historique de toutes les opérations militaires des armées du Danube et du Rhin […]. Didot jeune, Paris an 9 (1801), S. 125–127 (Digitalisat).
- Johann Georg Heinzmann: Kleine Schweizer-Chronik. Zweyter Theil […] mit Einschluß der Revolutionsgeschichte von Helvetien. Selbstverlag, Bern 1801, S. 782 ff. (Digitalisat).
- Guillaume Hoffmeister: Almanach national-helvétique, pour l’an MDCCCI. Hignou et Comp., Lausanne 1801 (Digitalisat).
- J[ean-]D[aniel] Fridolsheim. In: François Babié, Jacques Grasset Saint-Sauveur: Archives de l’honneur, ou Notices sur la vie militaire […], 1. Band, Laurens aîné, Paris 1805, S. 137–141 (Digitalisat).
- Heinrich Zschokke: Historische Denkwürdigkeiten der helvetischen Staatsumwälzung. 3. Band, Steiner, Winterthur 1805, S. 252 f., 274 f. (Digitalisat).
- Levi Feldtmann: Poetische Gedanken über die Kriegs-Vorfälle und politischen Veränderungen, welche sich im Kanton Glarus vom Jahr 1798. bis 1803. zugetragen. Ohne Ort [1810], S. 51–60 (Digitalisat).
- Joseph von Stutterheim: Geschichte des Feldzugs der K. [ab Heft 9: K. K.] Armee in Italien im Jahre 1799. In: Neue militärische Zeitschrift. Wien 1812, Heft 4, S. 3–32; Heft 5, S. 3–58; Heft 7, S. 3–35; Heft 9, S. 3–37; Heft 10, S. 3–42; Heft 11, S. 3–36 (anno-plus)
- Extraits des Rapports officiels du général Molitor, sur les combats livrés dans le canton de Glaris […]. In: Mathieu Dumas: Précis des événemens militaires […] Campagne de 1799. 2. Band, Treuttel et Würtz, Paris (etc.) 1817, S. 381–394, hier S. 390–393 (digitale-sammlungen.de); nicht übereinstimmend mit Armée du Danube. Campagne des années VII et VIII (1799) en Suisse. Rapport des opérations de la brigade du général Molitor, détachée dans les cantons de Schweiz et de Glaris (1). In: Le Spectateur militaire […] (Paris). 15. Mai 1831, S. 108–132, hier S. 125–130, 132 (Digitalisat).
- Erzherzog Karl (anonym erschienen): Geschichte des Feldzuges von 1799 in Deutschland und in der Schweiz. 2. Theil, Anton Strauss, Wien 1819, S. 253 f. (Digitalisat).
- Antoine-Henri Jomini: Histoire critique et militaire des guerres de la Révolution. Nouvelle édition, 12. Band, Campagne de 1799 – deuxième période. Anselin et Pochard, Paris 1822, S. 275–277, 464–466 (Trinchieri) (Digitalisat).
- Johann Samuel von Gruner: Verhältnis der Geognosie zur Kriegs-Wissenschaft, eine Skizze. In: Neue Jarbücher der Berg- und Hüttenkunde. 6. Band, 2. Lieferung, Nürnberg 1826, S. 187–233, hier S. 189, 227, 231 (digitale-sammlungen.de).
- Johannes Wieland: Geschichte der Kriegsbegebenheiten in Helvetien und Rhätien als Handbuch zum Militairunterricht für Schweizeroffiziere aller Waffen. 2. Theil, Schweighauser, Basel 1827, S. 154 f. (Digitalisat); 2. Aufl., 2. Band, Hugo Richter, Basel 1869, S. 163 f. (Digitalisat); 3. Aufl. (u. d. Titel Die Kriegsgeschichte der Schweizerischen Eidgenossenschaft bis zum Wiener Congreß), 2. Band. Hugo Richter, Basel 1871, S. 163 f. (Digitalisat).
- Armée du Danube. Campagne des années VII et VIII (1799) en Suisse. Rapport des opérations de la brigade du général Molitor, détachée dans les cantons de Schweiz et de Glaris (1). In: Le Spectateur militaire […] (Paris). 15. Mai 1831, S. 108–132, hier S. 125–130, 132 (Digitalisat).
- Carl von Clausewitz: Die Feldzüge von 1799 in Italien und der Schweiz. 2. Theil (Hinterlassene Werke [hrsg. v. Marie von Clausewitz], 6. Band). Ferdinand Dümmler, Berlin 1834, S. 202 f., 206, 209 f., 251 f., 381 (Digitalisat).
- Georg Fuchs (Hrsg.): Correspondenz des Kais. Russ. Generalissimus, Fürsten Italiisky Grafen Alexander Wassiljewitsch Suworoff-Rimniksky über die Russisch-Oestreichische Kampagne im Jahre 1799. […] Aus dem Russischen übersetzt von Einem Preussischen Officier. 2. Theil, Carl Heymann, Glogau/Leipzig 1835, S. 204–207, 223 (Digitalisat).
- Anton von Tillier: Geschichte der helvetischen Republik, von ihrer Gründung im Frühjahr 1798 bis zu ihrer Auflösung im Frühjahr 1803, vorzüglich aus dem helvetischen Archiv und andern noch unbekannten handschriftlichen Quellen. 1. Band, Chr. Fischer, Bern 1843, S. 394 f. (Digitalisat).
- Jean Baptiste Frédéric Koch: Mémoires de Massena rédigés d’après les documents qu’il a laissés et sur ceux du Dépot de la guerre et du Dépot des fortifications. 3. Band, Paulin et Lechevalier, Paris 1849, S. 388–390 (Digitalisat).
- Nikolai Alexejewitsch Polewoi: Geschichte des Fürsten Italiiski Grafen Suworoff-Rimnikski, Generallissimus [sic] der russischen Armeen. Übersetzung J. de la Croix, H. Schnakenburg, Riga 1850, S. 295 f. (Digitalisat).
- Jules Nollet-Fabert: Le maréchal Molitor, 1770–1849. Extrait de la Lorraine militaire, galerie historique. Selbstverlag, Nancy 1851, S. 6–12, 39 f. (gallica.bnf.fr).
- Jean-Joseph Hisely (Hrsg.): Brief eines Verstorbenen, welcher sich den von Hrn. Prof. Monnard herausgegebenen (oder zum Druck beförderten) Denkwürdigkeiten des Generals v. Roverea anreihet. In: Bernhard Rudolf Fetscherin (Red.): Historische Zeitung. Herausgegeben von der schweizerischen geschichtforschenden Gesellschaft. 2. Jahrgang, Jent & Reinert, Bern 1854, Nr. 3 f., S. 19–25, hier S. 23 f. (digitale-sammlungen.de).
- (Guillaume-Henri Dufour:) Campagne de 1799, d’après l’archiduc Charles, les généraux Massena, Jomini, etc. In: Revue Militaire Suisse. 1/1856, zahlreiche Fortsetzungen; 2/1857, dito, hier S. 337–340 (e-periodica.ch).
- Mémoires du maréchal-général Soult, duc de Dalmatie, publiés par son fils. 1. Teil, 2. Band, Amyot, Paris 1854, S. 272, 321 ff. (gallica.bnf.fr).
- Wilhelm Meyer: Die Schlacht bei Zürich am 25. und 26. September 1799. In: Schweizerisches Jahrbuch für 1857. 1. Jahrgang (m. n. e.). Sauerländer, Aarau/Schultheß, Zürich 1856, S. 136–180 (Digitalisat); auch mit Vorwort von Gerold Meyer von Knonau und Croquis von Fridolin Becker. F. Schultheß, Zürich 1886 (e.rara.ch).
- George Sand (Pseudonym von Aurore Dupin): Histoire de ma vie. 2. Band, Michel Lévy frères, Paris 1856, S. 179, 185 f. (gallica.bnf.fr).
- Dmitri Miliutin: Geschichte des Krieges Rußlands mit Frankreich unter der Regierung Kaiser Paul’s I. im Jahre 1799. Übersetzung Chr. Schmitt, 4. Band, 6. Theil, Jos. Lindauer, München 1857, Karte Nr. 43 zwischen S. 102 und 103, S. 115–123, 277–285 (Digitalisat).
- Theodor von Bernhardi: Denkwürdigkeiten aus dem Leben des kaiserl. russ. Generals von der Infanterie Carl Friedrich Grafen von Toll. 2. Auflage. 1. Band, Otto Wigand, Leipzig 1865, S. 98 f. (Digitalisat).
- Eduard Winkelmann (Hrsg.): Suworow’s Feldzug in Italien und der Schweiz. Aus den Aufzeichnungen eines Augenzeugen (Paul Tiesenhausen). In: Baltische Monatsschrift. 13. Band, Riga 1866, S. 242–259, hier S. 256–258 (Digitalisat).
- Johann Jakob Blumer: Der Kanton Glarus in der Revolution vom Jahr 1798. In: Jahrbuch des Historischen Vereins des Kantons Glarus. 3/1867, S. 67–96 (e-periodica.ch).
- Joachim Heer: Der Kanton Glarus unter der Helvetik. In: Jahrbuch des Historischen Vereins des Kantons Glarus. 5/1869, S. 34–88 (2. Zeitraum: 1. Januar bis 20. Mai 1799, e-periodica.ch); 6/1870, S. 13–67 (3. Zeitraum: 20. Mai bis Herbst 1799, e-periodica.ch), hier S. 34–36, 61 f.; 8/1872, S. 28–112 (3. Zeitraum: Herbst 1799 bis August 1802, e-periodica.ch), hier S. 26, 30, 33.
- William Wickham [Enkel] (Hrsg.): The Correspondence of the Right Honourable William Wickham from the Year 1794. Band 2, Richard Bentley, London 1870, S. 258 f., 284 f., 340 (Digitalisat).
- The Countess of Minto: Life and Letters of Sir Gilbert Elliot First Earl of Minto […] edited by his Great-niece. Band 3, Longmans, Green, and Co., London 1874, S. 107 (Digitalisat).
- Heinrich von Sybel: Geschichte der Revolutionszeit von 1789 bis 1800. 5. Band, Ebner & Seubert, Stuttgart 1879, S. 484 (Digitalisat).
- David Hess: Die Tage des Schreckens. In: Jakob Baechtold (Hrsg.): Joh. Caspar Schweizer. Ein Charakterbild aus dem Zeitalter der französischen Revolution. Wilhelm Hertz, Berlin 1884, S. XLIV–LXIII (Textarchiv – Internet Archive).
- Raymond d’Izarny-Gargas: Deux campagnes à l’armée d’Helvétie 1798–1799 […]. Henri Charles-Lavauzelle, Paris/Limoges 1890, S. 111, 114–116 (gallica.bnf.fr).
- Albert Maag: Die Schicksale der Schweizer-Regimenter in Napoleons I. Feldzug nach Russland 1812. Ernst Kuhn, Biel 1890 (e-rara.ch), S. 170 f., 226 f.
- Eduard Haug (Hrsg.): Der Briefwechsel der Brüder J. Georg Müller und Joh. v. Müller. 1. Halbband, J. Huber, Frauenfeld 1891, S. 200, 209 (Digitalisat).
- Otto Hartmann: Der Antheil der Russen am Feldzug von 1799 in der Schweiz. Ein Beitrag zur Geschichte dieses Feldzugs und zur Kritik seiner Geschichtschreiber. A. Munk, Zürich 1892, S. 150 ff. (Digitalisat).[188]
- Rudolf Reding-Biberegg: Der Zug Suworoff’s durch die Schweiz, 24. Herbst- bis 10. Weinmonat 1799 (= Der Geschichtsfreund. Mitteilungen des historischen Vereins der fünf Orte Luzern, Ury, Schwyz, Unterwalden und Zug. 50. Band). Hans von Matt, Stans 1895, S. 49, 124–127 (e-periodica.ch).
- Johannes Strickler (Hrsg.): Amtliche Sammlung der Acten aus der Zeit der Helvetischen Republik (1798–1803) […] Herausgegeben auf Anordnung der Bundesbehörden. 5. Band, Stämpfli & Cie., Bern 1895, S. 68–71 (Digitalisat).
- Reinhold Günther: Der Feldzug der Division Lecourbe im Schweizerischen Hochgebirge 1799. J. Huber, Frauenfeld 1896, S. 172–175, 212 (Digitalisat).
- Yvo Pfyffer: Aus dem Kriegsjahr 1799. Der Versuch eines Aarüberganges bei Döttingen durch Erzherzog Karl. A. Doppler, Baden 1899, S. 12, 27 f. (Digitalisat).
- Hermann Hüffer (Hrsg.): Quellen zur Geschichte der Kriege von 1799 und 1800. Aus den Sammlungen des k. und k. Kriegsarchivs, des Haus-, Hof- und Staatsarchivs und des Archivs des Erzherzogs Albrecht in Wien. 1. Band, B. G. Teubner, Leipzig 1900, S. 45–48 (Weyrother), 63 (Auffenberg), 69 (Trinchieri), 78, 92–94 (Wickham, Minto), 143–146 (Kościuszko), 394, 397, 402 f., 406 f., 412 f., 416 (archive.org).
- Carl Bleibtreu: Marschall Soult, Napoleons grösster Schüler. Alfred Schall, Berlin 1902, S. 21, 182.
- Wilhelm Oechsli: Geschichte der Schweiz im Neunzehnten Jahrhundert. 1. Band. S. Hirzel, Leipzig 1903, S. 268 (Textarchiv – Internet Archive)
- Édouard Gachot: Histoire militaire de Massena. La campagne d’Helvétie (1799). Perrin & Cie, Paris 1904, S. 384–401 (Digitalisat).
- Hermann Hüffer: Der Krieg des Jahres 1799 und die zweite Koalition. 2. Band, Friedrich Andreas Perthes, Gotha 1905, S. 69–71 (Textarchiv – Internet Archive).
- Gaston Bodart (Hrsg.): Militär-historisches Kriegs-Lexikon (1618–1905). C. W. Stern, Wien/Leipzig 1908, S. 344 (Textarchiv – Internet Archive).
- Arthur Chuquet (Hrsg.): Un portrait inédit de Souvorov. In: Feuilles d’Histoire du XVIIe au XXe siècle. 1. Jahrgang, 1. Band, Paris 1909, S. 258–260 (Digitalisat).
- Louis Hennequin: Zürich. Masséna en Suisse. Messidor an VII–Brumaire an VIII (Juillet–Octobre 1799). Publié sous la direction de la Section historique de l’État-major de l’armée. Librairie militaire Berger-Levrault, Paris/Nancy 1911, S. 371–379, 531–533 (gallica.bnf.fr).
- Suvárov, Alexander Vasilievich. In: Encyclopædia Britannica. 11. Auflage. Band 26: Submarine Mines – Tom-Tom. London 1911, S. 172–173 (englisch, Volltext [Wikisource]).
- M.: Zum Verständnis der Kriegsgeschichte von 1799: der Soldat in den Heeren der auf Schweizerboden kämpfenden Armeen. In: Allgemeine schweizerische Militärzeitung, 19. Juni 1915, S. 214–217; 3. Juli 1915, S. 234–236 (e-periodica.ch).
- Hans Nabholz: Die Schweiz unter Fremdherrschaft, 1798–1803. (Schweizer Kriegsgeschichte. Heft 8.) Oberkriegskommissariat, Bern 1821 (erschienen 1923).
- Albert Maag, Markus Feldmann: Die 2. helvetische Halbbrigade im Kampf um den Linthübergang bei Näfels. (1. Oktober 1799.) […] In: Der «Schweizer Soldat». 3. Jahrgang, Nr. 4, 16. Februar 1928, S. 20–22 (e-periodica.ch).
- Fernando Bernoulli: Die helvetischen Halbbrigaden im Dienste Frankreichs 1798–1805. Diss. phil. I, Universität Bern. Huber & Co., Frauenfeld 1934, S. 74–77 inkl. Planskizze.
- Georges Six: Dictionnaire biographique des généraux & amiraux français de la Révolution et de l’Empire, 1792–1814. 2 Bände, Georges Saffroy, Paris 1934 (1: Digitalisat; 2: Digitalisat).
- Friedrich Pieth: Graubünden als Kriegsschauplatz, 1799–1800. Bischofberger & Cie., Chur 1940.
- Ernst Herdi: Das Gefecht bei Frauenfeld und die Schweizersoldaten […]. In: Thurgauer Jahrbuch (Frauenfeld). 25/1950. S. 3–16 (e-periodica.ch).
- Frieda Gallati: Glarus im Herbst 1799. In: Jahrbuch des Historischen Vereins des Kantons Glarus. 58/1958, S. 45–62, hier S. 54–57 (e-periodica.ch).
- Felicitas Allart-von Nostitz: Der Westfeldzug Suvorovs in der öffentlichen Meinung Englands. (= Veröffentlichungen des Osteuropa-Institutes München. Reihe Geschichte. Band 45). Otto Harrassowitz, Wiesbaden 1976, ISBN 3-447-01701-5 (Digitalisat), S. 69–71.
- Peter Hoffmann: Alexander Suworow. Der unbesiegte Feldherr. Militärverlag der Deutschen Demokratischen Republik, Berlin 1986, ISBN 3-327-00026-3, S. 199.
- Anton Pestalozzi: Briefe an Lord Sheffield. Englische Kriegsberichte aus der Schweiz, Herbst 1799 (= Neujahrsblatt […] zum Besten der Waisenhäuser. 152. Stück). Beer AG, Zürich 1989, S. 96 f., 101–110 (Trinchieri).
- German Studer-Freuler: Chronik der Familie des Balthasar Joseph Tschudi von Ennenda und seiner Frau Maria Magdalena Stählin von Netstal, begonnen am 20. Christmonat 1790, beendet nach 1802. In: Jahrbuch des Historischen Vereins des Kantons Glarus. 76/1996, S. 11–146, hier S. 112 f. (e-periodica.ch).
- Torsten Verhülsdonk, Carl Schulze: Napoleonische Kriege. Einheiten – Uniformen – Ausrüstung. VS-Books, Herne 1996, ISBN 3-932077-00-8, S. 68 f.
- Holger Böning: Der Traum von Freiheit und Gleichheit. Helvetische Revolution und Republik (1798–1803) – Die Schweiz auf dem Weg zur bürgerlichen Demokratie. Orell Füssli, Zürich 1998, ISBN 3-280-02808-6.
- Christopher Duffy: Eagles over the Alps. Suvorov in Italy and Switzerland, 1799. The Emperor’s Press, Chicago 1999, ISBN 1-883476-18-6, S. 212 f., 256–260, 262–264.
- Ministère de la défense […]: Inventaire des Archives de la guerre […]. Suisses au service de la France. XVIIe-XIXe siècles. Château de Vincennes 2000 (Digitalisat), S. XIII f.
- Hervé de Weck, Anselm Zurfluh (Hrsg.): Suworow in der Schweiz. Kolloquiumsakten zum 200-jährigen Jubiläum 1799-1999. Thesis-Verlag, Zürich 2001, ISBN 3-908544-36-X.
- Nicole Gotteri: La campagne de Suisse en 1799. «Le choc des géants.» Bernard Giovangeli, Paris 2003, ISBN 2-909034-35-6, S. 160–162.
- Alexander Mikaberidze: «The Lion of the Russian Army:» Life and Military Career of General Prince Peter Bagration 1765–1812. Diss. phil., Florida State University, 2003 (yumpu.com), S. 159–165.
- Beat Glaus: Der Kanton Linth der Helvetik. Historischer Verein des Kantons Schwyz, Schwyz 2005, ISBN 3-033-00438-5.
- Zürich 1799. Eine Stadt erlebt den Krieg. (= Stadtgeschichte und Städtebau in Zürich 7.) Stadt Zürich, 2005, ISBN 3-905384-08-6 (Digitalisat).
- Micheal Clodfelter: Warfare and Armed Conflicts. A Statistical Encyclopedia of Casualty and Other Figures, 1494–2007. 3. Ausgabe, McFarlane & Company, Jefferson, North Carolina 2008, ISBN 978-0-7864-3319-3, S. 114 (archive.org).
- Steven T. Ross: The A to Z of the Wars of the French Revolution. Scarecrow Press, Lanham, Maryland 2010, ISBN 978-1-4616-7238-8, S. 20, 36 (Digitalisat).
- Andreas Fankhauser: Helvetische Revolution. In: Historisches Lexikon der Schweiz.  24. März 2011.
- Boris Bouget: Un débat méconnu au XVIIIe siècle, l’armement des officiers et des bas-officiers d’infanterie. In: Guy Saupin, Éric Schnakenbourg (Hrsg.): Expériences de la guerre, pratiques de la paix. Hommages à Jean-Pierre Bois. Presses universitaires de Rennes 2013, S. 81–96 (books.openedition.org).
- Werner Ort: Heinrich Zschokke (1771–1848). Eine Biografie. Hier + jetzt, Baden 2013, ISBN 978-3-03919-273-1.
- Jürg Stüssi-Lauterburg, Elena M. Tarkhanowa et al. (Hrsg.): Mit Suworow in der Schweiz. Das Tagebuch des Hauptmanns Nikolaj A. Grjazew vom russischen Alpenfeldzug des Jahres 1799 […]. Merker im Effingerhof, Lenzburg 2013, ISBN 978-3-85648-146-9, S. 162–169 (überarbeitete Aufzeichnungen eines Beteiligten, russisch/deutsch)
- Jürg Stüssi-Lauterburg: Soult gegen Suworow 1799. 205. Neujahrsblatt der Feuerwerker-Gesellschaft (Artillerie-Kollegium) in Zürich auf das Jahr 2014. Beer, Zürich 2013, S. 52–55, 57.
- Andreas Bräm: Glarus Nord (= Die Kunstdenkmäler des Kantons Glarus. Band 2). Gesellschaft für Schweizerische Kunstgeschichte GSK, Bern 2017 (gsk.ch, PDF), S. 153, 165 f.
- Fred Heer: Ungebetene Gäste. Das Glarnerland als Kriegsschauplatz oder: Wie der Krieg in unser Land kam. In: Ungebetene Gäste – das Kriegsjahr 1799. (= Jahrbuch 97. Historischer Verein Kanton Glarus 2017). Küng Druck AG, Näfels 2017, ISBN 978-3-85546-328-2, S. 128–185, hier S. 155–158 (e-periodica.ch).[189]
- Alexander Statiev: The Alpine Campaign of 1799 as a Stepping Stone to a Doctrine of Mountain Warfare. In: Tallinn University Press (Hrsg.): Estonian Yearbook of Military History. 9 (15) 2019, ISSN 2228-0669, S. 29–65, doi:10.22601/SAA.2019.08.02, hier S. 51–54, 64 f. (nicht in Übersetzungen erhältliche russische Literatur).
- Flurin Clalüna, Andrea Spalinger: Die Schweiz, wie sie nie war: Gedankenexperimente zur Geschichte des Landes. In: Neue Zürcher Zeitung. 29. Juli 2023.
- Martin Schuler: Volkszählungen in der Schweiz vor 1850. Die Bevölkerungszahlen auf lokaler Ebene. Bundesamt für Statistik, Neuchâtel 2023.

## Fussnoten
1. ↑  Carl von Clausewitz: Die Feldzüge von 1799 in Italien und der Schweiz. 2. Theil (= Hinterlassene Werke [hrsg. v. Marie von Clausewitz]. 6. Band). Ferdinand Dümmler, Berlin 1834, S. 381 (Digitalisat); Alexander Statiev: The Alpine Campaign of 1799 as a Stepping Stone to a Doctrine of Mountain Warfare. In: Tallinn University Press (Hrsg.): Estonian Yearbook of Military History. 9, Nr. 15, 2019, doi:10.22601/SAA.2019.08.02, S. 29–65, hier S. 54.
2. ↑  Alle Zahlenangaben nach Gaston Bodart (Hrsg.): Militär-historisches Kriegs-Lexikon (1618–1905). C. W. Stern, Wien/Leipzig 1908, S. 344 (Textarchiv – Internet Archive).
3. ↑  Die im entsprechenden Artikel der englischsprachigen Wikipedia verwendete Bezeichnung «Battle of Glarus» ist unüblich, zumal der Flecken Glarus von den Kämpfen verschont blieb. Von den verschiedenen Schauplätzen dieses Rückzugsgefechts in den heutigen Einheitsgemeinden Glarus und Glarus Nord wird in der Literatur am häufigsten  der strategisch wichtige Engpass Näfels erwähnt, so von Erzherzog Karl, Jomini, Clausewitz, Miliutin, Bodart, Duffy. Allein (pars pro toto) verwendet wird er z. B. in: Helvetischer Revolutionsalmanach für das Jahr 1800. Orell, Füßli und Compagnie, Zürich (Digitalisat), S. LV: «Gefecht bey Näfels»; J. D. Fridolsheim. In: François Babié, Jacques Grasset Saint-Sauveur: Archives de l’honneur, ou Notices sur la vie militaire […]. 1. Band, Laurens aîné, Paris 1805, S. 137–141, hier S. 139 (Digitalisat): «la sanglante journée de Nœffels»; Armée du Danube. Campagne des années VII et VIII (1799) en Suisse. Rapport des opérations de la brigade du général Molitor, détachée dans les cantons de Schweiz et de Glaris (1). In: Le Spectateur militaire […] (Paris). 15. Mai 1831, S. 108–132, hier S. 128 (Digitalisat): «champ de bataille de Naffels»; Jules Nollet-Fabert: Le maréchal Molitor, 1770–1849. Extrait de la Lorraine militaire, galerie historique. Selbstverlag, Nancy 1851, S. 6–12, 39 f., hier S. 11 (gallica.bnf.fr): «couvrir le passage de Naffels»; Mémoires du maréchal-général Soult, duc de Dalmatie, publiés par son fils. 1. Teil, 2. Band, Amyot, Paris 1854, S. 272 (gallica.bnf.fr): «résistance invincible à Noefels»; Raymond d’Izarny-Gargas: Deux campagnes à l’armée d’Helvétie 1798–1799 […]. Henri Charles-Lavauzelle, Paris/Limoges 1890, S. 111 (gallica.bnf.fr): «combat de Nafels»; Albert Maag, Markus Feldmann: Die 2. helvetische Halbbrigade im Kampf um den Linthübergang bei Näfels. (1. Oktober 1799.) […] In: Der «Schweizer Soldat». 3. Jahrgang, Nr. 4, 16. Februar 1928, S. 20–22 (e-periodica.ch); Alexander Statiev: The Alpine Campaign of 1799 as a Stepping Stone to a Doctrine of Mountain Warfare. In: Tallinn University Press (Hrsg.): Estonian Yearbook of Military History. 9 (15) 2019, ISSN 2228-0669, S. 29–65, doi:10.22601/SAA.2019.08.02, hier S. 54/Anm. 84: «battle of Näfels». «Bataille de Naefels» ist auch das abgebildete Gemälde aus dem Nachlass von Molitor betitelt.
4. ↑  Gemessen am Prozentsatz der gefallenen und verwundeten Soldaten. Steven T. Ross: The A to Z of the Wars of the French Revolution. Scarecrow Press, Lanham, Maryland 2010, ISBN 978-1-4616-7238-8, S. 20, 36 (Digitalisat): «bloodiest action of the War of the Second Coalition».
5. ↑  Peter Hoffmann: Alexander Suworow. Der unbesiegte Feldherr. Militärverlag der Deutschen Demokratischen Republik, Berlin 1986, ISBN 3-327-00026-3, S. 6 («Suworow hat als Befehlshaber keine Schlacht verloren […]»), 199 (Schlacht bei Näfels unterschlagen).
6. ↑  Wie Suworows anderer Korpskommandant Derfelden Deutsch-Balte.
7. ↑  Georgischer Fürst.
8. ↑  Beschluß der AmtsBerichte des Fürsten Suworow über seinen Feldzug in der Schweiz. In: Ludwig Ferdinand Huber (Red.): Allgemeine Zeitung. Stuttgart, 26. Dez. 1799, S. 1593 (Digitalisat); Georg Fuchs (Hrsg.): Correspondenz des Kais. Russ. Generalissimus, Fürsten Italiisky Grafen Alexander Wassiljewitsch Suworoff-Rimniksky über die Russisch-Oestreichische Kampagne im Jahre 1799. […] Aus dem Russischen übersetzt von Einem Preussischen Officier. 2. Theil, Carl Heymann, Glogau/Leipzig 1835, S. 223 (Digitalisat).
9. ↑  Alexander Statiev: The Alpine Campaign of 1799 as a Stepping Stone to a Doctrine of Mountain Warfare. In: Tallinn University Press (Hrsg.): Estonian Yearbook of Military History. 9, Nr. 15, 2019, doi:10.22601/SAA.2019.08.02, S. 29–65, hier S. 54/Anm. 84: «which would have been an admission of total failure».
10. ↑  Holger Böning: Der Traum von Freiheit und Gleichheit. Helvetische Revolution und Republik (1798–1803) – Die Schweiz auf dem Weg zur bürgerlichen Demokratie. Orell Füssli, Zürich 1998, ISBN 3-280-02808-6; Andreas Fankhauser: Helvetische Revolution. In: Historisches Lexikon der Schweiz.  24. März 2011.
11. ↑  Marcus Freuler: Kurze Geschichte des veränderten Schicksals und kriegrischer Auftritten, welche den alten Kanton Glarus vom Jahr 1798 bis 1801 [!] betraffen. Buchdruckerei Glarus 1800, S. 5 (Digitalisat).
12. ↑  Baden, Freie Ämter, Gams, Gaster, Hurden, Locarno, Lugano, Maggiatal, Mendrisio, Rheintal, Sargans, Thurgau, Uznach, Weesen, Werdenberg.
13. ↑  Mit den Distrikten Werdenberg, Neu St. Johann (bis 1801), Mels, Schwanden, Glarus, Schänis und Rapperswil.
14. ↑  Marcus Freuler: Kurze Geschichte des veränderten Schicksals und kriegrischer Auftritten, welche den alten Kanton Glarus vom Jahr 1798 bis 1801 [!] betraffen. Buchdruckerei Glarus 1800, S. 9 (Digitalisat).
15. ↑  Anna Göldis Arbeitgeber Johann Jakob Tschudi. Joachim Heer: Der Kanton Glarus unter der Helvetik. In: Jahrbuch des Historischen Vereins des Kantons Glarus. 6/1870, S. 13–67 (3. Zeitraum: 20. Mai bis Herbst 1799, e-periodica.ch), hier S. 24.
16. ↑  Im Helvetischen Archiv des Landesarchivs Glarus klafft von Mai bis Oktober 1799 eine Lücke.
17. ↑  Heinrich von Sybel: Geschichte der Revolutionszeit von 1789 bis 1800. 5. Band, Ebner & Seubert, Stuttgart 1879, S. 382 (Digitalisat).
18. ↑  Von Richterswil, ursprünglicher Name Konrad Hotz, jüngerer Bruder des Arztes Johannes Hotze, politischer Gegner seines Cousins Heinrich Pestalozzi.
19. ↑  Fred Heer: Ungebetene Gäste. Das Glarnerland als Kriegsschauplatz oder: Wie der Krieg in unser Land kam. In: Ungebetene Gäste – das Kriegsjahr 1799. (= Jahrbuch 97. Historischer Verein Kanton Glarus 2017). Küng Druck AG, Näfels 2017, ISBN 978-3-85546-328-2, S. 128–185, hier S. 182 (e-periodica.ch).
20. ↑  Otto Hartmann: Der Antheil der Russen am Feldzug von 1799 in der Schweiz. Ein Beitrag zur Geschichte dieses Feldzugs und zur Kritik seiner Geschichtschreiber. A. Munk, Zürich 1892, S. 23 f., 76–93 (Digitalisat).
21. ↑  Theodor von Bernhardi: Denkwürdigkeiten aus dem Leben des kaiserl. russ. Generals von der Infanterie Carl Friedrich Grafen von Toll. 2. Auflage. 1. Band, Otto Wigand, Leipzig 1865, S. 87–89 (Digitalisat); Otto Hartmann: Der Antheil der Russen am Feldzug von 1799 in der Schweiz. Ein Beitrag zur Geschichte dieses Feldzugs und zur Kritik seiner Geschichtschreiber. A. Munk, Zürich 1892, S. 112–123 (Digitalisat). Die russische Historienmalerei und das 12 m hohe Suworow-Denkmal in der Schöllenen spiegeln falsche Tatsachen vor.
22. ↑  Gaston Bodart (Hrsg.): Militär-historisches Kriegs-Lexikon (1618–1905). C. W. Stern, Wien/Leipzig 1908, S. 343 (Textarchiv – Internet Archive).
23. ↑  Dmitri Miliutin: Geschichte des Krieges Rußlands mit Frankreich unter der Regierung Kaiser Paul’s I. im Jahre 1799. Übersetzung Chr. Schmitt, 4. Band, 6. Theil, Jos. Lindauer, München 1857, S. 43 (Digitalisat).
24. ↑  Altdorf war am 4. April 1799 einem Brand zum Opfer gefallen.
25. ↑  George Sand (Pseudonym von Aurore Dupin): Histoire de ma vie. 2. Band, Michel Lévy frères, Paris 1856, S. 183 f. (gallica.bnf.fr); Otto Hartmann: Der Antheil der Russen am Feldzug von 1799 in der Schweiz. Ein Beitrag zur Geschichte dieses Feldzugs und zur Kritik seiner Geschichtschreiber. A. Munk, Zürich 1892, S. 144/Anm. 1 (Digitalisat); Jürg Stüssi-Lauterburg: Soult gegen Suworow 1799. 205. Neujahrsblatt der Feuerwerker-Gesellschaft (Artillerie-Kollegium) in Zürich auf das Jahr 2014. Beer, Zürich 2013, S. 54 f.
26. ↑  Gaston Bodart (Hrsg.): Militär-historisches Kriegs-Lexikon (1618–1905). C. W. Stern, Wien/Leipzig 1908, S. 344. (Textarchiv – Internet Archive).
27. ↑  Johann Konrad Escher, Paul Usteri (Hrsg.): Neues helvetisches Tagblatt. Bern, 14. Oktober 1799, S. 96 (e-periodica.ch). Zschokke war damals Regierungskommissär im Kanton Waldstätten.
28. ↑  Christopher Duffy: Eagles over the Alps. Suvorov in Italy and Switzerland, 1799. The Emperor’s Press, Chicago 1999, ISBN 1-883476-18-6, S. 18.
29. ↑  Glarner-Zeitung. Nr. 34, 3. Oktober 1799 (Landesarchiv des Kantons Glarus, PA 2.A 1:4), S. 141 f.
30. ↑  Anhöhe bei Riedern, auf der linken Seite des aus dem Klöntal in die Linth fliessenden Löntschs.
31. ↑  Gemäss Marcus Freuler: Kurze Geschichte des veränderten Schicksals und kriegrischer Auftritten, welche den alten Kanton Glarus vom Jahr 1798 bis 1801 [!] betraffen. Buchdruckerei Glarus 1800, S. 30 (Digitalisat), befand sich das grösste Russenlager von Infanterie und Kavallerie bei Riedern. Laut Joachim Heer: Der Kanton Glarus unter der Helvetik. In: Jahrbuch des Historischen Vereins des Kantons Glarus. 6/1870, S. 13–67 (3. Zeitraum: 20. Mai bis Herbst 1799, e-periodica.ch), hier S. 61 f., biwakierte die Vorhut unter Bagration nördlich von Näfels, «während die Hauptarmee Riedern und Glarus besetzte und auf der Durschen ein Lager aufschlug».
32. ↑  Offiziöses Organ der Helvetischen Republik.
33. ↑  Johann Konrad Escher, Paul Usteri (Hrsg.): Neues helvetisches Tagblatt. Bern, 30. Oktober 1799, S. 204 (e-periodica.ch).
34. ↑  Marcus Freuler: Kurze Geschichte des veränderten Schicksals und kriegrischer Auftritten, welche den alten Kanton Glarus vom Jahr 1798 bis 1801 [!] betraffen. Buchdruckerei Glarus 1800, S. 29 f., 42–48 (Digitalisat).
35. ↑  Der Herausgeber des Berichts stammte aus La Neuveville, das seit 1793 zu Frankreich gehörte.
36. ↑  Jean-Joseph Hisely (Hrsg.): Brief eines Verstorbenen, welcher sich den von Hrn. Prof. Monnard herausgegebenen (oder zum Druck beförderten) Denkwürdigkeiten des Generals v. Roverea anreihet. In: Bernhard Rudolf Fetscherin (Red.): Historische Zeitung. Herausgegeben von der schweizerischen geschichtforschenden Gesellschaft. 2. Jahrgang, Jent & Reinert, Bern 1854, Nr. 3 f., S. 19–25, hier S. 23 f. (digitale-sammlungen.de), im Original französisch.
37. ↑  Beat Glaus: Der Kanton Linth der Helvetik. Historischer Verein des Kantons Schwyz, Schwyz 2005, ISBN 3-033-00438-5, S. 45 f.
38. ↑  Halbbrigaden hiessen damals die Regimenter der französischen Infanterie. Sie bestanden jeweils aus drei Feldbataillonen und einem Garnisonsbataillon.
39. ↑  Beat Glaus: Der Kanton Linth der Helvetik. Historischer Verein des Kantons Schwyz, Schwyz 2005, ISBN 3-033-00438-5, S. 41 f.
40. ↑  Albert Maag, Markus Feldmann: Die 2. helvetische Halbbrigade im Kampf um den Linthübergang bei Näfels. (1. Oktober 1799.). In: Der «Schweizer Soldat». 3. Jahrgang, Nr. 4, 16. Februar 1928, S. 20–22 (e-periodica.ch); Fernando Bernoulli: Die helvetischen Halbbrigaden im Dienste Frankreichs 1798–1805. Diss. phil. I, Universität Bern. Huber & Co., Frauenfeld 1934, S. 74–77 inkl. Planskizze. Die Helvetische Republik hatte Frankreich erlaubt, sechs demi-brigades auxiliaires anzuwerben, von denen drei Anfang 1799 aufgelöst wurden, die restlichen 1805. Ministère de la défense […]: Inventaire des Archives de la guerre […]. Suisses au service de la France. XVIIe-XIXe siècles. Château de Vincennes 2000 (Digitalisat), S. XIII f.
41. ↑  Johannes Strickler (Hrsg.): Amtliche Sammlung der Acten aus der Zeit der Helvetischen Republik (1798–1803) […] Herausgegeben auf Anordnung der Bundesbehörden. 5. Band, Stämpfli & Cie., Bern 1895, S. 68 f. (Digitalisat).
42. ↑  Levi Feldtmann: Poetische Gedanken über die Kriegs-Vorfälle und politischen Veränderungen, welche sich im Kanton Glarus vom Jahr 1798. bis 1803. zugetragen. Ohne Ort [1810], S. 51–60 (Digitalisat).
43. ↑  Frieda Gallati: Glarus im Herbst 1799. In: Jahrbuch des Historischen Vereins des Kantons Glarus. 58/1958, S. 45–62, hier S. 54–57 (e-periodica.ch).
44. ↑  German Studer-Freuler (Hrsg.): Chronik der Familie des Balthasar Joseph Tschudi von Ennenda und seiner Frau Maria Magdalena Stählin von Netstal, begonnen am 20. Christmonat 1790, beendet nach 1802. In: Jahrbuch des Historischen Vereins des Kantons Glarus. 76/1996, S. 11–146, hier S. 112 f. (e-periodica.ch).
45. ↑  Hier irrt der Erzherzog, wie aus dem untenstehenden Bericht Molitors hervorgeht: Dessen Truppen blieben zum grösseren Teil auf der linken Seite der Linth.
46. ↑  Erzherzog Karl (anonym erschienen): Geschichte des Feldzuges von 1799 in Deutschland und in der Schweiz. 2. Theil, Anton Strauss, Wien 1819, S. 253 f. (Digitalisat).
47. ↑  Jomini schrieb irrtümlich «3. helvetische Halbbrigade».
48. ↑  Antoine-Henri Jomini: Histoire critique et militaire des guerres de la Révolution. Nouvelle édition, 12. Band, Campagne de 1799 – deuxième période. Anselin et Pochard, Paris 1822, S. 275–277 (Digitalisat), im Original französisch.
49. ↑  Jürg Stüssi-Lauterburg: Soult gegen Suworow 1799. 205. Neujahrsblatt der Feuerwerker-Gesellschaft (Artillerie-Kollegium) in Zürich auf das Jahr 2014. Beer, Zürich 2013, S. 53.
50. ↑  Ein Feldbataillon bestand aus acht Füsilierkompanien und einer Grenadierkompanie (Eliteeinheit).
51. ↑  1767 von Hans Ulrich Grubenmann errichtet. An den Brücken von Näfels, Netstal und Glarus hatte Molitor gemäss Fred Heer vor der Schlacht Schanzen aufwerfen lassen. Fred Heer: Ungebetene Gäste. Das Glarnerland als Kriegsschauplatz oder: Wie der Krieg in unser Land kam. In: Ungebetene Gäste – das Kriegsjahr 1799. (= Jahrbuch 97. Historischer Verein Kanton Glarus 2017). Küng Druck AG, Näfels 2017, ISBN 978-3-85546-328-2, S. 128–185, hier S. 142 f. (e-periodica.ch).
52. ↑  Koch, der Molitor sonst eng folgt, veränderte diesen Satz wie folgt: «An der Linth angelangt, stürzten sie sich auf die Brücke von Netstal und überquerten diese zusammen mit den Letzten der Nachhut, als der Einsturz erfolgte und die Kühnsten der Gnade der Republikaner auslieferte, die sie in den Fluss stürzten.» Jean Baptiste Frédéric Koch: Mémoires de Massena rédigés d’après les documents qu’il a laissés et sur ceux du Dépot de la guerre et du Dépot des fortifications. 3. Band, Paulin et Lechevalier, Paris 1849, S. 388 f. (Digitalisat), im Original französisch.
53. ↑  Marcus Freuler: Kurze Geschichte des veränderten Schicksals und kriegrischer Auftritten, welche den alten Kanton Glarus vom Jahr 1798 bis 1801 [!] betraffen. Buchdruckerei Glarus 1800, S. 11 (Digitalisat).
54. ↑  J. D. Fridolsheim. In: François Babié, Jacques Grasset Saint-Sauveur: Archives de l’honneur, ou Notices sur la vie militaire […]. 1. Band, Laurens aîné, Paris 1805, S. 137–141, hier S. 139 f. (Digitalisat).
55. ↑  Regiment von Generalmajor Niklaus Franz Bachmann von Näfels, Bataillon Glarus, Kompanien Lachen und Uznach. Anton Pestalozzi: Briefe an Lord Sheffield. Englische Kriegsberichte aus der Schweiz, Herbst 1799 (= Neujahrsblatt […] zum Besten der Waisenhäuser. 152. Stück). Beer AG, Zürich 1989, S. 30.
56. ↑  Gefecht bei Frauenfeld, Erste Schlacht bei Zürich, Gefecht bei Döttingen, Zweite Schlacht bei Zürich.
57. ↑  Bulletin officiel du Directoire Helvétique […]. Lausanne, 1799, 6. Sept., S. 44; 28. Sept., S. 186, 188; 1. Okt., S. 202 f.; 24. Okt., S. 348 (Digitalisat); Rapport fait par le général Massena, commandant en chef l’armée du Danube, au Directoire exécutif de la République française, sur les opérations de cette armée, du 3 au 18 vendémiaire an 8. J. Gratiot, Paris 1799/1800, S. 8 (Digitalisat); Antoine-Henri Jomini: Histoire critique et militaire des guerres de la Révolution. Nouvelle édition, 12. Band, Campagne de 1799 – deuxième période. Anselin et Pochard, Paris 1822, S. 255, 258 (Digitalisat); Anton von Tillier: Geschichte der helvetischen Republik, von ihrer Gründung im Frühjahr 1798 bis zu ihrer Auflösung im Frühjahr 1803, vorzüglich aus dem helvetischen Archiv und andern noch unbekannten handschriftlichen Quellen. 1. Band, Chr. Fischer, Bern 1843, S. 390 (Digitalisat); Johannes Strickler (Hrsg.): Amtliche Sammlung der Acten aus der Zeit der Helvetischen Republik […]. 4. Band, Karl Stämpfli & Cie., Bern 1892, S. 1537–1541 (Digitalisat); Yvo Pfyffer: Aus dem Kriegsjahr 1799. Der Versuch eines Aarüberganges bei Döttingen durch Erzherzog Karl. A. Doppler, Baden 1899, S. 12, 27 f. (Digitalisat); Fernando Bernoulli: Die helvetischen Halbbrigaden im Dienste Frankreichs 1798–1805. Diss. phil. I, Universität Bern. Huber & Co., Frauenfeld 1934, S. 69 f.; Ernst Herdi: Das Gefecht bei Frauenfeld und die Schweizersoldaten […]. In: Thurgauer Jahrbuch (Frauenfeld). 25/1950. S. 3–16 (e-periodica.ch).
58. ↑  Sie hatte am 19. Mai 1799 insgeesamt 90 Offiziere und 643 Mann gezählt. Albert Maag, Markus Feldmann: Die 2. helvetische Halbbrigade im Kampf um den Linthübergang bei Näfels. (1. Oktober 1799.) […] In: Der «Schweizer Soldat». 3. Jahrgang, Nr. 4, 16. Februar 1928, S. 20–22 (e-periodica.ch), hier S. 21.
59. ↑  État des officiers […] dans les VI demi-brigades auxiliaires de la République Française[…]. X. Meyer & Compagnie, Lucerne [1799] (Digitalisat), S. 7; Leonard Meister, Wilhelm Hofmeister: Helvetischer Staats-Almanach auf das Jahr 1800. Gruner und Geßner, Nationalbuchdrucker, Bern (Digitalisat), S. 112; Guillaume Hoffmeister: Almanach national-helvétique, pour l’an MDCCCI. Hignou et Comp., Lausanne 1801, S. 105 (Digitalisat); Albert Maag: Die Schicksale der Schweizer-Regimenter in Napoleons I. Feldzug nach Russland 1812. Ernst Kuhn, Biel 1890 (e-rara.ch), S. 170 f., 226 f.
60. ↑  Fernando Bernoulli: Die helvetischen Halbbrigaden im Dienste Frankreichs 1798–1805. Diss. phil. I, Universität Bern. Huber & Co., Frauenfeld 1934, S. 76 f., 115.
61. ↑  Otto Hartmann: Der Antheil der Russen am Feldzug von 1799 in der Schweiz. Ein Beitrag zur Geschichte dieses Feldzugs und zur Kritik seiner Geschichtschreiber. A. Munk, Zürich 1892, S. 152 (Digitalisat), behauptete zu Unrecht, Molitor habe diese Tatsache verschwiegen.
62. ↑  Zu Grenadierbataillonen wurden fallweise die Grenadierkompanien mehrerer Halbbrigaden zusammengezogen.
63. ↑  Armée du Danube. Campagne des années VII et VIII (1799) en Suisse. Rapport des opérations de la brigade du général Molitor, détachée dans les cantons de Schweiz et de Glaris (1). In: Le Spectateur militaire […] (Paris). 15. Mai 1831, S. 108–132, hier S. 125–130 (Digitalisat), im Original französisch.
64. ↑  Bulletin officiel du Directoire Helvétique et des autorités du Canton du Léman. Lausanne, 20. September 1799, S. 130 f. (Digitalisat).
65. ↑  Gazette nationale ou le Moniteur universel. Paris, 1799, 27. Sept., S. 13; 15. Oktober, S. 86 (retronews.fr); Johannes Strickler (Hrsg.): Actensammlung aus der Zeit der Helvetischen Republik|Amtliche Sammlung der Acten aus der Zeit der Helvetischen Republik (1798–1803) […] Herausgegeben auf Anordnung der Bundesbehörden. 5. Band, Stämpfli & Cie., Bern 1895, S. 69 f. (Digitalisat).
66. ↑  Carl von Clausewitz: Die Feldzüge von 1799 in Italien und der Schweiz. 2. Theil (= Hinterlassene Werke [hrsg. v. Marie von Clausewitz]. 6. Band). Ferdinand Dümmler, Berlin 1834, S. 202 (Digitalisat).
67. ↑  William Wickham [Enkel] (Hrsg.): The Correspondence of the Right Honourable William Wickham from the Year 1794. Band 2, Richard Bentley, London 1870, S. 272 f., 285 (Digitalisat); Arthur Chuquet (Hrsg.): Un portrait inédit de Souvorov. In: Feuilles d’Histoire du XVIIe au XXe siècle. 1. Jahrgang, 1. Band, Paris 1909, S. 258–260, hier S. 258 (Digitalisat); Anton Pestalozzi: Briefe an Lord Sheffield. Englische Kriegsberichte aus der Schweiz, Herbst 1799 (= Neujahrsblatt […] zum Besten der Waisenhäuser. 152. Stück). Beer AG, Zürich 1989, S. 75 f.
68. ↑  Édouard Gachot: Histoire militaire de Masséna. La campagne d’Helvétie (1799). Perrin & Cie, Paris 1904, S. 404 f. (Digitalisat).
69. ↑  Otto Hartmann: Der Antheil der Russen am Feldzug von 1799 in der Schweiz. Ein Beitrag zur Geschichte dieses Feldzugs und zur Kritik seiner Geschichtschreiber. A. Munk, Zürich 1892, S. 159 (Digitalisat).
70. ↑  Dmitri Miliutin: Geschichte des Krieges Rußlands mit Frankreich unter der Regierung Kaiser Paul’s I. im Jahre 1799. Übersetzung Chr. Schmitt, 4. Band, 6. Theil, Jos. Lindauer, München 1857, S. 284 f. (Digitalisat).
71. ↑  François Louis Dedon-Duclos: Relation détaillée du passage de la Limat, effectué le 3 vendémiaire an 8 […] Cet ouvrage contient une notice historique de toutes les opérations militaires des armées du Danube et du Rhin […]. Didot jeune, Paris an 9 (1801), S. 126 f. (Digitalisat). Dedon hatte die Überquerung der Limmat bei Dietikon geleitet, die Massenas Sieg bei Zürich ermöglichte.
72. ↑  Ferdinand IV. und Karl Emanuel IV.
73. ↑  General der Kavallerie, Befehlshaber der Hauptmacht und Stellvertreter Suworows, der sich bei Derfeldens Korps befand.
74. ↑  Georg Fuchs (Hrsg.): Correspondenz des Kais. Russ. Generalissimus, Fürsten Italiisky Grafen Alexander Wassiljewitsch Suworoff-Rimniksky über die Russisch-Oestreichische Kampagne im Jahre 1799. […] Aus dem Russischen übersetzt von Einem Preussischen Officier. 2. Theil, Carl Heymann, Glogau/Leipzig 1835, S. 204–207 (Digitalisat).
75. ↑  Christopher Duffy: Eagles over the Alps. Suvorov in Italy and Switzerland, 1799. The Emperor’s Press, Chicago 1999, ISBN 1-883476-18-6, S. 257.
76. ↑  Georg Fuchs (Hrsg.): Correspondenz des Kais. Russ. Generalissimus, Fürsten Italiisky Grafen Alexander Wassiljewitsch Suworoff-Rimniksky über die Russisch-Oestreichische Kampagne im Jahre 1799. […] Aus dem Russischen übersetzt von Einem Preussischen Officier. 2. Theil, Carl Heymann, Glogau/Leipzig 1835, S. 223 (Digitalisat).
77. ↑  Beschluß der AmtsBerichte des Fürsten Suworow über seinen Feldzug in der Schweiz. In: Ludwig Ferdinand Huber (Red.): Allgemeine Zeitung. Stuttgart, 26. Dez. 1799, S. 1593 (Digitalisat).
78. ↑  Otto Hartmann: Der Antheil der Russen am Feldzug von 1799 in der Schweiz. Ein Beitrag zur Geschichte dieses Feldzugs und zur Kritik seiner Geschichtschreiber. A. Munk, Zürich 1892, S. 150 ff. (Digitalisat).
79. ↑  Ein Sohn von Feldmarschall Michail Kamenski.
80. ↑  Dmitri Miliutin: Geschichte des Krieges Rußlands mit Frankreich unter der Regierung Kaiser Paul’s I. im Jahre 1799. Übersetzung Chr. Schmitt, 4. Band, 6. Theil, Jos. Lindauer, München 1857, S. 116 (Digitalisat).
81. ↑  Jürg Stüssi-Lauterburg, Elena M. Tarkhanowa et al. (Hrsg.): Mit Suworow in der Schweiz. Das Tagebuch des Hauptmanns Nikolaj A. Grjazew vom russischen Alpenfeldzug des Jahres 1799 […]. Merker im Effingerhof, Lenzburg 2013, ISBN 978-3-85648-146-9, S. 128, 164–166, 199.
82. ↑  Dmitri Miliutin: Geschichte des Krieges Rußlands mit Frankreich unter der Regierung Kaiser Paul’s I. im Jahre 1799. Übersetzung Chr. Schmitt, 4. Band, 6. Theil, Jos. Lindauer, München 1857, S. 117 f. (Digitalisat).
83. ↑  Andreas Bräm: Glarus Nord (= Die Kunstdenkmäler des Kantons Glarus. Band 2). Gesellschaft für Schweizerische Kunstgeschichte GSK, Bern 2017 (gsk.ch, PDF), S. 153, 165 f.
84. ↑  Jürg Stüssi-Lauterburg et al., Elena M. Tarkhanowa et al. (Hrsg.): Mit Suworow in der Schweiz. Das Tagebuch des Hauptmanns Nikolaj A. Grjazew vom russischen Alpenfeldzug des Jahres 1799 […]. Merker im Effingerhof, Lenzburg 2013, ISBN 978-3-85648-146-9, S. 166.
85. ↑  Dmitri Miliutin: Geschichte des Krieges Rußlands mit Frankreich unter der Regierung Kaiser Paul’s I. im Jahre 1799. Übersetzung Chr. Schmitt, 4. Band, 6. Theil, Jos. Lindauer, München 1857, S. 118 (Digitalisat).
86. ↑  Christopher Duffy: Eagles over the Alps. Suvorov in Italy and Switzerland, 1799. The Emperor’s Press, Chicago 1999, ISBN 1-883476-18-6, S. 238.
87. ↑  Neben der Rettung der französischen Artillerie durch chasseurs à cheval scheint dies bei Näfels der einzige Einsatz von Kavallerie gewesen zu sein.
88. ↑  Dmitri Miliutin: Geschichte des Krieges Rußlands mit Frankreich unter der Regierung Kaiser Paul’s I. im Jahre 1799. Übersetzung Chr. Schmitt, 4. Band, 6. Theil, Jos. Lindauer, München 1857, S. 118 f. (Digitalisat).
89. ↑  Jürg Stüssi-Lauterburg, Elena M. Tarkhanowa et al. (Hrsg.): Mit Suworow in der Schweiz. Das Tagebuch des Hauptmanns Nikolaj A. Grjazew vom russischen Alpenfeldzug des Jahres 1799 […]. Merker im Effingerhof, Lenzburg 2013, ISBN 978-3-85648-146-9, S. 167.
90. ↑  Mit Blick auf Mollis und Kerenzerbergstrasse. Ursprünglich an der Strasse gelegen. Grundstück von massiver Steinmauer umgeben. Im Besitz des neapolitanischen Generalleutnants und ehemaligen Glarner Landammanns Fridolin Joseph Tschudi (1741–1803). (Im sogenannten Suworowhaus in Riedern hat Suworow nie übernachtet, weshalb eine dort angebrachte Gedenktafel entfernt wurde.)
91. ↑  Mémoires du maréchal-général Soult, duc de Dalmatie, publiés de son fils. 1. Teil, 2. Band, Amyot, Paris 1854, S. 321 f. (gallica.bnf.fr).
92. ↑  Rapport fait par le général Massena, commandant en chef l’armée du Danube, au directoire exécutif de la république française, sur les opérations de cette armée, du 3 au 18 vendemiaire an 8. In: Gazette nationale ou le Moniteur universel. Paris, 30. Oktober.–6. November 1799, hier: 4. November 1799, S. 166 (retronews.fr). In den russischen Quellen ist gemäss Dmitri Miliutin: Geschichte des Krieges Rußlands mit Frankreich unter der Regierung Kaiser Paul’s I. im Jahre 1799. Übersetzung Chr. Schmitt, 4. Band, 6. Theil, Jos. Lindauer, München 1857, S. 242 (Digitalisat), nichts davon zu finden.
93. ↑  Rapport fait par le général Massena, commandant en chef l’armée du Danube, au directoire exécutif de la république française, sur les opérations de cette armée, du 3 au 18 vendemiaire an 8. In: Gazette nationale ou le Moniteur universel. Paris, 30. Okt.–6. Nov. 1799, hier: 5. Nov. 1799, S. 170 (retronews.fr).
94. ↑  Reinhold Günther: Der Feldzug der Division Lecourbe im Schweizerischen Hochgebirge 1799. J. Huber, Frauenfeld 1896, S. 173 (Digitalisat).
95. ↑  Zweitgeborener Sohn Kaiser Pauls I.
96. ↑  Dmitri Miliutin: Geschichte des Krieges Rußlands mit Frankreich unter der Regierung Kaiser Paul’s I. im Jahre 1799. Übersetzung Chr. Schmitt, 4. Band, 6. Theil, Jos. Lindauer, München 1857, S. 119, 122, 283 f., 373 f. (Digitalisat).
97. ↑  Herausgeber Winkelmann änderte Waasen irrtümlich in Riedern.
98. ↑  Eduard Winkelmann (Hrsg.): Suworow’s Feldzug in Italien und der Schweiz. Aus den Aufzeichnungen eines Augenzeugen (Paul Tiesenhausen). In: Baltische Monatsschrift. 13. Band, Riga 1866, S. 242–259, hier S. 257 f. (Digitalisat).
99. ↑  Jürg Stüssi-Lauterburg et al., Elena M. Tarkhanowa et al. (Hrsg.): Mit Suworow in der Schweiz. Das Tagebuch des Hauptmanns Nikolaj A. Grjazew vom russischen Alpenfeldzug des Jahres 1799 […]. Merker im Effingerhof, Lenzburg 2013, ISBN 978-3-85648-146-9, S. 168 f.
100. ↑  Carl von Clausewitz: Die Feldzüge von 1799 in Italien und der Schweiz. 2. Theil (= Hinterlassene Werke [hrsg. v. Marie von Clausewitz]. 6. Band). Ferdinand Dümmler, Berlin 1834, S. 216 (Digitalisat).
101. ↑  Hermann Hüffer (Hrsg.): Quellen zur Geschichte der Kriege von 1799 und 1800. Aus den Sammlungen des k. und k. Kriegsarchivs, des Haus-, Hof- und Staatsarchivs und des Archivs des Erzherzogs Albrecht in Wien. 1. Band, B. G. Teubner, Leipzig 1900, S. 394 (Textarchiv – Internet Archive).
102. ↑  Rapport fait par le général Massena, commandant en chef l’armée du Danube, au directoire exécutif de la république française, sur les opérations de cette armée, du 3 au 18 vendemiaire an 8. In: Gazette nationale ou le Moniteur universel. Paris, 30. Oktober–6. November 1799, hier: 5. November 1799, S. 170 (retronews.fr).
103. ↑  George Sand (Pseudonym von Aurore Dupin): Histoire de ma vie. 2. Band, Michel Lévy frères, Paris 1856, S. 175 (gallica.bnf.fr).
104. ↑  Tadeusz Kościuszko: Notices sur les Russes. In: Hermann Hüffer (Hrsg.): Quellen zur Geschichte der Kriege von 1799 und 1800. Aus den Sammlungen des k. und k. Kriegsarchivs, des Haus-, Hof- und Staatsarchivs und des Archivs des Erzherzogs Albrecht in Wien. 1. Band, B. G. Teubner, Leipzig 1900, S. 143–146 (Textarchiv – Internet Archive), im Original französisch.
105. ↑  Lecourbe zog den helvetischen Bergdirektor Gruner als geologischen Berater bei. Johann Samuel von Gruner: Verhältnis der Geognosie zur Kriegs-Wissenschaft, eine Skizze. In: Neue Jarbücher der Berg- und Hüttenkunde. 6. Band, 2. Lieferung, Nürnberg 1826, S. 187–233, hier S. 189, 227, 231 (digitale-sammlungen.de).
106. ↑  Wilhelm Meyer: Die Schlacht bei Zürich am 25. und 26. September 1799. F. Schultheß, Zürich 1886, S. 4, 7–9, 11–13, 22 f. (e-rara.ch). Ergänzende Angaben über die Österreicher bei M.: Zum Verständnis der Kriegsgeschichte von 1799: der Soldat in den Heeren der auf Schweizerboden kämpfenden Armeen. In: Allgemeine schweizerische Militärzeitung. 19. Juni 1915, S. 214–217; 3. Juli 1915, S. 234–236 (e-periodica.ch).
107. ↑  Anton Pestalozzi: Briefe an Lord Sheffield. Englische Kriegsberichte aus der Schweiz, Herbst 1799 (= Neujahrsblatt […] zum Besten der Waisenhäuser. 152. Stück). Beer AG, Zürich 1989, S. 79, 81, 85, 87 f.
108. ↑  Antoine-Henri Jomini: Histoire critique et militaire des guerres de la Révolution. Nouvelle édition, 12. Band: Campagne de 1799 – deuxième période. Anselin et Pochard, Paris 1822, S. 466 (Digitalisat), im Original französisch.
109. ↑  Torsten Verhülsdonk, Carl Schulze: Napoleonische Kriege. Einheiten – Uniformen – Ausrüstung. VS-Books, Herne 1996, ISBN 3-932077-00-8, S. 68 f.
110. ↑  Boris Bouget: Un débat méconnu au XVIIIe siècle, l’armement des officiers et des bas-officiers d’infanterie. In: Guy Saupin, Éric Schnakenbourg (Hrsg.): Expériences de la guerre, pratiques de la paix. Hommages à Jean-Pierre Bois. Presses universitaires de Rennes 2013, S. 81–96 (books.openedition.org).
111. ↑  Wilhelm Meyer: Die Schlacht bei Zürich am 25. und 26. September 1799. F. Schultheß, Zürich 1886, S. 11–13 (e-rara.ch).
112. ↑  Alphons Pfyffer (Hrsg.): Der Freyheitsfreund oder das alte helvetische Tagblatt. Luzern, 7. Okt. 1799, S. 35 (Digitalisat).
113. ↑  Wilhelm Meyer: Die Schlacht bei Zürich am 25. und 26. September 1799. F. Schultheß, Zürich 1886, S. 15 (e-rara.ch).
114. ↑  Anton Pestalozzi: Briefe an Lord Sheffield. Englische Kriegsberichte aus der Schweiz, Herbst 1799 (= Neujahrsblatt […] zum Besten der Waisenhäuser. 152. Stück). Beer AG, Zürich 1989, S. 100, 104.
115. ↑  Die französische Halbbrigade verfügte über eine Drei- und eine Vierpfünderkanone, die Divisionsartillerie über Achtpfünderkanonen und Sechszollhaubitzen. Die Geschütze waren leichter und mobiler als jene der anderen Armeen und wie die Munition und die Munitionswagen standardisiert. Video: Le système Gribeauval ou l'excellence de l'artillerie française (youtube.com), englisch untertitelt.
116. ↑  Wilhelm Meyer: Die Schlacht bei Zürich am 25. und 26. September 1799. F. Schultheß, Zürich 1886, S. 5–7, 11–14 (e-rara.ch).
117. ↑  1. helvetische Legion bzw. nach der Schlacht bei Näfels gebildete sechs Infanteriebataillone.
118. ↑  État des officiers […] dans les VI demi-brigades auxiliaires de la République Française. État des officiers composant la première Légion Helvétique. X. Meyer & Compagnie, Lucerne [1799] (Digitalisat); Leonard Meister, Wilhelm Hofmeister: Helvetischer Staats-Almanach auf das Jahr 1800. Gruner und Geßner, Nationalbuchdrucker, Bern, S. 103–114 (Digitalisat); Guillaume Hoffmeister: Almanach national-helvétique, pour l’an MDCCCI. Hignou et Comp., Lausanne 1801, S. 103–122 (Digitalisat); Fernando Bernoulli: Die helvetischen Halbbrigaden im Dienste Frankreichs 1798–1805. Diss. phil. I, Universität Bern. Huber & Co., Frauenfeld 1934, S. 53 f., 77, 115–117.
119. ↑  Christopher Duffy: Eagles over the Alps. Suvorov in Italy and Switzerland, 1799. The Emperor’s Press, Chicago 1999, ISBN 1-883476-18-6, S. 189.
120. ↑  Jürg Stüssi-Lauterburg, Elena M. Tarkhanowa et al. (Hrsg.): Mit Suworow in der Schweiz. Das Tagebuch des Hauptmanns Nikolaj A. Grjazew vom russischen Alpenfeldzug des Jahres 1799 […]. Merker im Effingerhof, Lenzburg 2013, ISBN 978-3-85648-146-9, S. 9, 142 f.
121. ↑  Eduard Haug (Hrsg.): Der Briefwechsel der Brüder J. Georg Müller und Joh. v. Müller. 1. Halbband, J. Huber, Frauenfeld 1891, S. 200, 209 (Digitalisat).
122. ↑  David Hess: Die Tage des Schreckens. In: Jakob Baechtold (Hrsg.): Joh. Caspar Schweizer. Ein Charakterbild aus dem Zeitalter der französischen Revolution. Wilhelm Hertz, Berlin 1884, S. XLIV–LXIII, hier S. XLVIII, LVIII f. (Textarchiv – Internet Archive).
123. ↑  Johannes Strickler (Hrsg.): Actensammlung aus der Zeit der Helvetischen Republik|Amtliche Sammlung der Acten aus der Zeit der Helvetischen Republik (1798–1803) […] Herausgegeben auf Anordnung der Bundesbehörden. 5. Band, Stämpfli & Cie., Bern 1895, S. 70 (Digitalisat).
124. ↑  Einquartierung in der Stadt (Digitalisat auf Commons), Einquartierung suf dem Lande (Digitalisat auf Commons).
125. ↑  Hermann Hüffer (Hrsg.): Quellen zur Geschichte der Kriege von 1799 und 1800. Aus den Sammlungen des k. und k. Kriegsarchivs, des Haus-, Hof- und Staatsarchivs und des Archivs des Erzherzogs Albrecht in Wien. 1. Band, B. G. Teubner, Leipzig 1900, S. 46 (Textarchiv – Internet Archive).
126. ↑  Armée du Danube. Campagne des années VII et VIII (1799) en Suisse. Rapport des opérations de la brigade du général Molitor, détachée dans les cantons de Schweiz et de Glaris (1). In: Le Spectateur militaire […] (Paris). 15. Mai 1831, S. 108–132, hier S. 125, 129 (Digitalisat).
127. ↑  Jean Baptiste Frédéric Koch: Mémoires de Massena rédigés d’après les documents qu’il a laissés et sur ceux du Dépot de la guerre et du Dépot des fortifications. 3. Band, Paulin et Lechevalier, Paris 1849, S. 390 (Digitalisat).
128. ↑  Jürg Stüssi-Lauterburg, Elena M. Tarkhanowa et al. (Hrsg.): Mit Suworow in der Schweiz. Das Tagebuch des Hauptmanns Nikolaj A. Grjazew vom russischen Alpenfeldzug des Jahres 1799 […]. Merker im Effingerhof, Lenzburg 2013, ISBN 978-3-85648-146-9, S. 168.
129. ↑  Rudolf Reding-Biberegg: Der Zug Suworoff’s durch die Schweiz, 24. Herbst- bis 10. Weinmonat 1799 (= Der Geschichtsfreund. Mitteilungen des historischen Vereins der fünf Orte Luzern, Ury, Schwyz, Unterwalden und Zug. 50. Band). Hans von Matt, Stans 1895, S. 124–127 (e-periodica.ch).
130. ↑  Carl von Clausewitz: Die Feldzüge von 1799 in Italien und der Schweiz. 2. Theil (= Hinterlassene Werke [hrsg. v. Marie von Clausewitz]. 6. Band). Ferdinand Dümmler, Berlin 1834, S. 206 (Digitalisat).
131. ↑  Die drei Bataillone der 84. Halbbrigade (1840 Mann), die drei Bataillone der 44. Halbbrigade (2003 Mann), das 3. Bataillon der 36. Halbbrigade (ca. 750 Mann), das 1. Bataillon der 25. leichten Halbbrigade (ca. 900 Mann), ein Bataillon Grenadiere (in den obigen Zahlen enthalten), die 2. helvetische Halbbrigade (541 Mann), das 10. Regiment Chasseurs à cheval (521 Mann) und einige Geschütze (Bestände vom 12. Oktober).
132. ↑  Louis Hennequin: Zürich. Masséna en Suisse. Messidor an VII–Brumaire an VIII (Juillet–Octobre 1799). Publié sous la direction de la Section historique de l’État-major de l’armée. Librairie militaire Berger-Levrault, Paris/Nancy 1911, S. 377 (gallica.bnf.fr).
133. ↑  Armée du Danube. Campagne des années VII et VIII (1799) en Suisse. Rapport des opérations de la brigade du général Molitor, détachée dans les cantons de Schweiz et de Glaris (1). In: Le Spectateur militaire […] (Paris). 15. Mai 1831, S. 108–132, hier S. 125, 129 (Digitalisat). Jean Baptiste Frédéric Koch: Mémoires de Massena rédigés d’après les documents qu’il a laissés et sur ceux du Dépot de la guerre et du Dépot des fortifications. 3. Band, Paulin et Lechevalier, Paris 1849, S. 390 (Digitalisat), übernahm diese Angaben.
134. ↑  Gaston Bodart (Hrsg.): Militär-historisches Kriegs-Lexikon (1618–1905). C. W. Stern, Wien/Leipzig 1908, S. 336, 343 f. (Textarchiv – Internet Archive).
135. ↑  Steven T. Ross: The A to Z of the Wars of the French Revolution. Scarecrow Press, Lanham, Maryland 2010, ISBN 978-1-4616-7238-8, S. 20, 36 (Digitalisat).
136. ↑  Fred Heer: Ungebetene Gäste. Das Glarnerland als Kriegsschauplatz oder: Wie der Krieg in unser Land kam. In: Ungebetene Gäste – das Kriegsjahr 1799. (= Jahrbuch 97. Historischer Verein Kanton Glarus 2017). Küng Druck AG, Näfels 2017, ISBN 978-3-85546-328-2, S. 128–185, hier S. 130–142 (e-periodica.ch).
137. ↑  Armée du Danube. Campagne des années VII et VIII (1799) en Suisse. Rapport des opérations de la brigade du général Molitor, détachée dans les cantons de Schweiz et de Glaris (1). In: Le Spectateur militaire […] (Paris). 15. Mai 1831, S. 108–132, hier S. 128 (Digitalisat).
138. ↑  Bulletin officiel du Directoire Helvétique et des autorités du Canton du Léman. Lausanne, 13. Oktober 1799, S. 283 (Digitalisat).
139. ↑  Reinhold Günther: Der Feldzug der Division Lecourbe im Schweizerischen Hochgebirge 1799. J. Huber, Frauenfeld 1896, S. 174 (Digitalisat).
140. ↑  Albert Maag, Markus Feldmann: Die 2. helvetische Halbbrigade im Kampf um den Linthübergang bei Näfels. (1. Oktober 1799.). In: Der «Schweizer Soldat». 3. Jahrgang, Nr. 4, 16. Februar 1928, S. 20–22, hier S. 22 (e-periodica.ch).
141. ↑  AmtsBerichte des Fürsten Suworow über seinen Feldzug in der Schweiz. In: Ludwig Ferdinand Huber (Red.): Allgemeine Zeitung. Stuttgart, 17.–26. Dez. 1799; hier: 25. Dezember 1799, S. 1585 (Digitalisat); Alexander Mikaberidze: «The Lion of the Russian Army:» Life and Military Career of General Prince Peter Bagration 1765–1812. Diss. phil., Florida State University, 2003 (yumpu.com), S. 159.
142. ↑  Bulletin officiel du Directoire Helvétique et des autorités du Canton du Léman. Lausanne, 16. Oktober 1799, S. 299 (Digitalisat); Gazette nationale ou le Moniteur universel. Paris, 21. Oktober 1799, S. 109 (retronews.fr)
143. ↑  Jules Nollet-Fabert: Le maréchal Molitor, 1770–1849. Extrait de la Lorraine militaire, galerie historique. Selbstverlag, Nancy 1851, S. 6 (gallica.bnf.fr).
144. ↑  Bulletin officiel du Directoire Helvétique et des autorités du Canton du Léman. Lausanne, 11. Oktober 1799, S. 264; 17. Oktober 1799, S. 307 f. (Digitalisat).
145. ↑  Louis Hennequin: Zürich. Masséna en Suisse. Messidor an VII–Brumaire an VIII (Juillet–Octobre 1799). Publié sous la direction de la Section historique de l’État-major de l’armée. Librairie militaire Berger-Levrault, Paris/Nancy 1911, S. 383 (gallica.bnf.fr).
146. ↑  Vollziehungsdirektorium der Französischen Republik.
147. ↑  Armée du Danube. Campagne des années VII et VIII (1799) en Suisse. Rapport des opérations de la brigade du général Molitor, détachée dans les cantons de Schweiz et de Glaris (1). In: Le Spectateur militaire […] (Paris). 15. Mai 1831, S. 109–132, hier S. 132 (Digitalisat).
148. ↑  Carl von Clausewitz: Die Feldzüge von 1799 in Italien und der Schweiz. 2. Theil (= Hinterlassene Werke [hrsg. v. Marie von Clausewitz]. 6. Band). Ferdinand Dümmler, Berlin 1834, S. 202 f. (Digitalisat).
149. ↑  Antoine-Henri Jomini: Histoire critique et militaire des guerres de la Révolution. Nouvelle édition, 12. Band, Campagne de 1799 – deuxième période. Anselin et Pochard, Paris 1822, S. 275 (Digitalisat).
150. ↑  William Wickham [Enkel] (Hrsg.): The Correspondence of the Right Honourable William Wickham from the Year 1794. Band 2, Richard Bentley, London 1870, S. 258 f., 285, 340 (Digitalisat), im Original englisch; Hermann Hüffer (Hrsg.): Quellen zur Geschichte der Kriege von 1799 und 1800. Aus den Sammlungen des k. und k. Kriegsarchivs, des Haus-, Hof- und Staatsarchivs und des Archivs des Erzherzogs Albrecht in Wien. 1. Band, B. G. Teubner, Leipzig 1900, S. 46, 63, 87 f., 90 (Textarchiv – Internet Archive).
151. ↑  The Countess of Minto: Life and Letters of Sir Gilbert Elliot First Earl of Minto […] edited by his Great-niece. Band 3, Longmans, Green, and Co., London 1874, S. 107, 109 (Digitalisat), im Original englisch; Hermann Hüffer (Hrsg.): Quellen zur Geschichte der Kriege von 1799 und 1800. Aus den Sammlungen des k. und k. Kriegsarchivs, des Haus-, Hof- und Staatsarchivs und des Archivs des Erzherzogs Albrecht in Wien. 1. Band, B. G. Teubner, Leipzig 1900, S. 93 f. (Textarchiv – Internet Archive).
152. ↑  Arthur Chuquet (Hrsg.): Un portrait inédit de Souvorov. In: Feuilles d’Histoire du XVIIe au XXe siècle. 1. Jahrgang, 1. Band, Paris 1909, S. 258–260 (Digitalisat).
153. ↑  Hermann Hüffer (Hrsg.): Quellen zur Geschichte der Kriege von 1799 und 1800. Aus den Sammlungen des k. und k. Kriegsarchivs, des Haus-, Hof- und Staatsarchivs und des Archivs des Erzherzogs Albrecht in Wien. 1. Band, B. G. Teubner, Leipzig 1900, S. 46 f. (Textarchiv – Internet Archive).
154. ↑  Hermann Hüffer (Hrsg.): Quellen zur Geschichte der Kriege von 1799 und 1800. Aus den Sammlungen des k. und k. Kriegsarchivs, des Haus-, Hof- und Staatsarchivs und des Archivs des Erzherzogs Albrecht in Wien. 1. Band, B. G. Teubner, Leipzig 1900, S. 63. (Textarchiv – Internet Archive).
155. ↑  Christopher Duffy: Eagles over the Alps. Suvorov in Italy and Switzerland, 1799. The Emperor’s Press, Chicago 1999, ISBN 1-883476-18-6, S. 256.
156. ↑  Fred Heer: Ungebetene Gäste. Das Glarnerland als Kriegsschauplatz oder: Wie der Krieg in unser Land kam. In: Ungebetene Gäste – das Kriegsjahr 1799. (= Jahrbuch 97. Historischer Verein Kanton Glarus 2017). Küng Druck AG, Näfels 2017, ISBN 978-3-85546-328-2, S. 128–185, hier S. 155–158, 181 (e-periodica.ch).
157. ↑  Alexander Statiev: The Alpine Campaign of 1799 as a Stepping Stone to a Doctrine of Mountain Warfare. In: Tallinn University Press (Hrsg.): Estonian Yearbook of Military History. 9, Nr. 15, 2019, doi:10.22601/SAA.2019.08.02, S. 29–65, hier S. 54, im Original englisch.
158. ↑  Carl von Clausewitz: Die Feldzüge von 1799 in Italien und der Schweiz. 2. Theil (= Hinterlassene Werke [hrsg. v. Marie von Clausewitz]. 6. Band). Ferdinand Dümmler, Berlin 1834, S. 251 f. (Digitalisat).
159. ↑  Carl von Clausewitz: Die Feldzüge von 1799 in Italien und der Schweiz. 2. Theil (= Hinterlassene Werke [hrsg. v. Marie von Clausewitz]. 6. Band). Ferdinand Dümmler, Berlin 1834, S. 381 (Digitalisat).
160. ↑  Anton Pestalozzi: Briefe an Lord Sheffield. Englische Kriegsberichte aus der Schweiz, Herbst 1799 (= Neujahrsblatt […] zum Besten der Waisenhäuser. 152. Stück). Beer AG, Zürich 1989, S. 79, 89.
161. ↑  William Wickham [Enkel] (Hrsg.): The Correspondence of the Right Honourable William Wickham from the Year 1794. Band 2, Richard Bentley, London 1870, S. 284 (Digitalisat).
162. ↑  Beim Einmarsch der Franzosen im August 1799.
163. ↑  Weinfelden, 12. Oktober 1799. George Sand (Pseudonym von Aurore Dupin): Histoire de ma vie. 2. Band, Michel Lévy frères, Paris 1856, S. 179 (gallica.bnf.fr).
164. ↑  Glarus, 15. Oktober 1799 (Landesarchiv des Kantons Glarus, PA 2.A 1:4).
165. ↑  Martin Schuler: Volkszählungen in der Schweiz vor 1850. Die Bevölkerungszahlen auf lokaler Ebene. Bundesamt für Statistik, Neuchâtel 2023, S. 157 f.
166. ↑  Johann Konrad Escher, Paul Usteri (Hrsg.): Neues helvetisches Tagblatt. Bern, 30. Oktober 1799, S. 204 (e-periodica.ch).
167. ↑  Joachim Heer: Der Kanton Glarus unter der Helvetik. In: Jahrbuch des Historischen Vereins des Kantons Glarus. 8/1872, S. 28–112 (3. Zeitraum: Herbst 1799 bis August 1802, e-periodica.ch), hier S. 30.
168. ↑  Molitor an Unterstatthalter Johann Peter Zwicky, Glarus, 18. November 1799 (Landesarchiv des Kantons Glarus, PA 2.A 1:4).
169. ↑  Glarner-Zeitung (Beilage des Wochenblatts für den Kanton Linth). Nr. 39, 7. Dezember 1799 (Landesarchiv des Kantons Glarus, PA 2.A 1:4), S. 160 f.
170. ↑  Joachim Heer: Der Kanton Glarus unter der Helvetik. In: Jahrbuch des Historischen Vereins des Kantons Glarus. 8/1872, S. 28–112 (3. Zeitraum: Herbst 1799 bis August 1802, e-periodica.ch), hier S. 33.
171. ↑  Wochenblatt für den Kanton Linth. Glarus, 12. Dezember 1799 (Landesarchiv des Kantons Glarus, PA 2.A 1:4.)
172. ↑  Joachim Heer: Der Kanton Glarus unter der Helvetik. In: Jahrbuch des Historischen Vereins des Kantons Glarus. 6/1870, S. 13–67 (3. Zeitraum: 20. Mai bis Herbst 1799), hier S. 34–36 (e-periodica.ch).
173. ↑  Heinrich Zschokke: Historische Denkwürdigkeiten der helvetischen Staatsumwälzung. 3. Band. Steiner, Winterthur 1805, S. 274 f. (Digitalisat).
174. ↑  Joachim Heer: Der Kanton Glarus unter der Helvetik. In: Jahrbuch des Historischen Vereins des Kantons Glarus. 8/1872, S. 28–112 (3. Zeitraum: Herbst 1799 bis August 1802), hier S. 29 (Textarchiv – Internet Archive).
175. ↑  Heinrich Zschokke: Abschiedsrede an den General Suwarow. In: Der aufrichtige und wohlerfahrene Schweizer-Bote. Luzern, 12. Febr. 1800, S. 77 f. (digitale-sammlungen.de).
176. ↑  Befehligt wurde die Armée de Batavie wie 1798 die Armée d’Helvétie von General Brune.
177. ↑  Peter Hoffmann: Alexander Suworow. Der unbesiegte Feldherr. Militärverlag der Deutschen Demokratischen Republik, Berlin 1986, ISBN 3-327-00026-3, S. 204–210.
178. ↑  Guillaume Hoffmeister: Almanach national-helvétique, pour l’an MDCCCI. Hignou et Comp., Lausanne 1801, S. 117 (Digitalisat); Fernando Bernoulli: Die helvetischen Halbbrigaden im Dienste Frankreichs 1798–1805. Diss. phil. I, Universität Bern. Huber & Co., Frauenfeld 1934, S. 77.
179. ↑  Eine entscheidende Rolle spielte dabei der russische Gesandte in der Schweiz und spätere erste Präsident Griechenlands, Ioannis Kapodistrias. Flurin Clalüna, Andrea Spalinger: Die Schweiz, wie sie nie war: Gedankenexperimente zur Geschichte des Landes. In: Neue Zürcher Zeitung. 29. Juli 2023.
180. ↑  Heinrich Zschokke: Historische Denkwürdigkeiten der helvetischen Staatsumwälzung. 3. Band, Steiner, Winterthur 1805, S. 252 f. (Digitalisat).
181. ↑  Zürich 1799. Eine Stadt erlebt den Krieg. (= Stadtgeschichte und Städtebau in Zürich 7.) Stadt Zürich, 2005, ISBN 3-905384-08-6 (Digitalisat).
182. ↑  Kanton Glarus: Archäologische Fundstellen und Zonen (Digitalisat).
183. ↑  Otto Hartmann: Der Antheil der Russen am Feldzug von 1799 in der Schweiz. Ein Beitrag zur Geschichte dieses Feldzugs und zur Kritik seiner Geschichtschreiber. A. Munk, Zürich 1892 (Digitalisat). Rezension: Revue critique d’histoire et de littérature. Paris, 23. April 1894, S. 338 f. (Digitalisat).
184. ↑  Rudolf Reding-Biberegg: Der Zug Suworoff’s durch die Schweiz, 24. Herbst- bis 10. Weinmonat 1799 (= Der Geschichtsfreund. Mitteilungen des historischen Vereins der fünf Orte Luzern, Ury, Schwyz, Unterwalden und Zug. 50. Band). Hans von Matt, Stans 1895, S. 5/Anm. 1 (e-periodica.ch); Christopher Duffy: Eagles over the Alps. Suvorov in Italy and Switzerland, 1799. The Emperor’s Press, Chicago 1999, ISBN 1-883476-18-6, S. 273; Fred Heer: Ungebetene Gäste. Das Glarnerland als Kriegsschauplatz oder: Wie der Krieg in unser Land kam. In: Ungebetene Gäste – das Kriegsjahr 1799. (= Jahrbuch 97. Historischer Verein Kanton Glarus 2017). Küng Druck AG, Näfels 2017, ISBN 978-3-85546-328-2, S. 128–185, hier S. 184 (e-periodica.ch).
185. ↑  Armée du Danube. Campagne des années VII et VIII (1799) en Suisse. Rapport des opérations de la brigade du général Molitor, détachée dans les cantons de Schweiz et de Glaris (1). In: Le Spectateur militaire […] (Paris). 15. Mai 1831, S. 108–132, hier S. 125–130, 132 (Digitalisat).
186. ↑  Mit Ausnahme einer von Johannes Wieland: Geschichte der Kriegsbegebenheiten in Helvetien und Rhätien als Handbuch zum Militairunterricht für Schweizeroffiziere aller Waffen. 2. Theil, Schweighauser, Basel 1827, S. 154/Anm * (Digitalisat), wiedergegebenen Passage.
187. ↑  Édouard Gachot: Histoire militaire de Massena. La campagne d’Helvétie (1799). Perrin & Cie, Paris 1904 (Digitalisat). Rezensionen: Revue critique d’histoire et de littérature. Paris, 24. Okt. 1904, S. 299–302, 427–429 (Digitalisat); Revue d’Histoire Moderne & Contemporaine (Paris). 6/1904, S. 346–348 (Digitalisat). Laut Christopher Duffy: Eagles over the Alps. Suvorov in Italy and Switzerland, 1799. The Emperor’s Press, Chicago 1999, ISBN 1-883476-18-6, S. 294, sind Gachots Werke «essentially novels based on a modicum of fact».
188. ↑  Positive Rezension: Revue critique d’histoire et de littérature. Paris, 23. April 1894, S. 338 f. (Digitalisat).
189. ↑  Der Autor unterschlägt, dass Schweizer massgeblich zum Sieg der einen über die andere Invasionsarmee beitrugen.